# Liste de châteaux belges par province
 (septembre 2008).
Cette liste non exhaustive répertorie les principaux châteaux en Belgique.
Elle inclut les châteaux au sens large du terme, c'est-à-dire :
- les châteaux et châteaux forts (généralement bâtis en milieu rural, y compris gentilhommières, logis seigneuriaux, maisons fortes, manoirs).
- les palais (généralement bâtis en milieu urbain)
- les donjons

quel que soit leur état de conservation (ruines, bâtiments d'origine ou restaurés) et leur statut (musée, propriété privée, ouvert ou non à la visite).
Elle exclut :
- les citadelles

À la vue du nombre d'homonymies de noms de châteaux, quelquefois même à l'intérieur d'une province, merci de préciser le lieu, et si possible l'époque, s'il est classé, s'il est ouvert au public et éventuellement anecdote du château lorsqu'il n'a pas encore d'article.
| Symbole          | Signification       |
| ---------------- | ------------------- |
| Ruine ou disparu | Ruine               |
| Château fort     | Château fort        |
| Renaissance      | Château Renaissance |
| Palais           | Palais              |
| Domaine viticole | Domaine viticole    |

## Bruxelles-Capitale

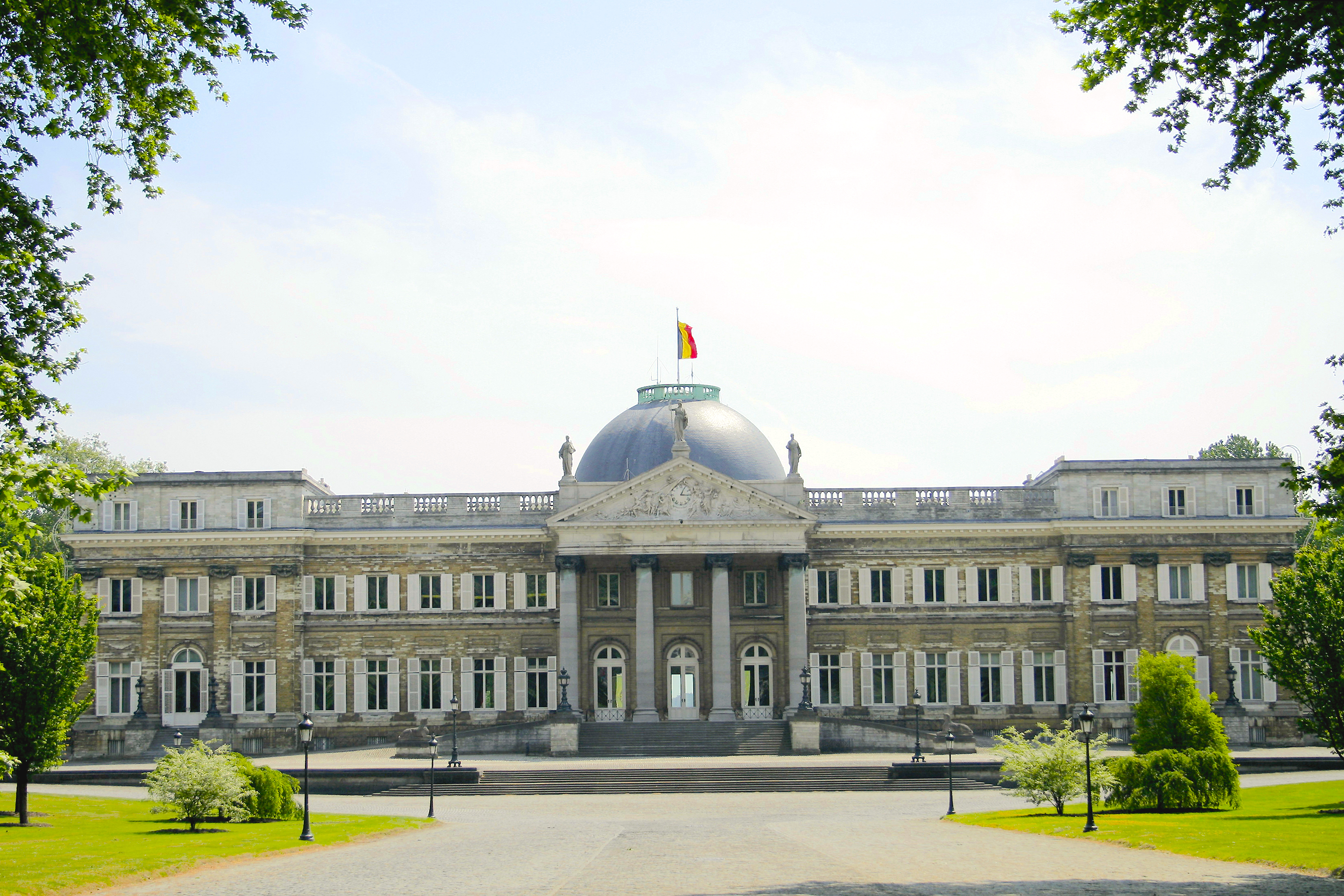
Château de Laeken
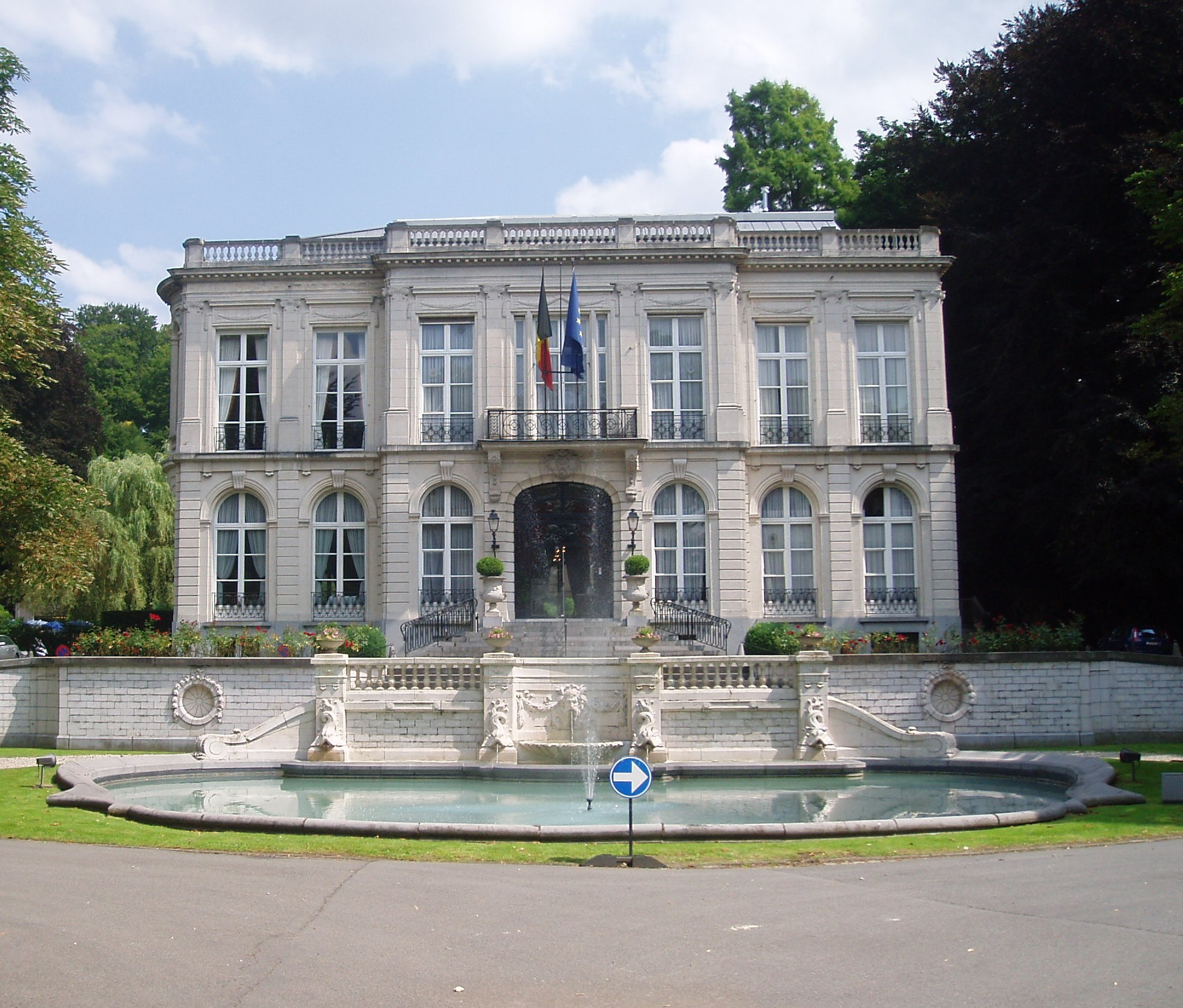
Château Sainte-Anne
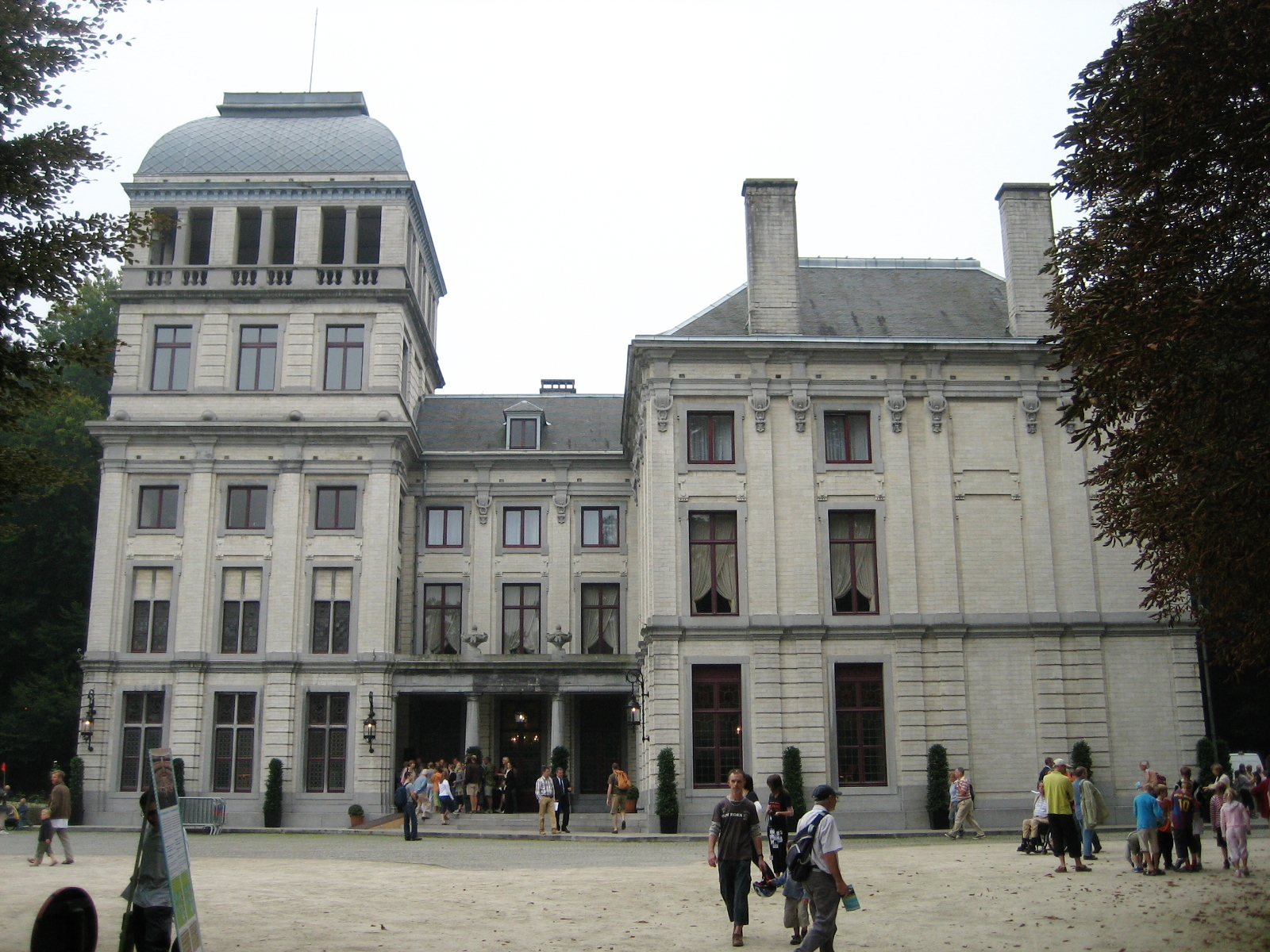
Château de Val Duchesse
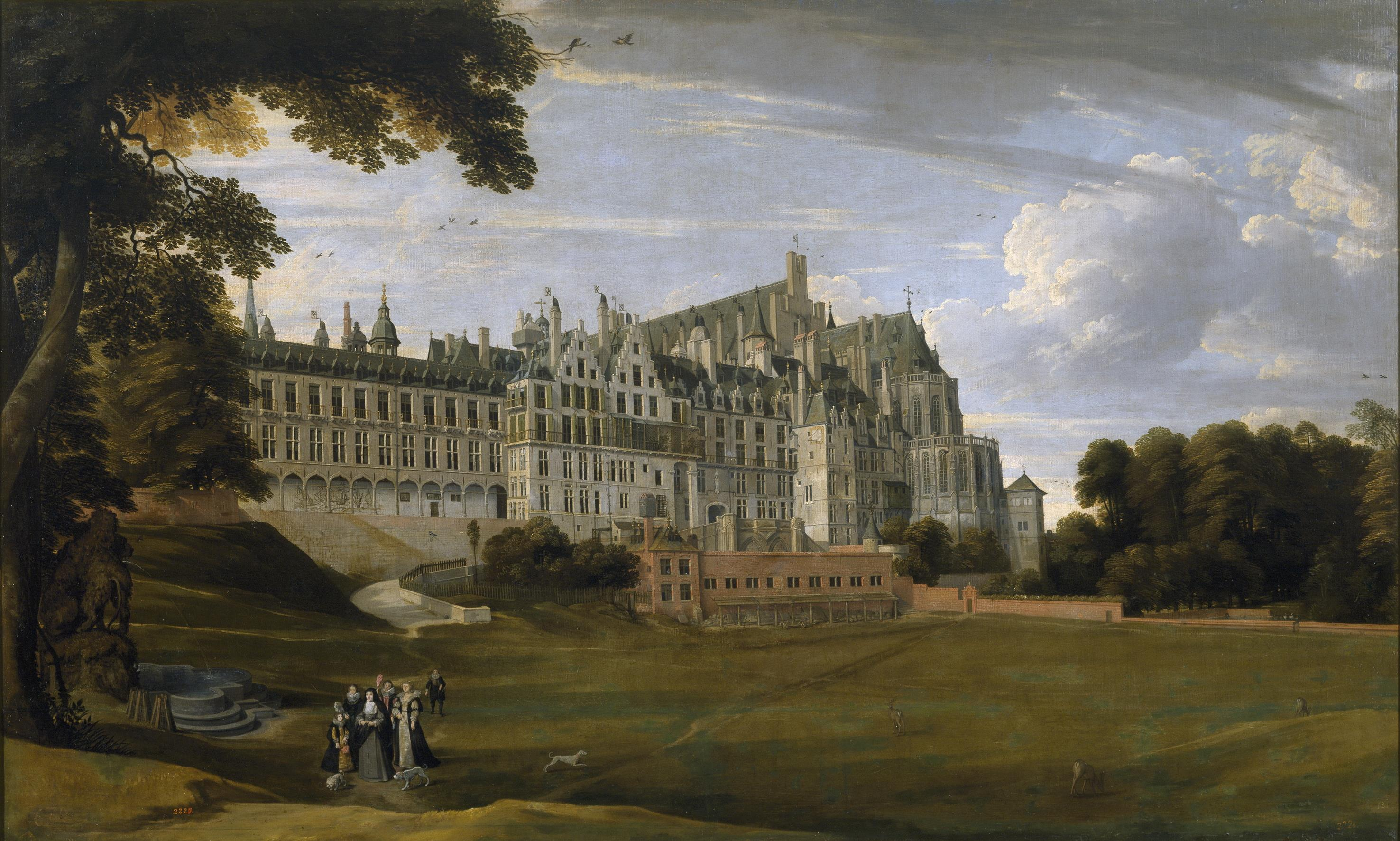
Ancien Palais du Coudenberg
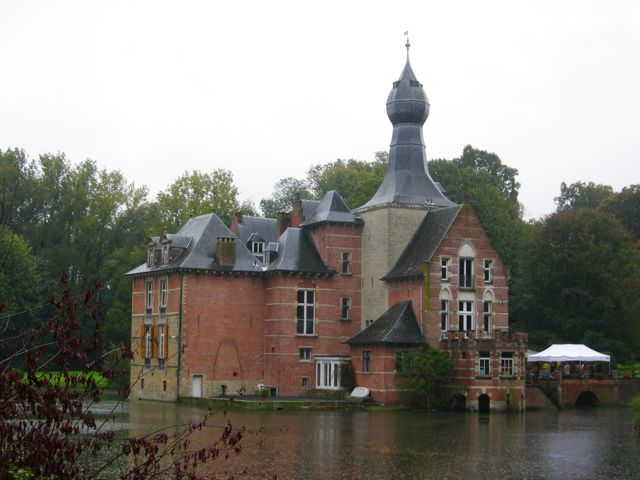
Château de Rivieren

| Nom                                  | Époque        | Statut           | Visitable        | Lieu                 |
| ------------------------------------ | ------------- | ---------------- | ---------------- | -------------------- |
| Château du Belvédère                 | XVIIIe siècle |                  | non              | Laeken               |
| Château Bonaventure                  | XIXe siècle   |                  | non              | Jette                |
| Palais royal de Bruxelles            | XIXe siècle   | Palais           | oui              | Bruxelles            |
| Ancien Palais du Coudenberg          | XIe siècle    | Ruine ou disparu | Oui              | Bruxelles            |
| Palais d'Egmont                      | XVIe siècle   | Palais           |                  | Bruxelles            |
| Château de La Fougeraie              | XIXe siècle   |                  | Non              | Uccle                |
| Château Fond'Roy                     | XXe siècle    |                  |                  | Uccle                |
| Château du Karreveld                 |               |                  |                  | Molenbeek-Saint-Jean |
| Château de Laeken                    | XVIIIe siècle | Palais           | oui (les serres) | Laeken               |
| Château Malou                        | XVIIIe siècle |                  |                  | Woluwe               |
| Château de l'Orangeraie              |               |                  | Non              | Uccle                |
| Château de Putdael ou manoir d'Anjou |               |                  |                  | Woluwe-Saint-Pierre  |
| Château de Rivieren                  | XIIIe siècle  | Classé           | Non              | Ganshoren            |
| Château Sainte-Anne                  | XXe siècle    |                  |                  | Auderghem            |
| Château de la Solitude               | XXe siècle    |                  |                  | Auderghem            |
| Château de Stalle                    | XVIIe siècle  |                  |                  | Uccle                |
| Château du Stuyvenberg               | XVIIIe siècle |                  | non              | Laeken               |
| Château de Trois-Fontaines           | XIVe siècle   | Ruine ou disparu |                  | Auderghem            |
| Château de Val Duchesse              | XIIIe siècle  |                  |                  | Auderghem            |
| Château Valduc                       | XIXe siècle   |                  |                  | Auderghem            |
| Villa Schonenberg                    | XIXe siècle   |                  |                  | Laeken               |

## Province d'Anvers

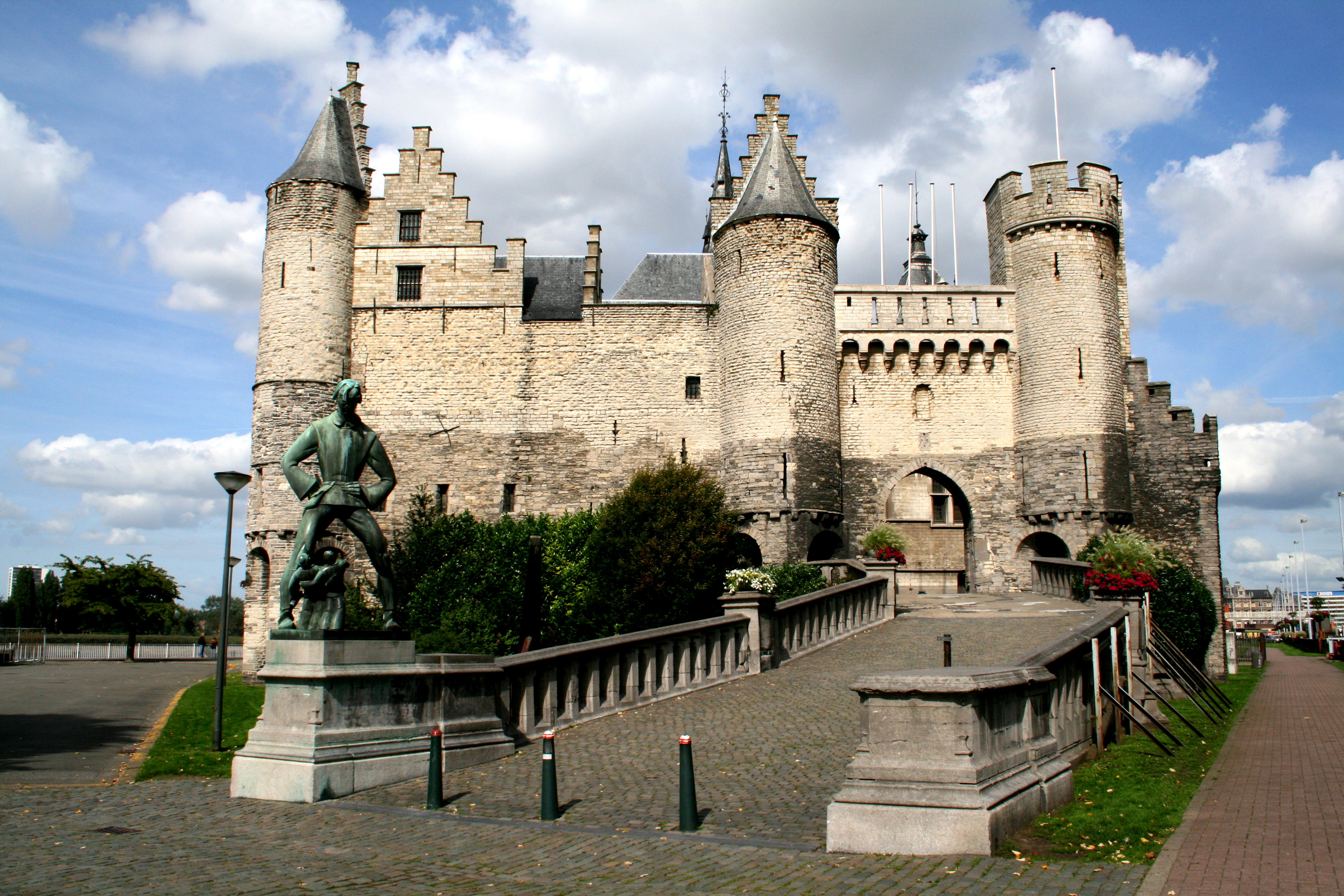
Steen

| Nom                                        | Époque       | Statut       | Visitable | Lieu              |
| ------------------------------------------ | ------------ | ------------ | --------- | ----------------- |
| Château ten Bosch ou Château Moretus       |              |              |           | Heist-op-den-Berg |
| Château de Cleydael                        |              |              |           | Aartselaar        |
| Château d'Hingene ou Château ducal d'Ursel |              |              |           | Hingene           |
| Château d'Isschot                          | XXe siècle   |              |           | Heist-op-den-Berg |
| Château Marnix de Sainte-Aldegonde         | XVIe siècle  | Renaissance  |           | Bornem            |
| Château de Rameyen                         |              |              |           | Berlaar           |
| Château de Réthy                           | XXe siècle   |              |           | Réthy             |
| Château de Ringen                          | XIXe siècle  |              |           | Lierre            |
| Château de Ruisbroek                       |              |              |           | Ruisbroek         |
| Château de Tongerlo                        | XXe siècle   |              |           | Westerlo          |
| Château de Turnhout                        |              |              |           | Turnhout          |
| Château de Vorselaar                       |              |              |           | Vorselaar         |
| Château de Westerlo                        |              |              |           | Westerlo          |
| Steen                                      | XIIIe siècle | Château fort | Oui       | Anvers            |
| Sterckshof                                 |              | Château fort | Oui       | Deurne            |

## Province du Brabant flamand

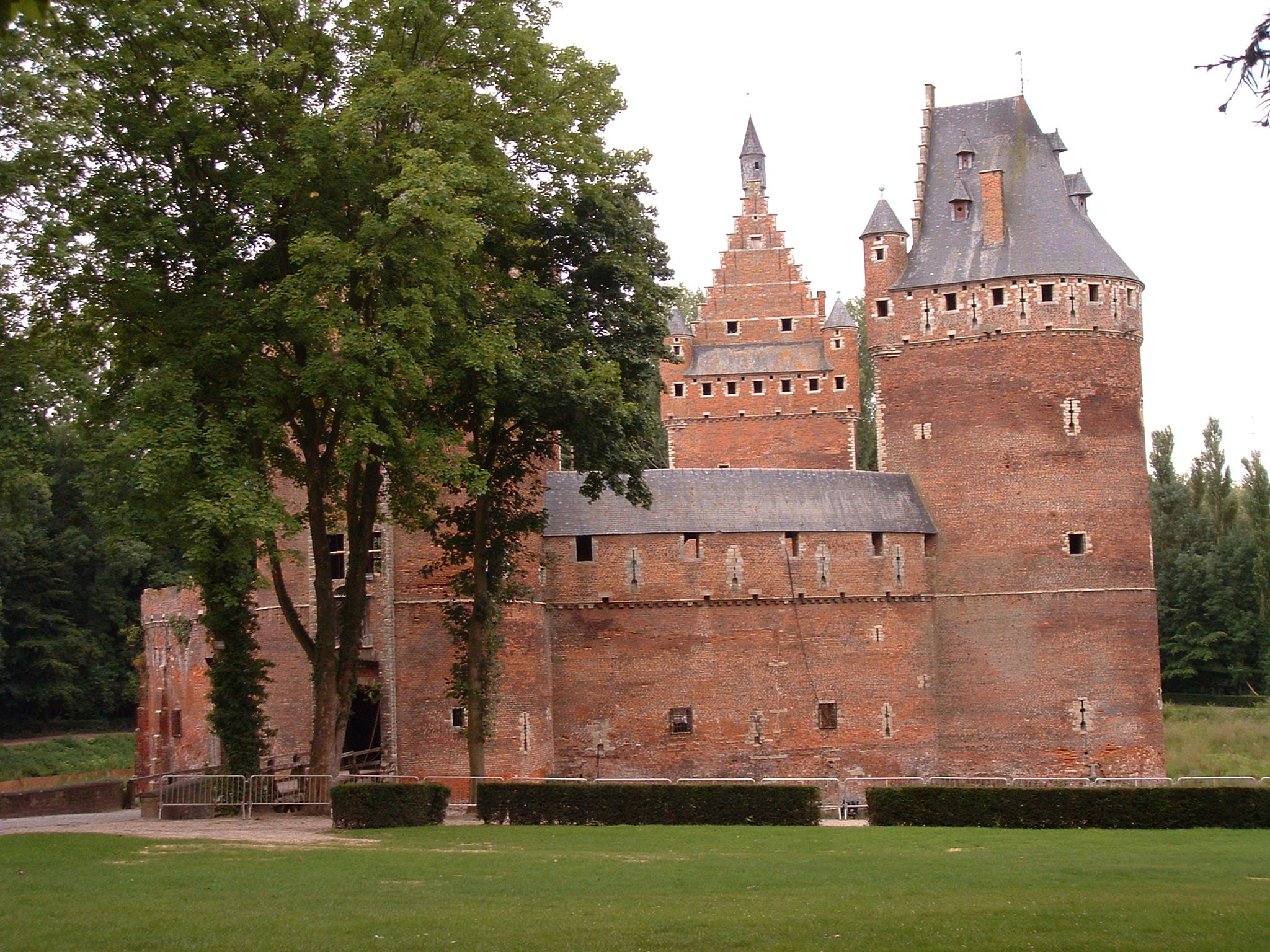
Château de Beersel
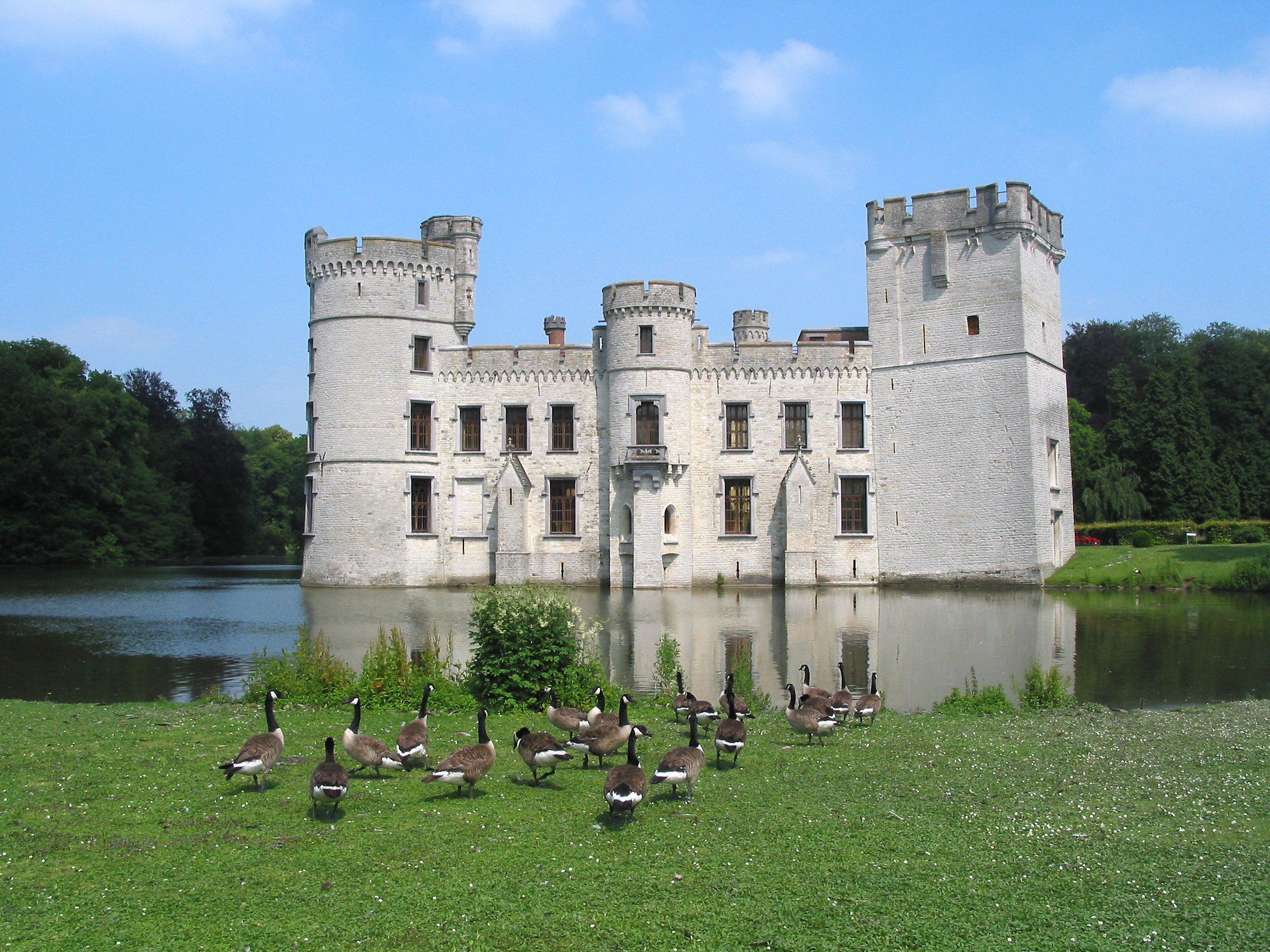
Château de Bouchout
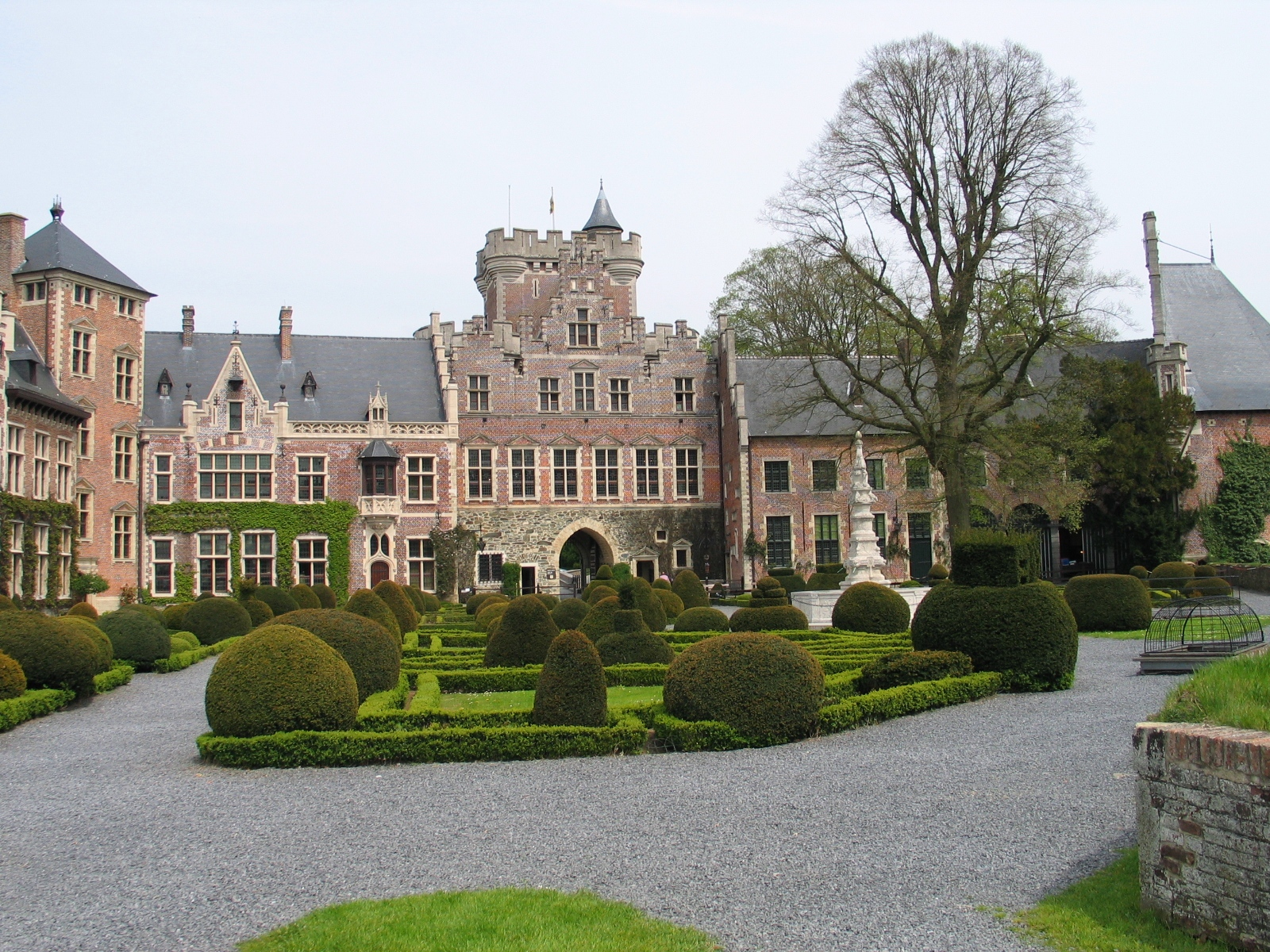
Château de Gaesbeek
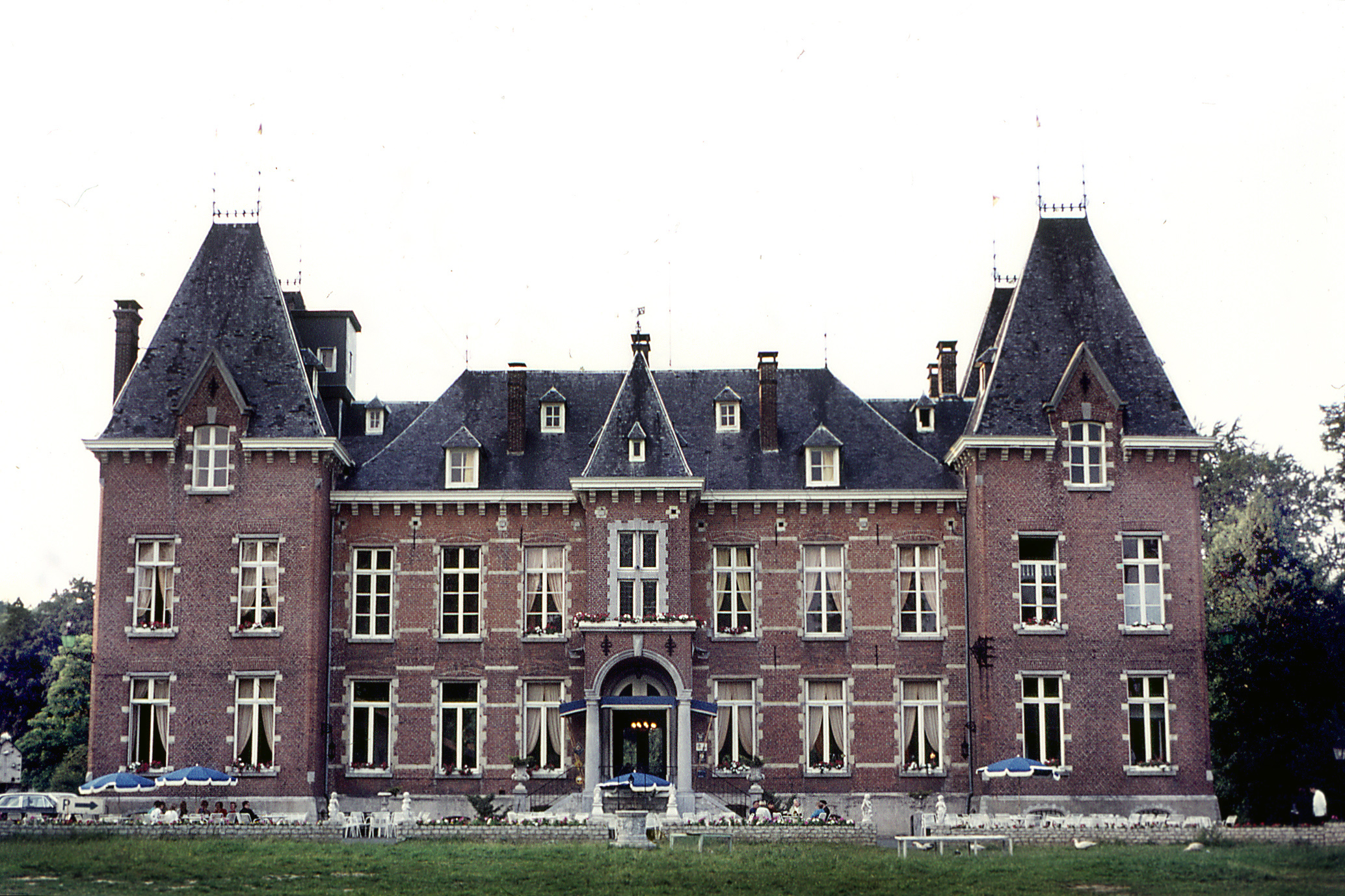
Château Gravenhof
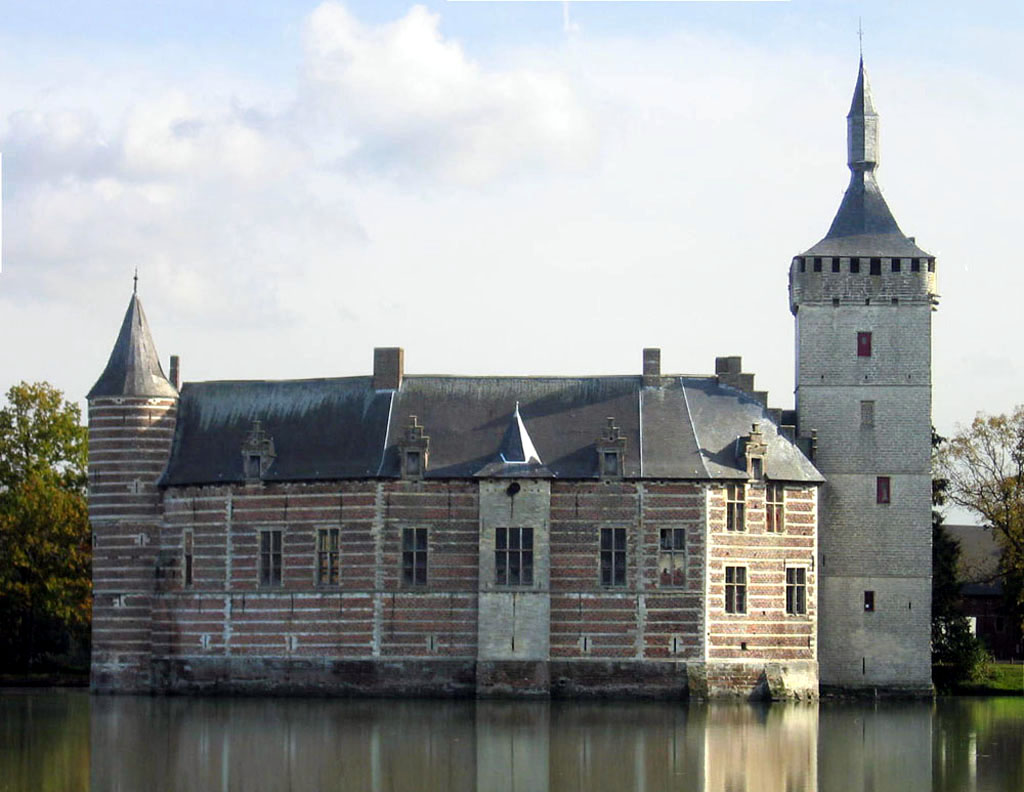
Château de Horst
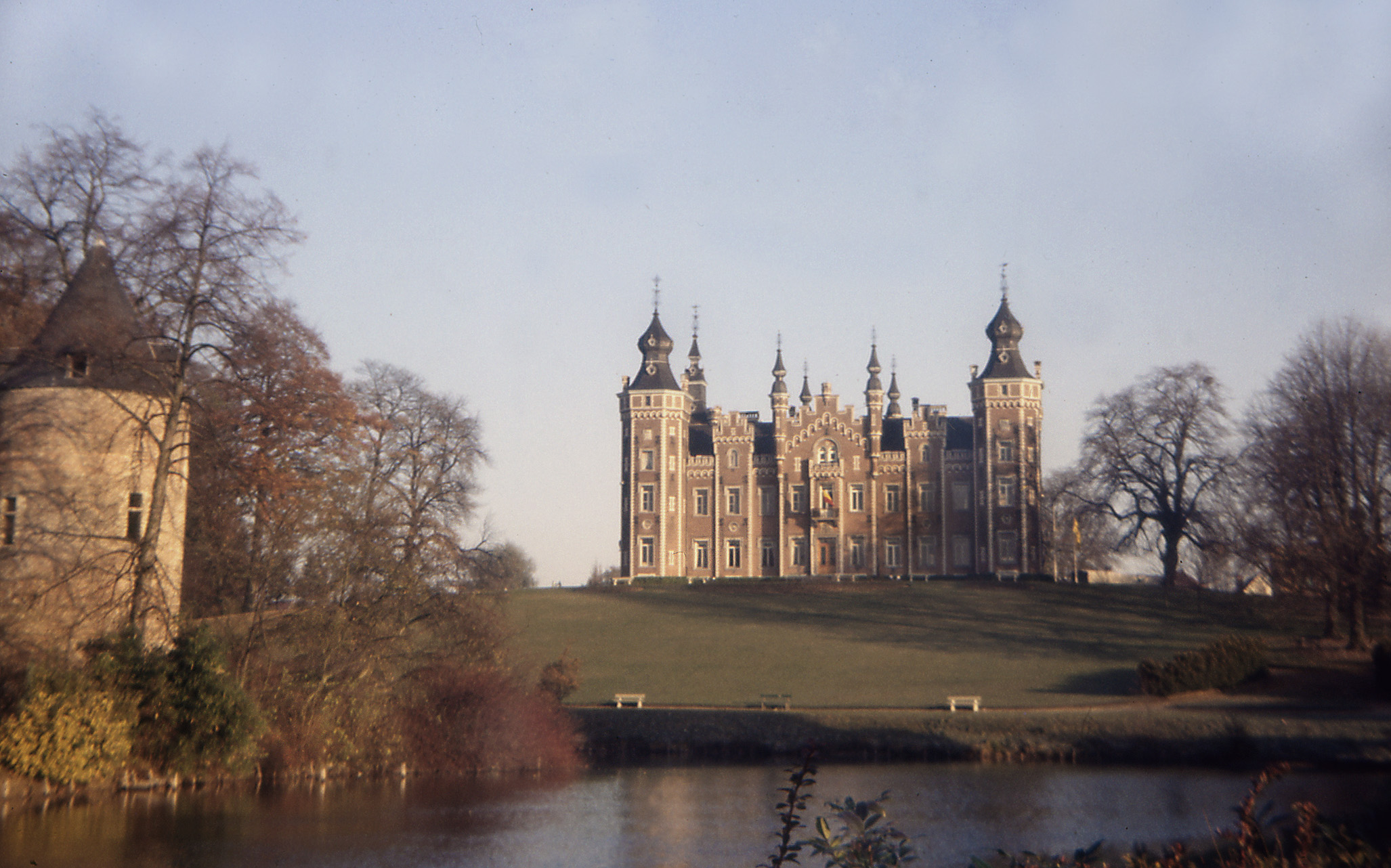
Château de Viron et une tour du château de Dilbeek

| Nom                                          | Époque        | Statut                          | Visitable                  | Lieu               |
| -------------------------------------------- | ------------- | ------------------------------- | -------------------------- | ------------------ |
| Château d'Arenberg                           | XVe siècle    |                                 |                            | Heverlee           |
| Château de Beersel                           | XIIe siècle   | Château fort                    | Oui                        | Beersel            |
| Château de Bever                             | XVIIIe siècle |                                 | Non                        | Strombeek-Bever    |
| Château de Bouchout                          | XIIe siècle   | Château fort                    |                            | Meise              |
| Château Calmeyn                              | XIXe siècle   | Palais                          | Non                        | Drogenbos          |
| Château de Coloma                            |               |                                 |                            | Leeuw-Saint-Pierre |
| Château de Cruykenbourg                      |               |                                 |                            | Ternat             |
| Château de Dilbeek                           |               | Château fort · Ruine ou disparu |                            | Dilbeek            |
| Château de Diepensteyn                       |               |                                 |                            | Steenhuffel        |
| Château d'Elewijt                            |               |                                 |                            | Elewijt            |
| Château de Gaesbeek                          | XIIIe siècle  |                                 |                            | Gaesbeek           |
| Château de Grand-Bigard                      | XIIe siècle   |                                 | Oui                        | Grand-Bigard       |
| Château Gravenhof                            | XVIIe siècle  |                                 |                            | Tourneppe          |
| Château de Horst                             | XIIIe siècle  | Château fort · Renaissance      | Du 1er avril au 31 octobre | Rhode-Saint-Pierre |
| Château Ledale                               | XVIIIe siècle |                                 | Non                        | Bellingen          |
| Château de Linkebeek ou château d'Oultremont | XVIIIe siècle |                                 | Non                        | Linkebeek          |
| Château de Maillard                          | XIXe siècle   |                                 |                            | Meldert            |
| Château de Perk ou Château de Ribaucourt     |               |                                 |                            | Perk               |
| Château de Ravenstein                        | XVIIIe siècle | Renaissance                     | non (sauf golfeurs)        | Tervueren          |
| Château Rondenbos                            | XXe siècle    |                                 | Maison communale           | Alsemberg          |
| Château de Tervueren                         | XVIIIe siècle | Ruine ou disparu                |                            | Tervueren          |
| Château Ter Ham                              | XIIIe siècle  |                                 | Non                        | Steenokkerzeel     |
| Château de Viron                             |               |                                 |                            | Dilbeek            |
| Château de Walfergem                         |               |                                 |                            | Asse               |

## Province de Flandre-Occidentale

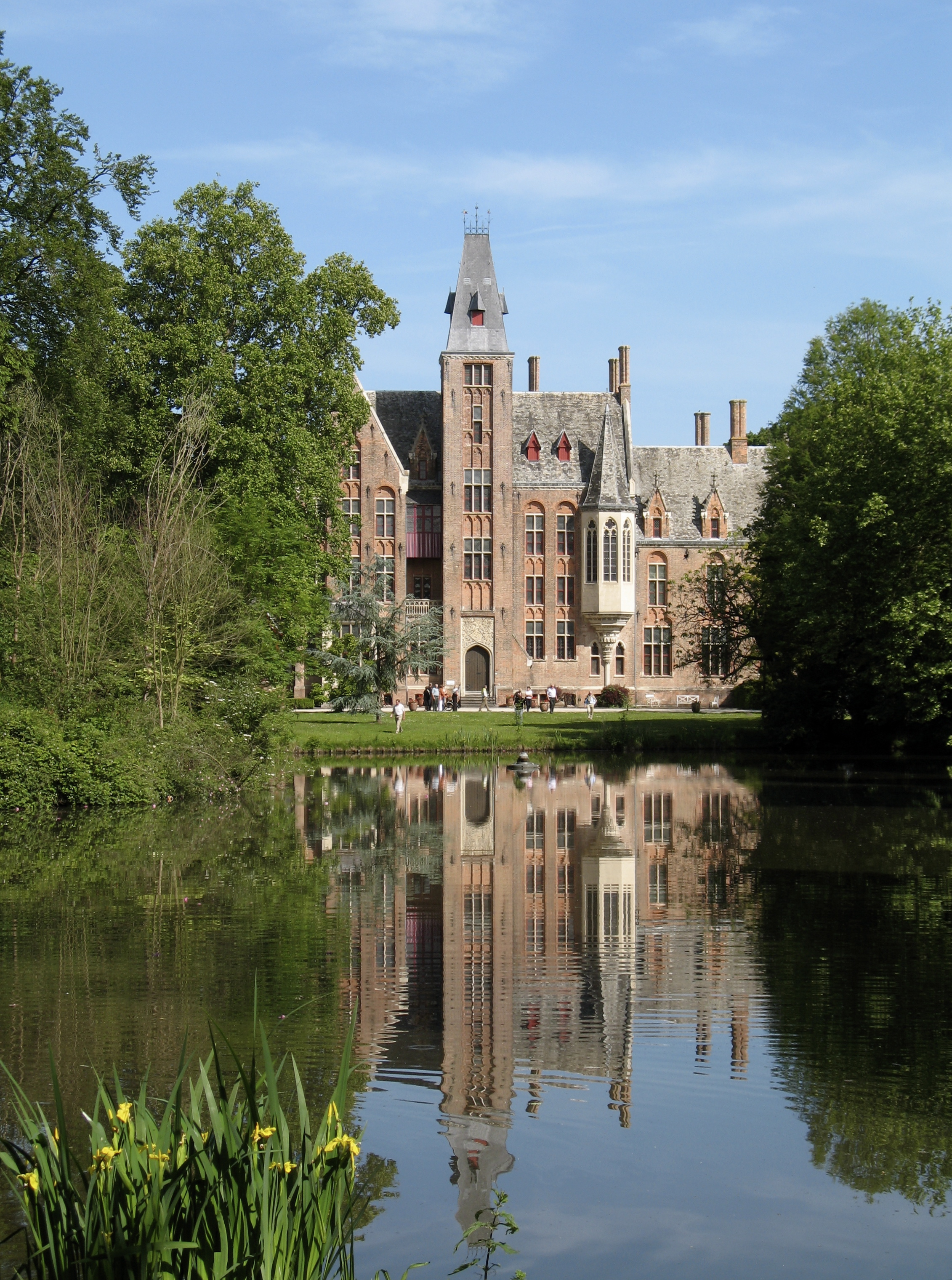
Château de Loppem
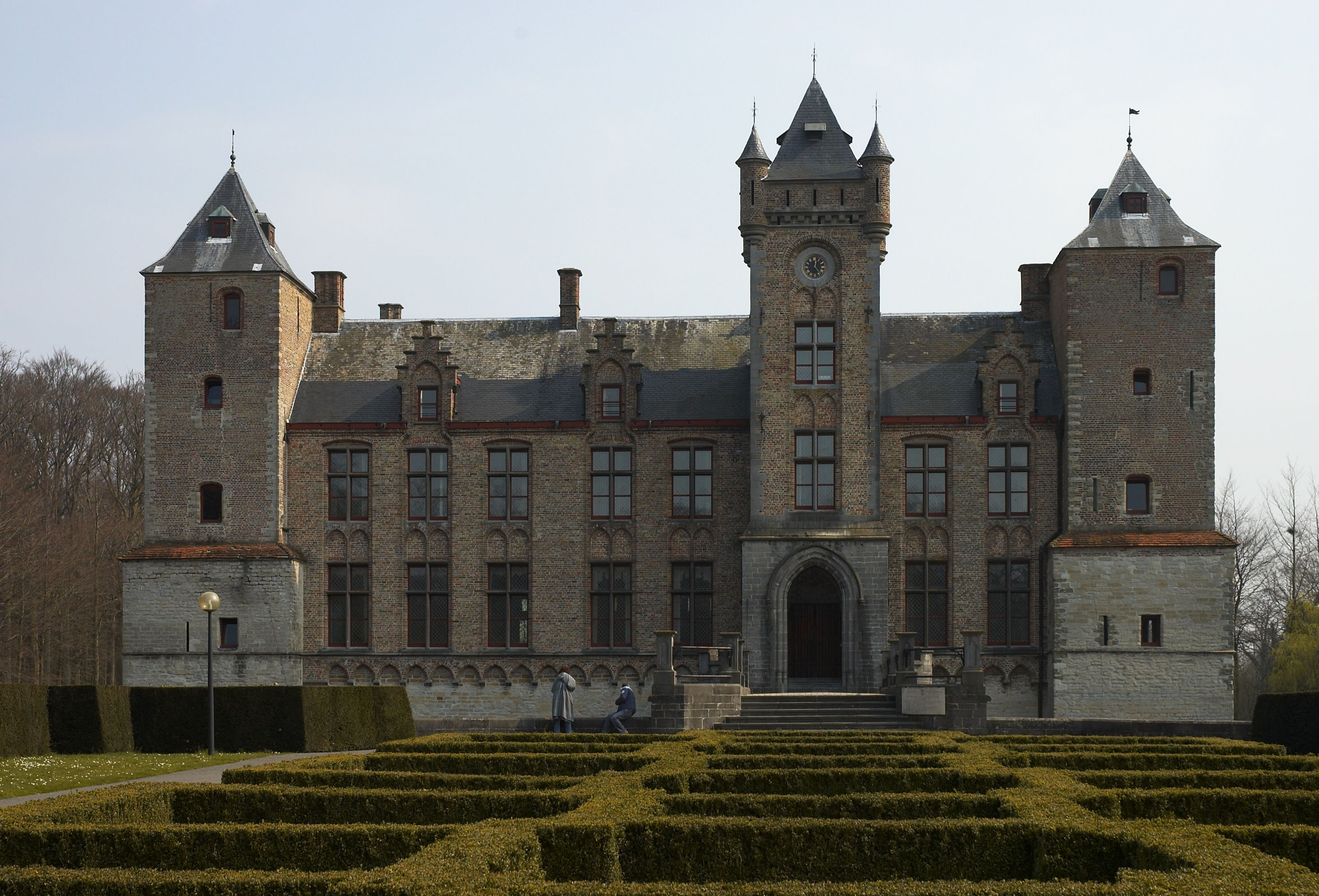
Château de Tilleghem

| Nom                                                               | Époque                    | Statut      | Visitable | Lieu         |
| ----------------------------------------------------------------- | ------------------------- | ----------- | --------- | ------------ |
| Château d'Ardoye, Château d'Ardooie ou Château de Jonghe d'Ardoye |                           |             |           | Ardoye       |
| Château d'Aertrycke                                               | XIXe siècle               |             |           | Thourout     |
| Château de Beauvoorde                                             |                           |             |           | Wulveringem  |
| Château d'Espierres                                               | XVIIIe siècle             |             |           | Espierres    |
| Château d'Hemsrode                                                | XVIIe siècle              |             |           | Anzegem      |
| Château d'Ingelmunster                                            |                           |             |           | Ingelmunster |
| Château de Lophem                                                 | XIXe siècle               |             |           | Lophem       |
| Château de Ter Loo                                                | XIVe siècle - XIXe siècle |             |           | Lophem       |
| Château des comtes de Male                                        |                           |             |           | Bruges       |
| Château d'Oostkerke                                               |                           |             |           | Damme        |
| Château de Rumbeke                                                | XVIIIe siècle             | Renaissance | Oui       | Rumbeke      |
| Château de Tilleghem                                              |                           |             |           | Saint-Michel |
| Château de Wynendaele                                             | XIe siècle                |             |           | Wynendaele   |

## Province de Flandre-Orientale

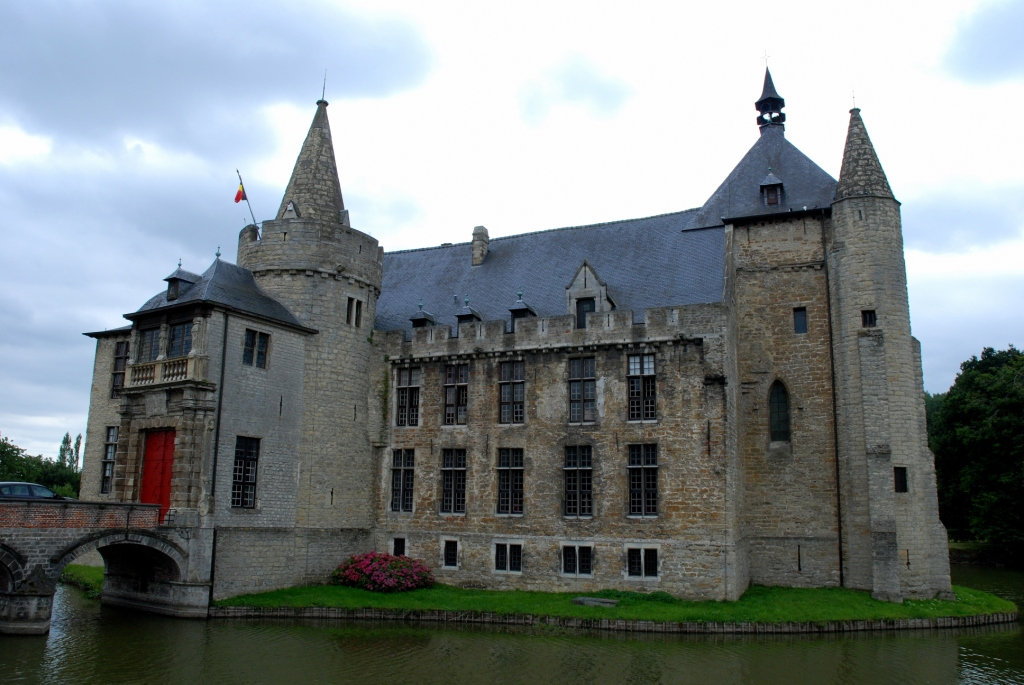
Château de Laerne
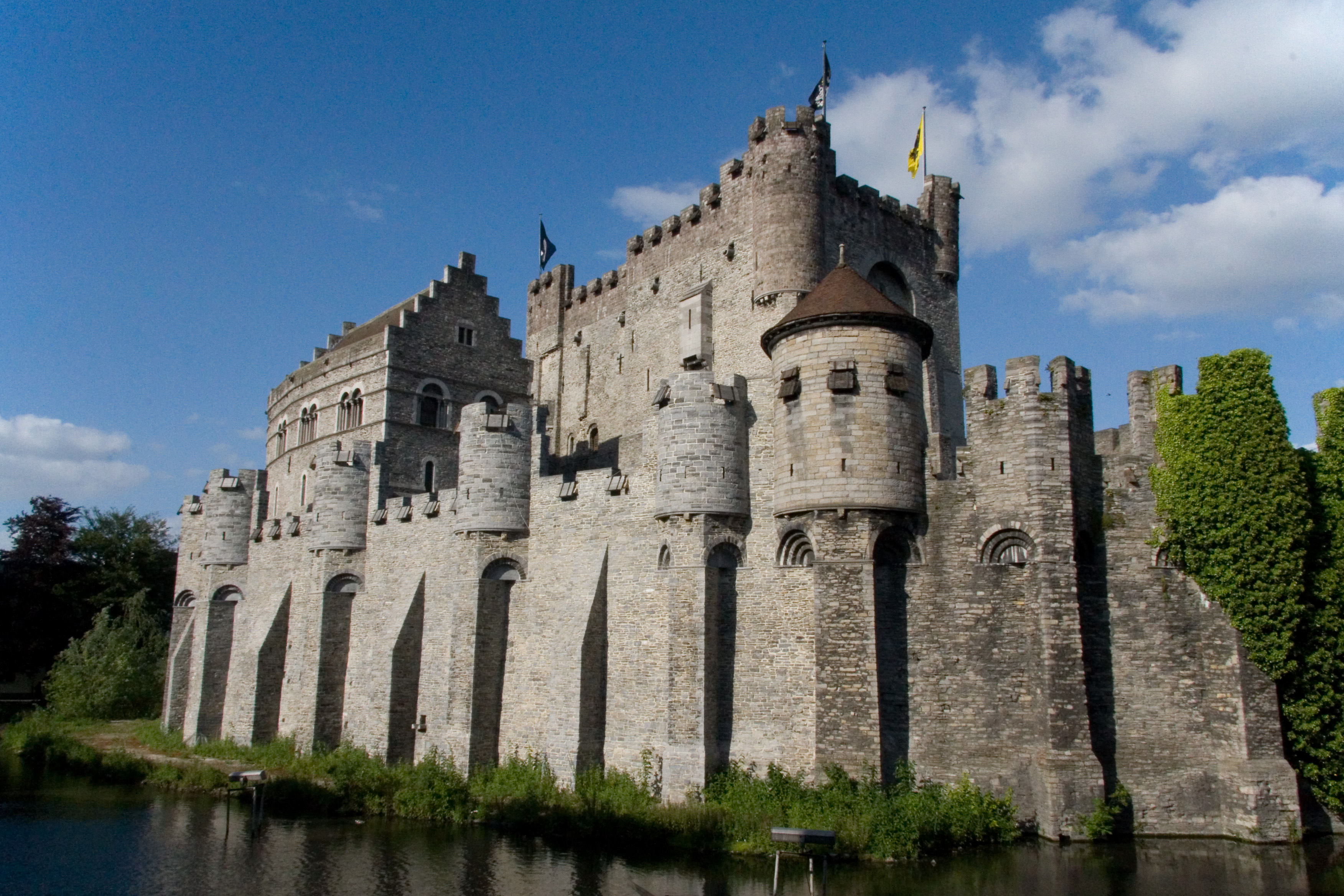
Château des comtes de Flandre
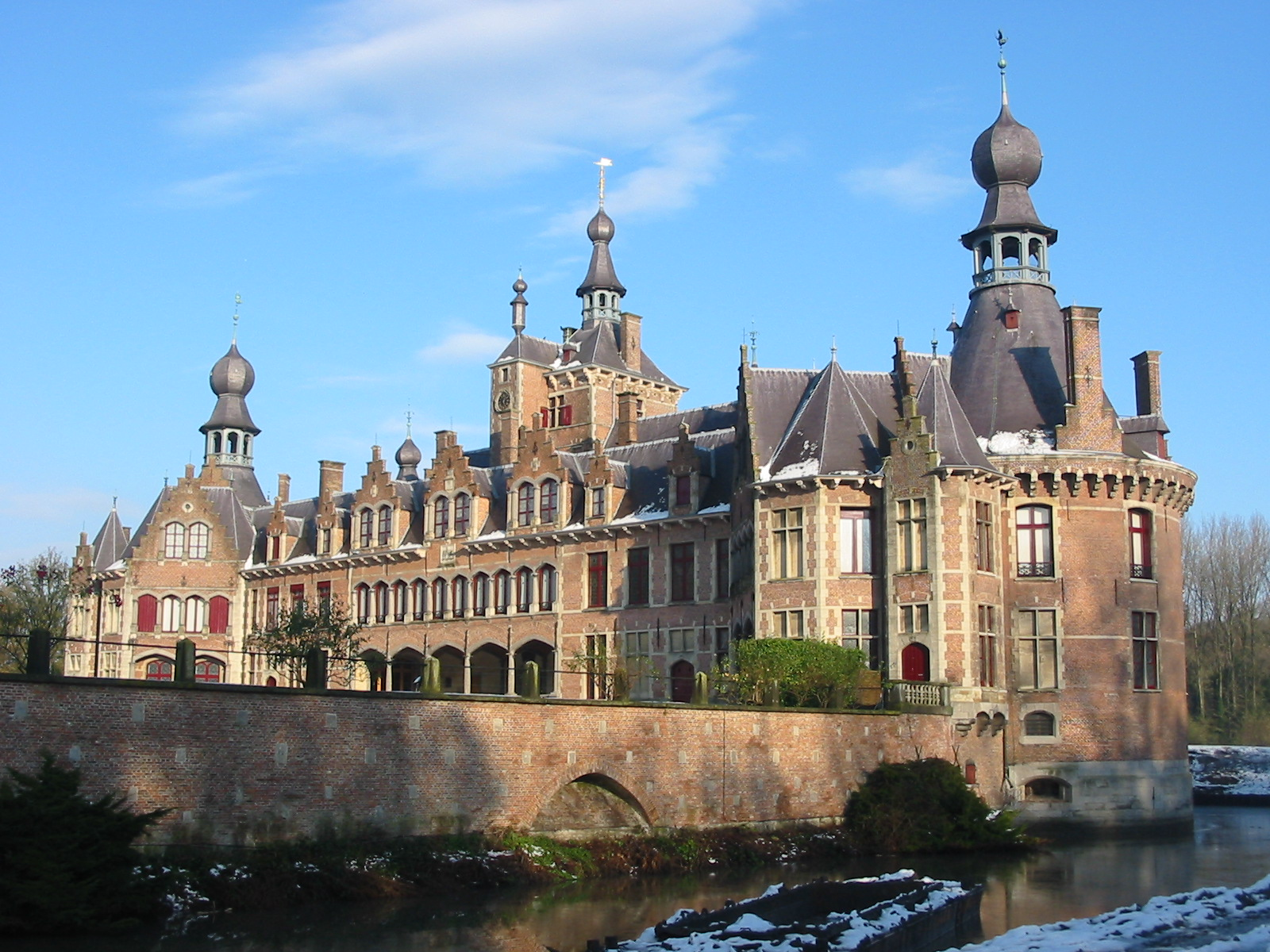
Château d'Ooidonk
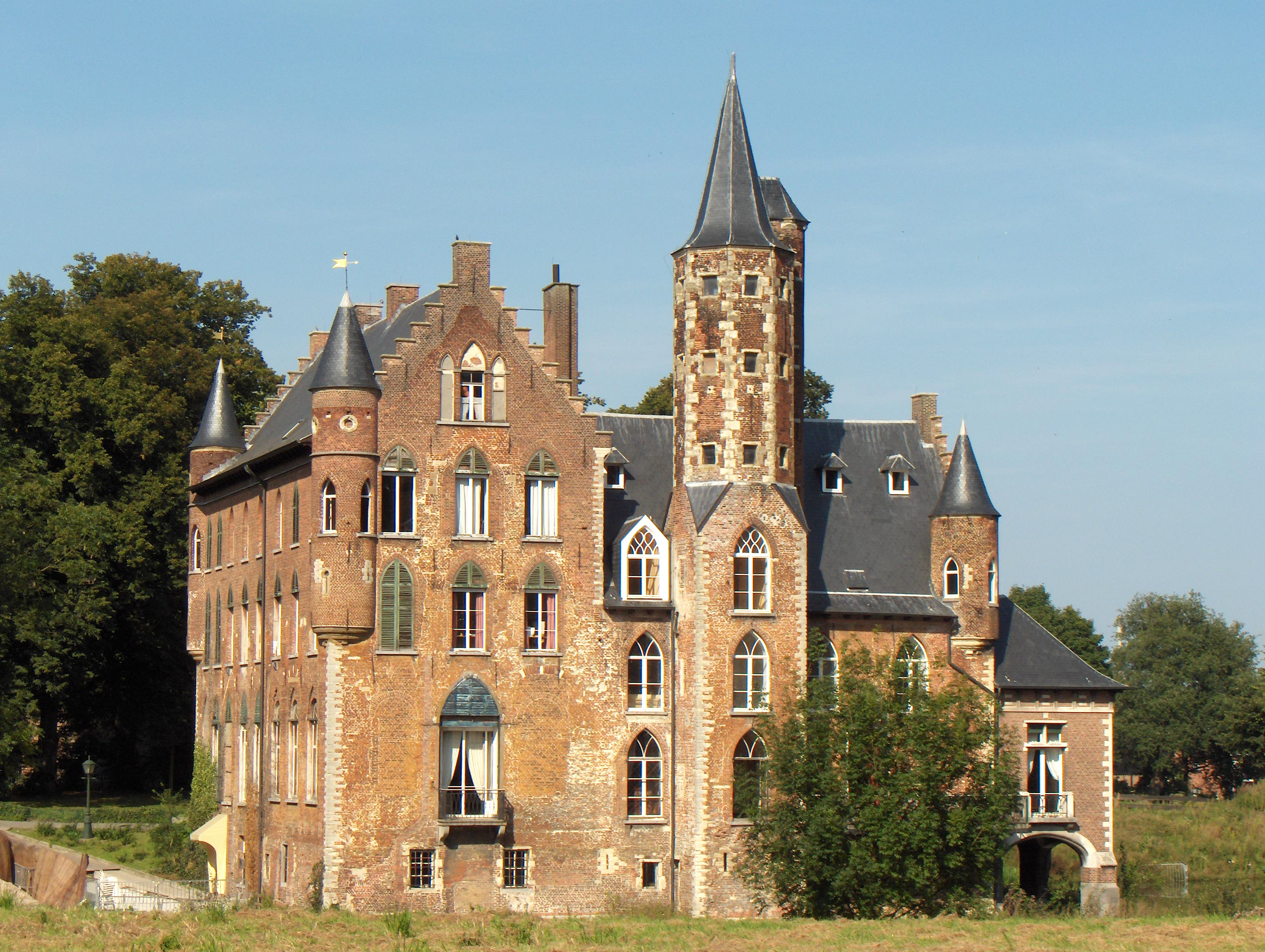
Château de Wissekerke

| Nom                               | Époque        | Statut       | Visitable | Lieu                  |
| --------------------------------- | ------------- | ------------ | --------- | --------------------- |
| Château de l'Ast                  | XXe siècle    |              |           | Huysse                |
| Château de Baudries               | XVIIIe siècle |              |           | Dikkelvenne           |
| Château de Beerlegem              |               |              |           | Beerlegem             |
| Château de Cortewalle             |               |              |           | Beveren               |
| Château des Comtes ou Gravensteen | XIIe siècle   | Château fort | Oui       | Gand                  |
| Château della Faille d'Huysse     |               |              |           | Lozère                |
| Château de Laerne                 | XIIe siècle   |              | oui       | Laerne                |
| Château de Leeuwergem             | XIIIe siècle  |              |           | Leeuwergem            |
| Château de Moorsel                |               | Renaissance  |           | Moorsel               |
| Château de Nokere                 |               |              |           | Nokere                |
| Château d'Ooidonk                 | XIIe siècle   |              | oui       | Bachte-Maria-Leerne   |
| Château de Poucques               | XVIIIe siècle |              |           | Poucques              |
| Vieux château de Peteghem         |               |              |           | Peteghem-sur-l'Escaut |
| Nouveau château de Peteghem       | XVIIIe siècle |              |           | Peteghem-sur-l'Escaut |
| Château Ter Leyen                 |               |              |           | Boekhoute             |
| Château de Wannegem-Lede          | XIIIe siècle  |              |           | Wannegem-Lede         |
| Château de Wissekerke             | XVIIIe siècle |              |           | Bazel                 |

## Province de Limbourg

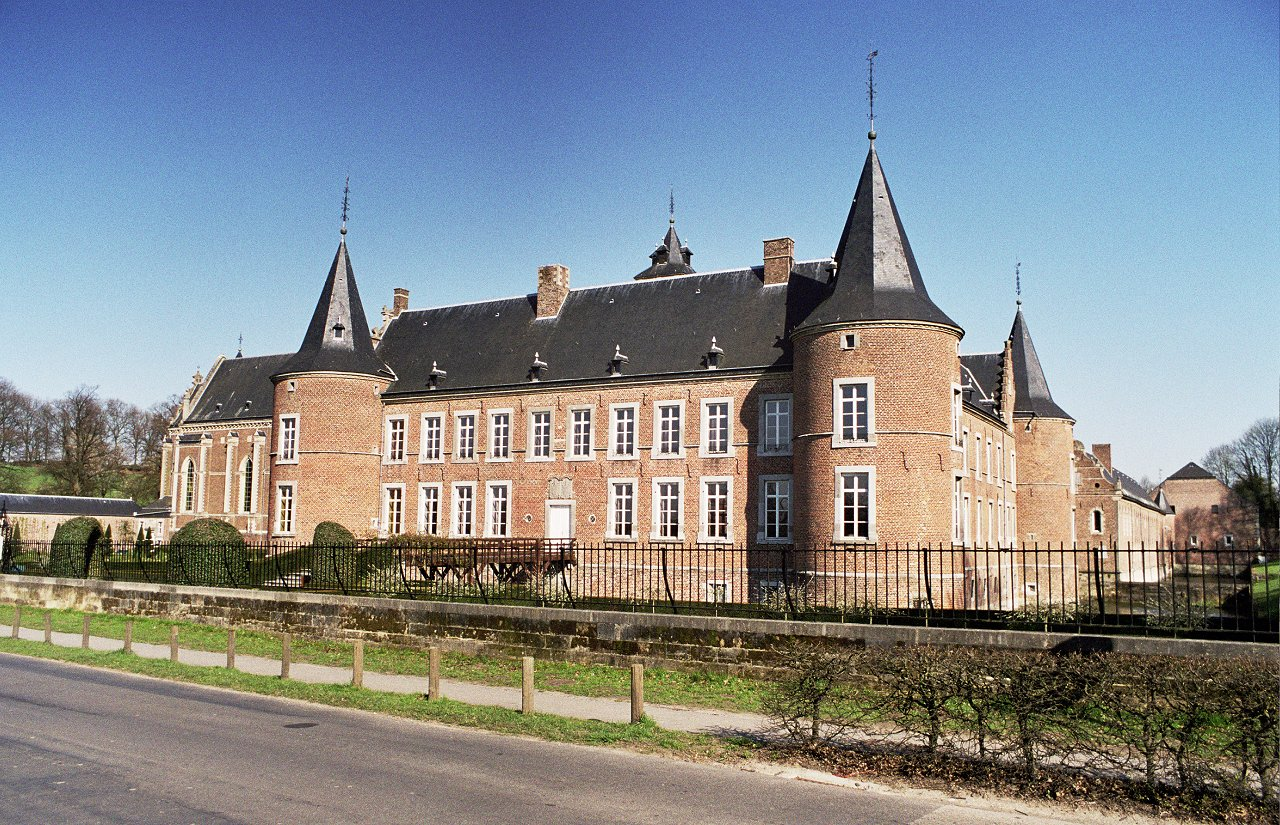
Commanderie d'Alden Biesen
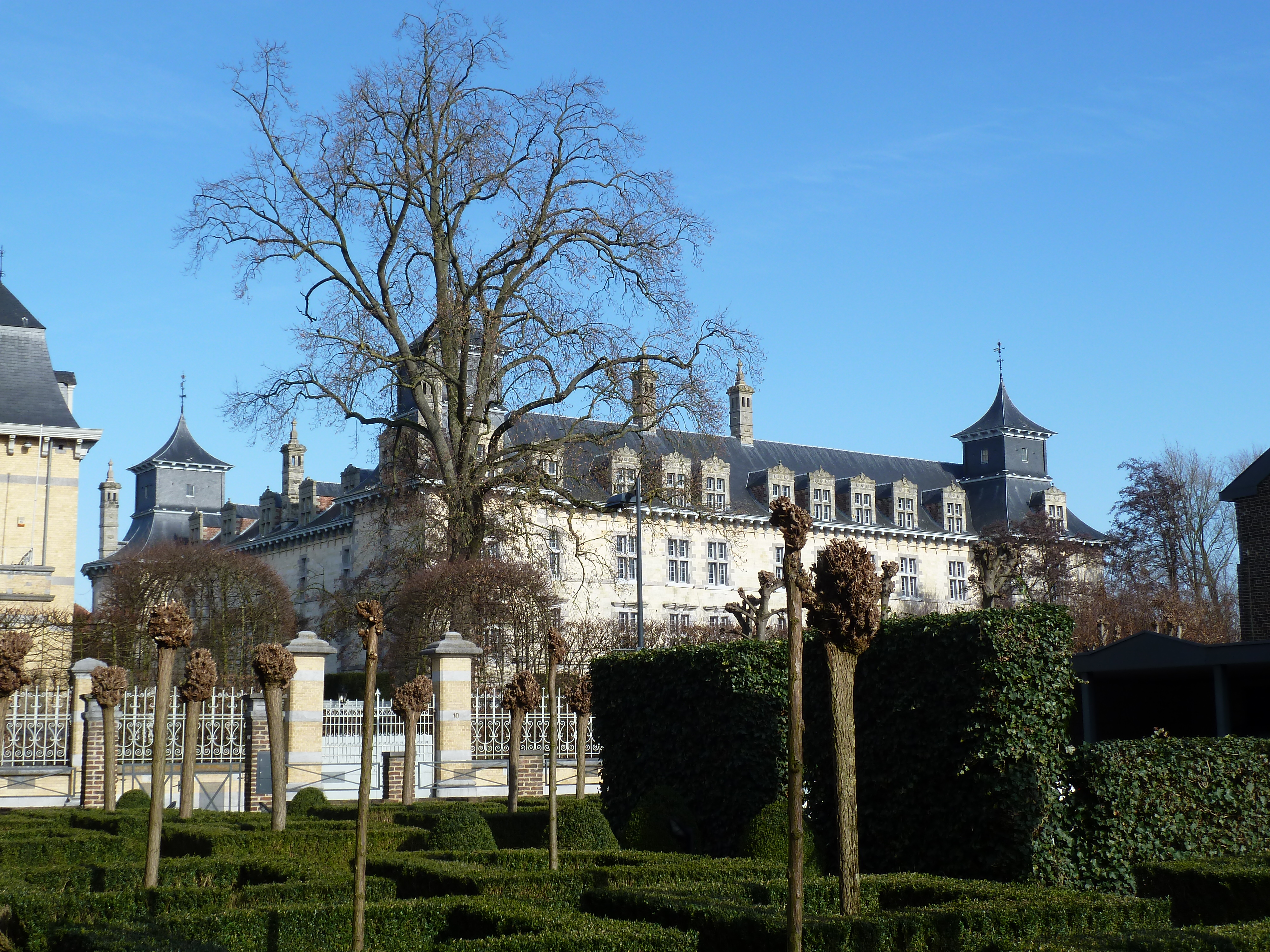
Château d'Aspremont-Lynden
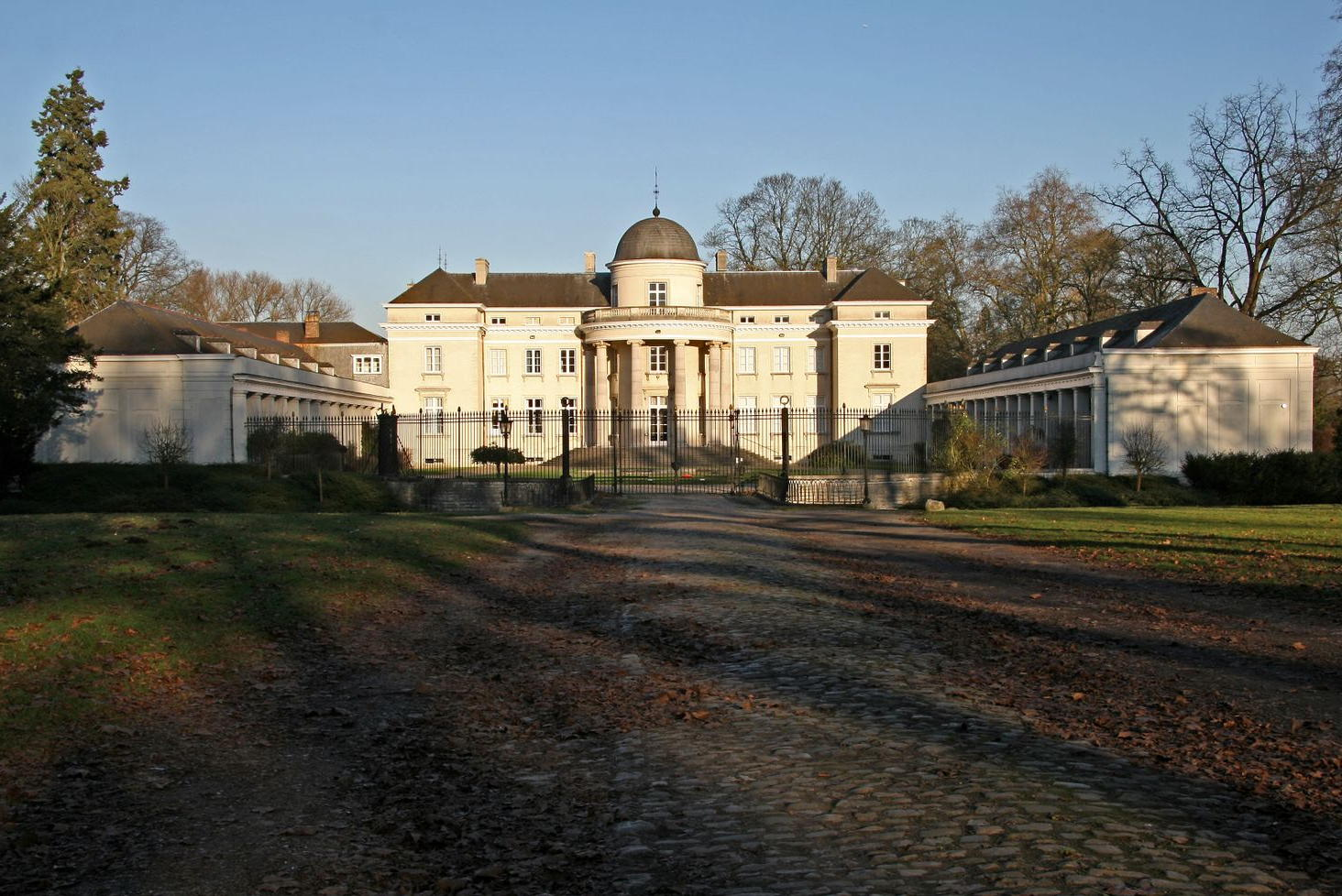
Château de Duras
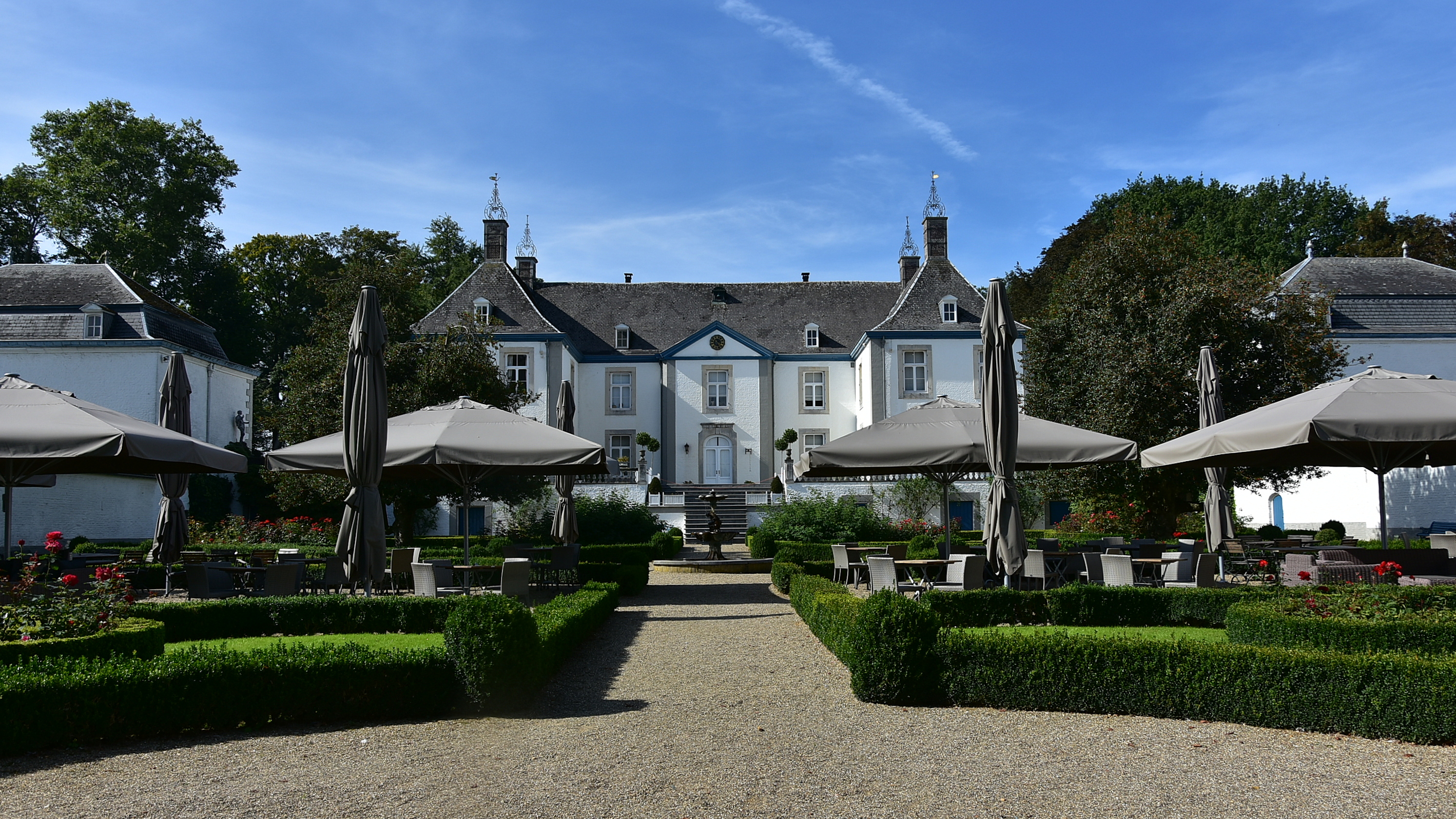
Château de Genoels-Elderen
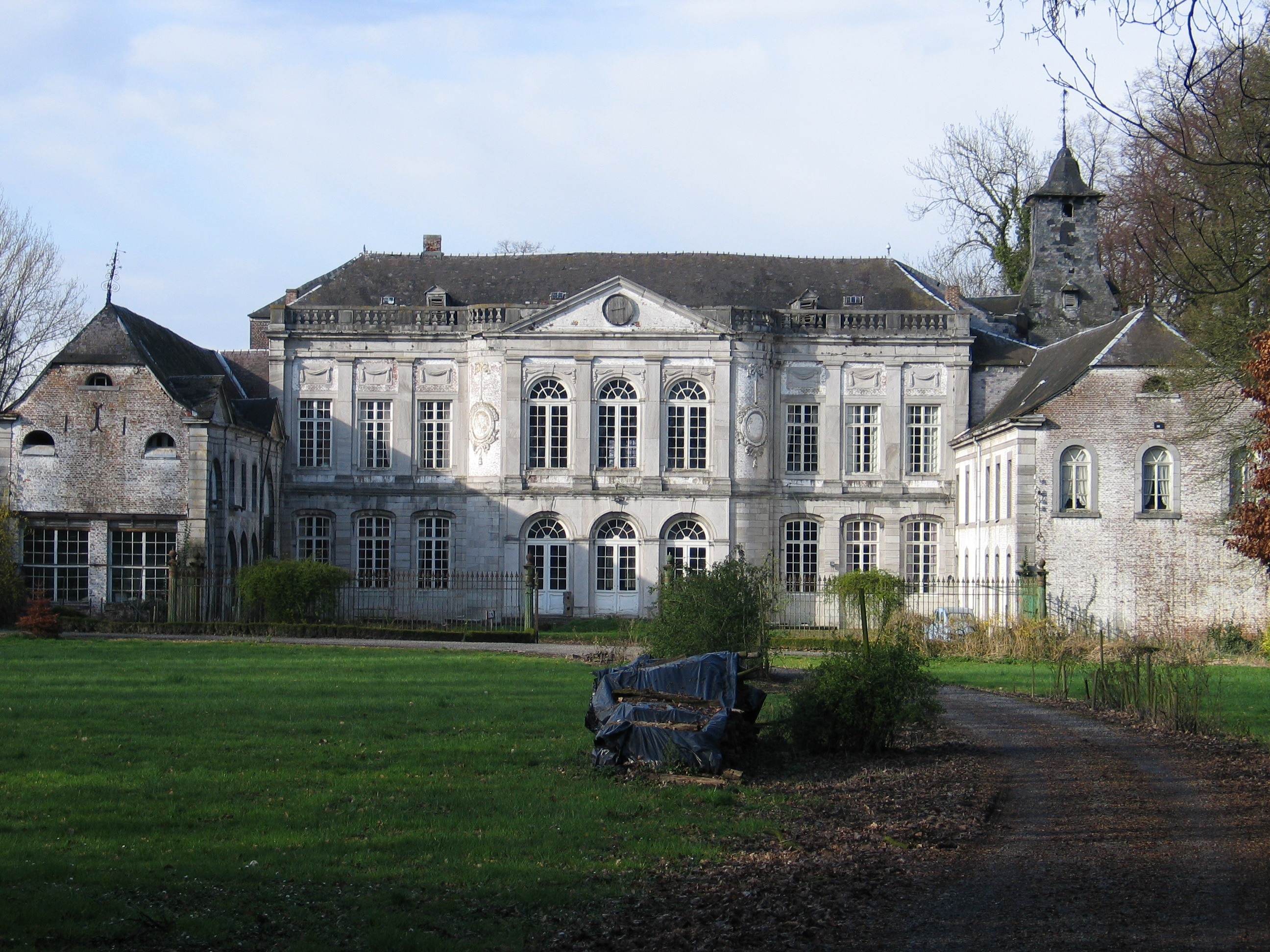
Château de Hasselbrouck

| Nom                            | Époque                       | Statut                          | Visitable | Lieu            | Commune | Image |
| ------------------------------ | ---------------------------- | ------------------------------- | --------- | --------------- | ------- | ----- |
| Commanderie d'Alden Biesen     | XIIIe siècle - XVIIIe siècle | Classé                          | Oui       | Rijkhoven       |         |       |
| Château d'Altembrouck          | XVIIIe siècle                |                                 |           | Fourons         |         |       |
| Château d'Aspremont-Lynden     | XIVe siècle                  |                                 |           | Rekem           |         |       |
| Château de Bommershoven        |                              |                                 |           | Jesseren        |         |       |
| Château fort de Colmont        | XIIe siècle                  | Ruine ou disparu · Château fort |           | Colmont         |         |       |
| Château de Colmont             | XIXe siècle                  |                                 |           | Colmont         |         |       |
| Château de Curange             |                              |                                 |           | Curange         |         |       |
| Château de Diepenbeek          |                              |                                 |           | Diepenbeek      |         |       |
| Château de Donnea              |                              |                                 |           | Fologne         |         |       |
| Château de Duras               |                              |                                 |           | Duras           |         |       |
| Château de Genoels-Elderen     | XIIIe siècle                 |                                 |           | Genoelselderen  |         |       |
| Château de Gors                |                              |                                 |           | Gors-Opleeuw    |         |       |
| Château de Gingelom            |                              |                                 |           | Gingelom        |         |       |
| Château de Hamal               |                              |                                 |           | Rutten          |         |       |
| Château de Hasselbrouck        | XVIIe siècle                 | Classé                          |           | Goyer           |         |       |
| Château de Heers               |                              |                                 |           | Heers           |         |       |
| Château de 's Herenelderen     |                              |                                 |           | 's Herenelderen |         |       |
| Château de Heks                | XVIIIe siècle                | Classé                          | non       | Heers           |         |       |
| Château de Meylandt            | XIVe siècle                  |                                 |           | Heusden         |         |       |
| Château-ferme de Nieuwerkerken |                              |                                 |           | Nieuwerkerken   |         |       |
| Château Ommerstein             |                              |                                 |           | Rotem           |         |       |
| Château de Rullingen           |                              |                                 |           | Looz            |         |       |
| Château de Ryckel              |                              |                                 |           | Looz            |         |       |
| Château de Terlaemen           |                              |                                 | Non       | Heusden-Zolder  |         |       |
| Château Vilain XIIII           |                              |                                 |           | Leut            |         |       |
| Château Vogelsanck             | XIIe siècle                  |                                 |           | Zolder          |         |       |
| Château de Widoye              |                              |                                 |           | Widoye          |         |       |

## Province du Brabant wallon
| Nom                              | Époque                                        | Lieu                   | Commune                    | Statut                   | Patrimoine        | Inventaire                                        | Image |
| -------------------------------- | --------------------------------------------- | ---------------------- | -------------------------- | ------------------------ | ----------------- | ------------------------------------------------- | ----- |
| Château d'Angoussart             | 19e siècle                                    | Bierges                | Wavre                      |                          |                   | Inventaire no 25112-INV-0139-01                   |       |
| Château d'Archennes              | XVIIIe siècle                                 | Archennes              | Grez-Doiceau               |                          |                   | Inventaire no 25037-INV-0003-02                   |       |
| Château de l’Ardoisière          | XIXe siècle                                   | Jodoigne               | Jodoigne                   |                          |                   | Inventaire no 25048-INV-0687-01                   |       |
| Château d'Argenteuil             | XIXe siècle                                   | Waterloo               | Waterloo                   |                          | Patrimoine classé | Inventaire no 25110-INV-0016-01                   |       |
| Château d'Aywiers                | 18e siècle                                    | Couture-Saint-Germain  | Lasne                      |                          |                   | Inventaire no 25119-INV-0179-02                   |       |
| Château de la Bacquelaine        | 19e siècle                                    | Longueville            | Chaumont-Gistoux           |                          |                   | Inventaire no 25018-INV-0171-01                   |       |
| Château de Baudemont             | 16e siècle                                    | Ittre                  | Ittre                      |                          |                   | Inventaire no 25044-INV-0120-01                   |       |
| Château-ferme de la Bawette      | 17e siècle                                    | Wavre                  | Wavre                      | club house de golf       |                   | Inventaire no 25112-INV-0023-02                   |       |
| Château de Beaulieu              | 18e siècle                                    | Lathuy                 | Jodoigne                   |                          |                   | Inventaire no 25048-INV-0721-01                   |       |
| Château de Beausart              | 18e siècle                                    | Grez-Doiceau           | Grez-Doiceau               |                          |                   | Inventaire no 25037-INV-0032-02                   |       |
| Château du Belloy                | 19e siècle                                    | Wavre                  | Wavre                      | lieu d'événements        |                   |                                                   |       |
| Château de Bercuit               |                                               | Doiceau                | Grez-Doiceau               |                          |                   |                                                   |       |
| Château de Beumont               |                                               | Wavre                  | Wavre                      |                          |                   |                                                   |       |
| Château de Bierbais              | XVIIIe siècle                                 | Hévillers              | Mont-Saint-Guibert         |                          | Patrimoine classé | Inventaire no 25068-INV-0023-02                   |       |
| Château de Blanmont              | 1640                                          | Blanmont               | Chastre                    |                          |                   | Inventaire no 25117-INV-0011-02                   |       |
| Château-ferme de Bois Saint-Jean | 19e siècle                                    | Baisy-Thy              | Genappe                    |                          |                   | Inventaire no 25031-INV-0007-02                   |       |
| Château de Bois-Seigneur-Isaac   | XVIIIe siècle                                 | Bois-Seigneur-Isaac    | Braine-l'Alleud            |                          | Patrimoine classé | Inventaire no 25014-INV-0065-02                   |       |
| Château de Bonlez                | 17e siècle                                    | Bonlez                 | Chaumont-Gistoux           |                          |                   | Inventaire no 25018-INV-0002-02                   |       |
| Château du Bordia                | 1875                                          | Jodoigne               | Jodoigne                   |                          |                   | Inventaire no 25048-INV-0576-01                   |       |
| Château de Bousval               | XVIe siècle                                   | Bousval                | Genappe                    |                          |                   | Inventaire no 25031-INV-0023-02                   |       |
| Château des Comtes de Hornes     | 13e siècle                                    | Braine-le-Château      | Braine-le-Château          | Château fort             | Patrimoine classé | Inventaire no 25015-INV-0005-02                   |       |
| Château de Broux                 | 1896                                          | Bousval                | Genappe                    |                          |                   | Inventaire no 25031-INV-0139-01                   |       |
| château-ferme de La Bruyère      | 19e siècle                                    | Sart-Dames-Avelines    | Villers-la-Ville           |                          |                   | Inventaire no 25107-INV-0053-02                   |       |
| Château des Cailloux             | 1881                                          | Jodoigne               | Jodoigne                   | école                    |                   | Inventaire no 25048-INV-0632-01                   |       |
| Ancien château Castaigne         | 19e siècle                                    | La Hulpe               | La Hulpe                   | école                    |                   | Inventaire no 25050-INV-0026-01                   |       |
| Château de Castegier             | 1840                                          | Braine-l'Alleud        | Braine-l'Alleud            |                          |                   | Inventaire no 25014-INV-0181-01                   |       |
| Le Nouveau Châtelet              | 1884                                          | Villers-la-Ville       | Villers-la-Ville           |                          |                   | Inventaire no 25107-INV-0150-01                   |       |
| Château Le Châtelet              | fin du XIIe siècle ou début du XIIIe siècle   | Villers-la-Ville       | Villers-la-Ville           | Château fort             | Patrimoine classé | Inventaire no 25107-INV-0016-02                   |       |
| Château du Cheneau               | 1906                                          | Braine-l'Alleud        | Braine-l'Alleud            |                          |                   | Inventaire no 25014-INV-0129-01                   |       |
| Château du Chenois               | 1910                                          | Quenast                | Rebecq                     |                          |                   |                                                   |       |
| Château de Chenoy                | 1858                                          | Ottignies              | Ottignies-Louvain-la-Neuve | maison de repos          |                   | Inventaire no 25121-INV-0122-01                   |       |
| Château-ferme du Chenoy          | XVIIe siècle                                  | Court-Saint-Etienne    | Court-Saint-Etienne        |                          |                   | Inventaire no 25023-INV-0017-02                   |       |
| Château de Clerlande             |                                               | Ottignies              | Ottignies-Louvain-la-Neuve |                          |                   |                                                   |       |
| Château de Cocriamont            | 19e siècle                                    | Sart Dames Avelines    | Villers-la-Ville           | salle de réception       |                   |                                                   |       |
| Château de Cognée                | 19e siècle                                    | Marbais                | Villers-la-Ville           |                          |                   | Inventaire no 25107-INV-0022-02                   |       |
| Château Cordier                  | 1895                                          | Céroux-Mousty          | Ottignies-Louvain-la-Neuve |                          |                   | Inventaire no 25121-INV-0108-01                   |       |
| Château-ferme de Corroy          | 17e siècle                                    | Corroy-le-Grand        | Chaumont-Gistoux           |                          |                   | Inventaire no 25018-INV-0037-02                   |       |
| Château de Crimont               | XIXe siècle                                   | Opheylissem            | Hélécine                   |                          |                   | Inventaire no 25118-INV-0061-01                   |       |
| Château Deprez                   | XIXe siècle                                   | Bossut-Gottechain      | Grez-Doiceau               |                          |                   | Inventaire no 25037-INV-0140-01                   |       |
| Donjon Deschamps                 | 16e siècle                                    | Braine-le-Château      | Braine-le-Château          |                          |                   | Inventaire no 25015-INV-0061-02                   |       |
| Château Diesbeck                 | 1906                                          | Braine-l'Alleud        | Braine-l'Alleud            |                          |                   | Inventaire no 25014-INV-0150-01                   |       |
| Château de Dion-le-Val           | 16e siècle                                    | Dion-le-Val            | Chaumont-Gistoux           |                          |                   | Inventaire no 25018-INV-0016-02                   |       |
| Château Dongelberg               | 13e siècle                                    | Dongelberg             | Jodoigne                   |                          |                   | Inventaire no 25048-INV-0515-01                   |       |
| Château Drycke                   | 19e siècle                                    | Chastre                | Chastre                    |                          |                   | Inventaire no 25117-INV-0067-01                   |       |
| Château de l'Ermitage            | 19e siècle                                    | Wavre                  | Wavre                      | centre culturel et musée |                   | Inventaire no 25112-INV-0236-01                   |       |
| Château Van Erps                 | 1780                                          | Lathuy                 | Jodoigne                   |                          |                   | Inventaire no 25048-INV-0209-02                   |       |
| Château de l'Etoile              | 19e siècle                                    | Bierges                | Wavre                      | terrain de paint-ball    |                   | Inventaire no 25112-INV-0141-01                   |       |
| Château de Fichermont            |                                               | Ohain                  | Lasne                      | Ruine ou disparu         |                   |                                                   |       |
| Château de Florival              | 13e & 18e siècles                             | Archennes              | Grez-Doiceau               |                          | Patrimoine classé | Inventaire no 25037-INV-0002-02                   |       |
| Château de Fonteneau             | XVIIIe siècle                                 | Sotriamont             | Nivelles                   |                          | Patrimoine classé | Inventaire no 25072-INV-0412-01                   |       |
| Château de Fontenelle            | 1872                                          | Opprebais              | Incourt                    |                          |                   | Inventaire no 25043-INV-0327-01                   |       |
| Château de Foriet                | rebâti en 1833                                | Saint-Géry             | Chastre                    |                          |                   | Inventaire no 25117-INV-0134-01                   |       |
| Château de la Fosse              | 19e siècle                                    | Mont-Saint-Guibert     | Mont-Saint-Guibert         |                          |                   | Inventaire no 25068-INV-0052-01                   |       |
| Manoir de Franquenies            | 17e siècle                                    | Mousty                 | Ottignies-Louvain-la-Neuve |                          |                   | Inventaire no 25121-INV-0011-02 25121-INV-0011-02 |       |
| Château de Gentinnes             | 17e siècle                                    | Gentinnes              | Chastre                    |                          |                   | Inventaire no 25117-INV-0028-02                   |       |
| Château Ghobert                  | 1792                                          | Jodoigne               | Jodoigne                   |                          |                   | Inventaire no 25048-INV-0013-02                   |       |
| Château de Gobertange            | début du XIXe siècle                          | Gobertange (Mélin\|)   | Jodoigne                   |                          |                   | Inventaire no 25048-INV-0276-02                   |       |
| Château Goblet d'Alviella        | fin du XVIIIe siècle ou début du XIXe siècle  | Court-Saint-Étienne    | Court-Saint-Étienne        |                          |                   | Inventaire no 25023-INV-0001-02                   |       |
| Château de Grambais              |                                               | Nivelles               | Nivelles                   |                          |                   |                                                   |       |
| Château de Guertechain           | 18e siècle                                    | Gottechain             | Grez-Doiceau               |                          |                   | Inventaire no 25037-INV-0029-02                   |       |
| Château du Haut Cortil           | 1925                                          | Dion-le-Val            | Chaumont-Gistoux           |                          |                   | Inventaire no 25018-INV-0149-01                   |       |
| Château d'Hédenge                | 1840                                          | Autre-Église           | Ramillies                  |                          |                   | Inventaire no 25122-INV-0063-02                   |       |
| Château d'Hélécine               | 18e siècle                                    | Opheylissem            | Hélécine                   |                          | Patrimoine classé | Inventaire no 25118-INV-0022-02                   |       |
| Château de l'Hermite             | XIXe siècle                                   | Braine-l'Alleud        | Braine-l'Alleud            | Renaissance              |                   | Inventaire no 25014-INV-0214-01                   |       |
| Château du Héron                 | 20e siècle                                    | Rixensart              | Rixensart                  | Maison Communale         |                   | Inventaire no 25091-INV-0009-02                   |       |
| Château d'Houtain-le-Mont        | 1920                                          | Houtain-le-Val         | Genappe                    |                          |                   |                                                   |       |
| Château d'Houtain-le-Val         | XVIe s.                                       | Houtain-le-Val         | Genappe                    |                          |                   | Inventaire no 25031-INV-0060-02                   |       |
| Château de La Hulpe              | XIXe siècle                                   | La Hulpe               | La Hulpe                   |                          |                   | Inventaire no 25050-INV-0001-02                   |       |
| Château de la Hutte              | 1839                                          | Sart-Dames-Avelines    | Villers-la-Ville           |                          | Patrimoine classé | Inventaire no 25107-INV-0192-01                   |       |
| Château La Hyette                | 1894                                          | Ohain                  | Lasne                      | Maison communale         |                   | Inventaire no 25119-INV-0077-01                   |       |
| Château des Italiens             | 18e siècle                                    | Clabecq                | Tubize                     |                          | Patrimoine classé | Inventaire no 25105-INV-0002-01                   |       |
| Château d'Ittre                  | 1875                                          | Ittre                  | Ittre                      |                          |                   | Inventaire no 25044-INV-0089-01                   |       |
| Château de Gistoux               | XIXe siècle                                   | Gistoux                | Chaumont-Gistoux           |                          |                   | Inventaire no 25018-INV-0029-02                   |       |
| Château de Jauche                | 17e siècle                                    | Jauche                 | Orp-Jauche                 |                          | Patrimoine classé | Inventaire no 25120-INV-0020-02                   |       |
| Château de Jodoigne-Souveraine   | 1764                                          | Jodoigne-Souveraine    | Jodoigne                   |                          |                   | Inventaire no 25048-INV-0176-02                   |       |
| Château-ferme de la Joueri       | 18e siècle                                    | Marbais                | Villers-la-Ville           |                          |                   | Inventaire no 25107-INV-0021-02                   |       |
| Château de Jumerée               | 20e siècle                                    | Sart Dames Avelines    | Villers-la-Ville           |                          |                   | Inventaire no 25107-INV-0198-01                   |       |
| Château du Lac                   | 19e siècle                                    | Genval                 | Rixensart                  |                          |                   | Inventaire no 25091-INV-0065-01                   |       |
| Château Lambermont               | 16e/19e siècle                                | Limelette              | Ottignies-Louvain-la-Neuve |                          | Patrimoine classé | Inventaire no 25121-INV-0025-02                   |       |
| Ancien château de Laurensart     | 15e siècle                                    | Gastuche               | Grez-Doiceau               |                          |                   | Inventaire no 25037-INV-0075-02                   |       |
| Château de Laurensart            | 1907                                          | Gastuche               | Grez-Doiceau               |                          |                   | Inventaire no 25037-INV-0094-02                   |       |
| Château de Limal                 | 16e siècle; 1953                              | Limal                  | Wavre                      | reconstruit en 1953      |                   | Inventaire no 25112-INV-0014-02                   |       |
| Château de Limelette             | 1897                                          | Limelette              | Ottignies-Louvain-la-Neuve | hotel                    |                   | Inventaire no 25121-INV-0057-01                   |       |
| Château de Linsmeau              | XIVe siècle                                   | Linsmeau               | Hélécine                   | Château fort             |                   | Inventaire no 25118-INV-0003-02                   |       |
| Le Petit Manoir                  | 19e siècle                                    | Ways                   | Genappe                    |                          |                   | Inventaire no 25031-INV-0196-01                   |       |
| Tour de Moriensart               | Donjon du XIIIe siècle, ferme du XVIIe siècle | Céroux-Mousty          | Ottignies-Louvain-la-Neuve | Château fort             | Patrimoine classé | Inventaire no 25121-INV-0040-02                   |       |
| Château de la Nèle               | 1930-1940                                     | Neerheylissem          | Hélécine                   |                          |                   | Inventaire no 25118-INV-0066-01                   |       |
| Château de Nethen                | 1768                                          | Nethen                 | Grez-Doiceau               |                          |                   | Inventaire no 25037-INV-0091-02                   |       |
| Château de Nicolay               | 1880                                          | Loupoigne              | Genappe                    |                          |                   | Inventaire no 25031-INV-0277-01                   |       |
| Château de Nil-Saint-Martin      | 1661                                          | Nil-Saint-Martin       | Walhain                    |                          |                   | Inventaire no 25124-INV-0155-01                   |       |
| Seigneurie d’Ohain               | 17e siècle                                    | Ohain                  | Lasne                      | Maison communale         |                   | Inventaire no 25119-INV-0029-02                   |       |
| Château d'Opprebais              | 13e siècle                                    | Opprebais              | Incourt                    |                          | Patrimoine classé | Inventaire no 25043-INV-0026-02                   |       |
| Château d'Ottignies              | XIIe siècle                                   | Ottignies              | Ottignies-Louvain-la-Neuve |                          |                   | Inventaire no 25121-INV-0029-02                   |       |
| Château de Pallandt              | 1839                                          | Bousval                | Genappe                    |                          |                   | Inventaire no 25031-INV-0125-01                   |       |
| Château Pastur                   | 13e siècle                                    | Jodoigne               | Jodoigne                   | Hôtel de Ville           | Patrimoine classé | Inventaire no 25048-INV-0176-02                   |       |
| Château du Petit Ry              | 1885                                          | Ottignies              | Ottignies-Louvain-la-Neuve |                          |                   | Inventaire no 25121-INV-0115-01                   |       |
| Château de Piétrebais            | 13e siècle                                    | Grez-Doiceau           | Grez-Doiceau               |                          |                   | Inventaire no 25037-INV-0037-02                   |       |
| Château Pinchart                 | 1848                                          | Mellery                | Villers-la-Ville           |                          |                   | Inventaire no 25107-INV-0068-01                   |       |
| Château de Poederlé              | XVIIe-XVIIIe siècles                          | Saintes                | Tubize                     |                          |                   |                                                   |       |
| Château de la Potte              | 17e siècle                                    | Nivelles               | Nivelles                   |                          | Patrimoine classé | Inventaire no 25072-INV-0089-02                   |       |
| Château Ravet                    | 19e siècle                                    | Bierges                | Wavre                      |                          |                   | Inventaire no 25112-INV-0147-01                   |       |
| Château de Rixensart             | 17e siècle                                    | Rixensart              | Rixensart                  |                          | Patrimoine classé | Inventaire no 25091-INV-0008-02                   |       |
| Château Rose                     | 1780                                          | Orp-le-Petit           | Orp-Jauche                 |                          |                   | Inventaire no 25120-INV-0408-01                   |       |
| Château de la Rose               | 20e siècle                                    | Chenois                | Waterloo                   |                          |                   | Inventaire no 25110-INV-0030-01                   |       |
| Château Rose                     |                                               | Saintes                | Tubize                     |                          |                   |                                                   |       |
| Château des Roses                | 19e siècle                                    | Gistoux                | Chaumont-Gistoux           |                          |                   | Inventaire no 25018-INV-0158-01                   |       |
| Château des Roux-Miroir          | 17e siècle                                    | Roux-Miroir            | Incourt                    |                          |                   | Inventaire no 25043-INV-0082-02                   |       |
| Château Saint-Laurent            | 1906                                          | Braine-l'Alleud        | Braine-l'Alleud            |                          |                   | Inventaire no 25014-INV-0151-01                   |       |
| Château Les Salanganes           |                                               | Lillois-Witterzée      | Braine-l'Alleud            |                          |                   |                                                   |       |
| Château de Samme                 | 1846                                          | Braine-le-Château      | Braine-le-Château          |                          |                   | Inventaire no 25015-INV-0096-01                   |       |
| Château de Savenel               | 16e siècle                                    | Nethen                 | Grez-Doiceau               |                          |                   | Inventaire no 25037-INV-0090-02                   |       |
| Ferme du Seigneur                | 17e siècle                                    | Bornival               | Nivelles                   |                          | Patrimoine classé | Inventaire no 25072-INV-0013-02                   |       |
| Château des Sources              |                                               | Bousval                | Genappe                    |                          |                   |                                                   |       |
| Château Streel                   | 19e siècle                                    | Beauvechain            | Beauvechain                |                          |                   | Inventaire no 25005-INV-0120-01                   |       |
| Manoir de Thorembais             | 1894                                          | Thorembais-Saint-Trond | Perwez                     |                          |                   | Inventaire no 25084-INV-0157-01                   |       |
| Château de Thy                   | 1769                                          | Baisy-Thy              | Genappe                    |                          |                   | Inventaire no 25031-INV-0011-02                   |       |
| Château de Tongerloo             | 1890                                          | Orp-le-grand           | Orp-Jauche                 | Lieu d'événements        |                   | Inventaire no 25120-INV-0393-01                   |       |
| Château de la Tourette           | 1691                                          | L'Écluse               | Beauvechain                |                          |                   | Inventaire no 25005-INV-0028-02                   |       |
| Château de la Tourette           | 19e siècle                                    | Marbais                | Villers-la-Ville           |                          |                   | Inventaire no 25107-INV-0131-01                   |       |
| Château de la Tournette          | 17e siècle                                    | Nivelles               | Nivelles                   |                          |                   | Inventaire no 25072-INV-0074-02                   |       |
| Château Tumerelle                | 19e siècle                                    | Nivelles               | Nivelles                   |                          |                   | Inventaire no 25072-INV-0315-01                   |       |
| Commanderie de Vaillampont       | XVe-XIXe siècles                              | Thines                 | Nivelles                   | ouvert à la visite       |                   | Inventaire no 25072-INV-0250-02                   |       |
| Château de Valduc                | 18e siècle                                    | Hamme-Mille            | Beauvechain                | privé                    |                   | Inventaire no 25005-INV-0088-02                   |       |
| Château de Vieusart              | 1858                                          | Corroy-le-Grand        | Chaumont-Gistoux           |                          |                   | Inventaire no 25018-INV-0086-02                   |       |
| Château de Walhain               | XIIe siècle                                   | Walhain-Saint-Paul     | Walhain                    | Ruine ou disparu         | Patrimoine classé | Inventaire no 25124-INV-0036-02                   |       |
| Manoir de Wastinne               | 18e siècle                                    | Wastines               | Perwez                     | appartements             |                   | Inventaire no 25084-INV-0013-02                   |       |
| Château de Ways Ruart            | 15e siècle                                    | Ways                   | Genappe                    |                          |                   |                                                   |       |
| Château de Wisbecq               | XVe-XVIIIe siècles                            | Wisbecq (Bierghes)     | Rebecq                     | propriété privé          | Patrimoine classé | Inventaire no 25123-INV-0031-02                   |       |
| Château de Wisterzée             | 1874                                          | Court-Saint-Étienne    | Court-Saint-Étienne        |                          |                   | Inventaire no 25023-INV-0115-01                   |       |
| Château de Zétrud                | 1842                                          | Zétrud-Lumay           | Jodoigne                   |                          |                   | Inventaire no 25048-INV-0213-02                   |       |

## Province de Hainaut

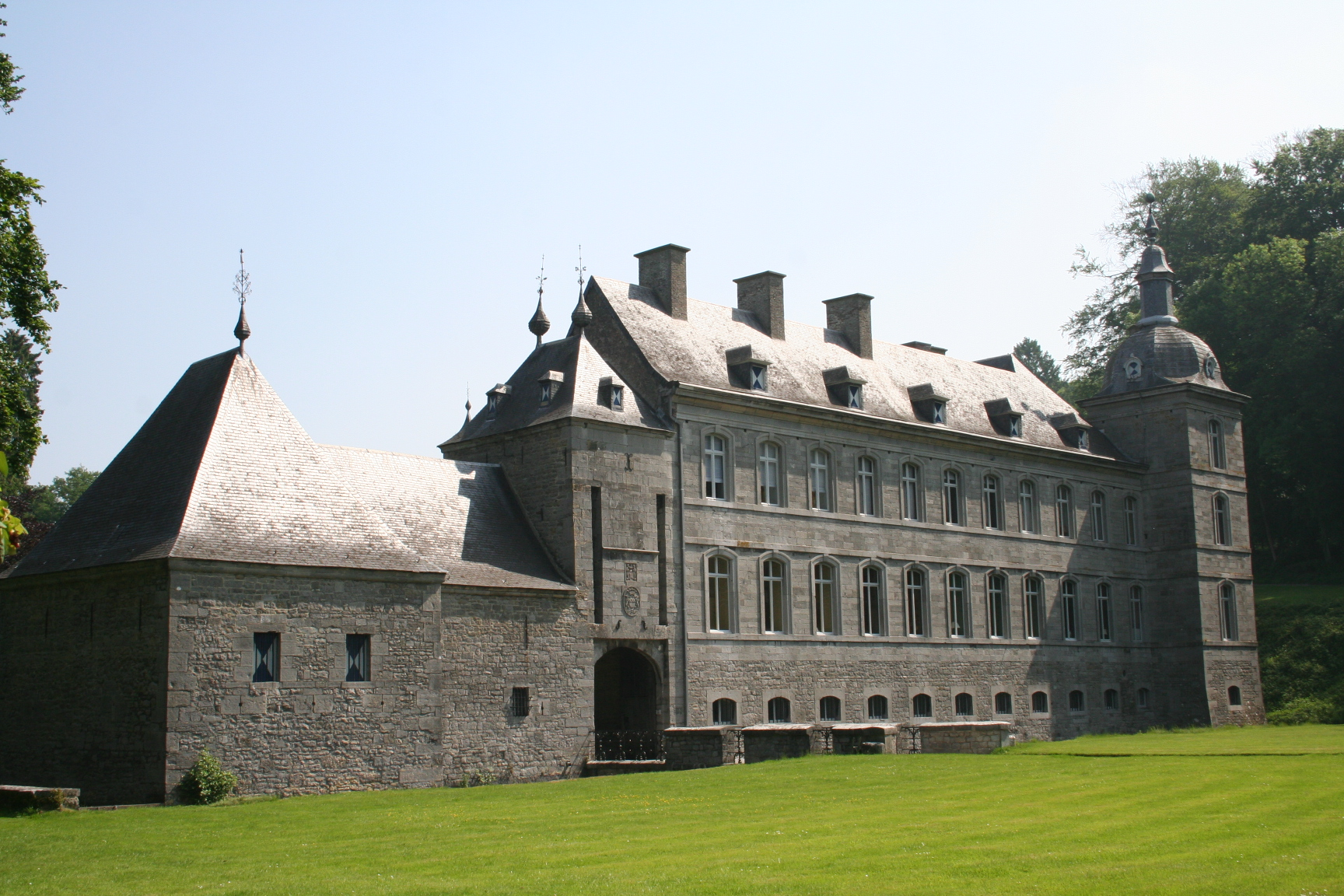
Château d'Acoz
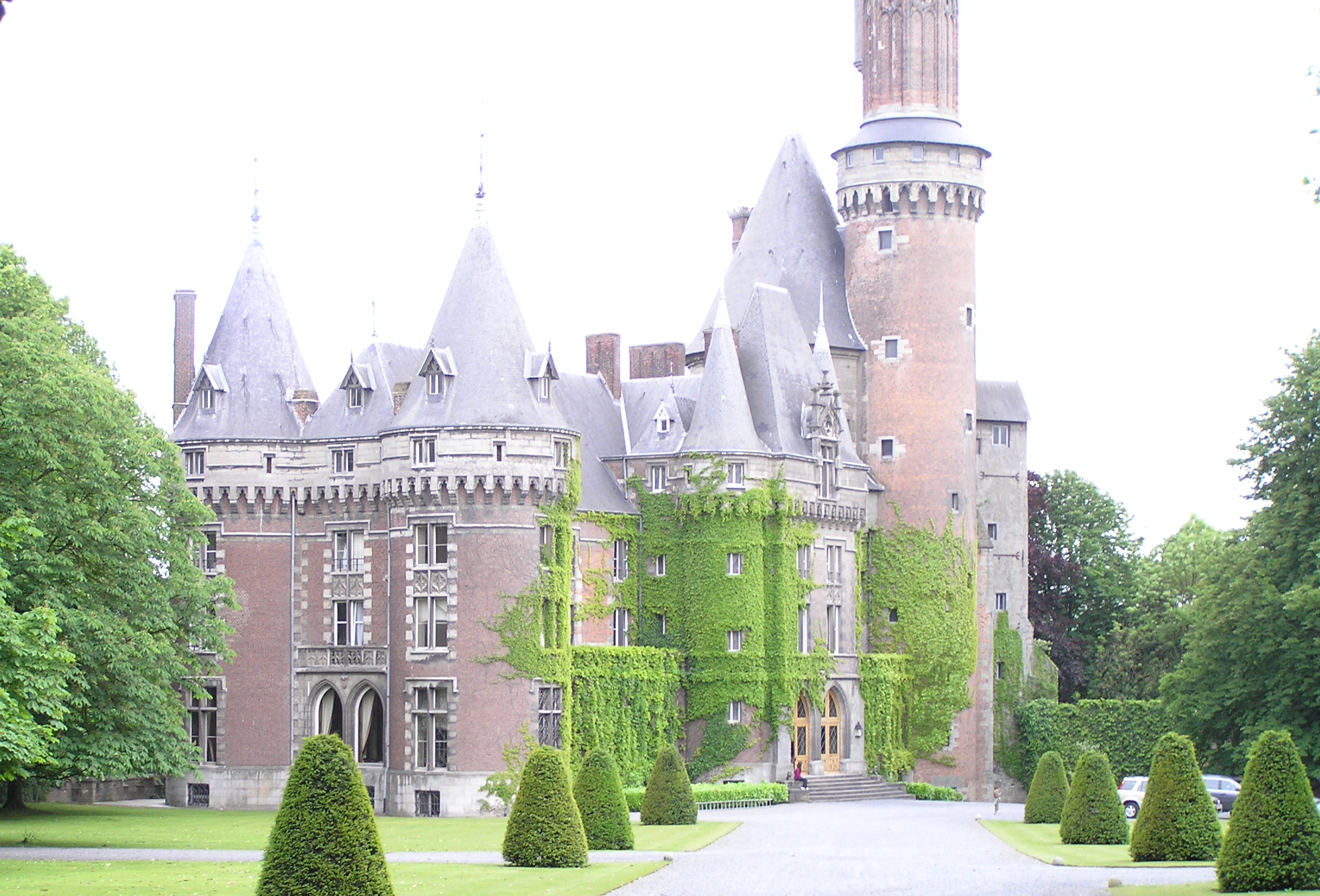
Château d'Antoing
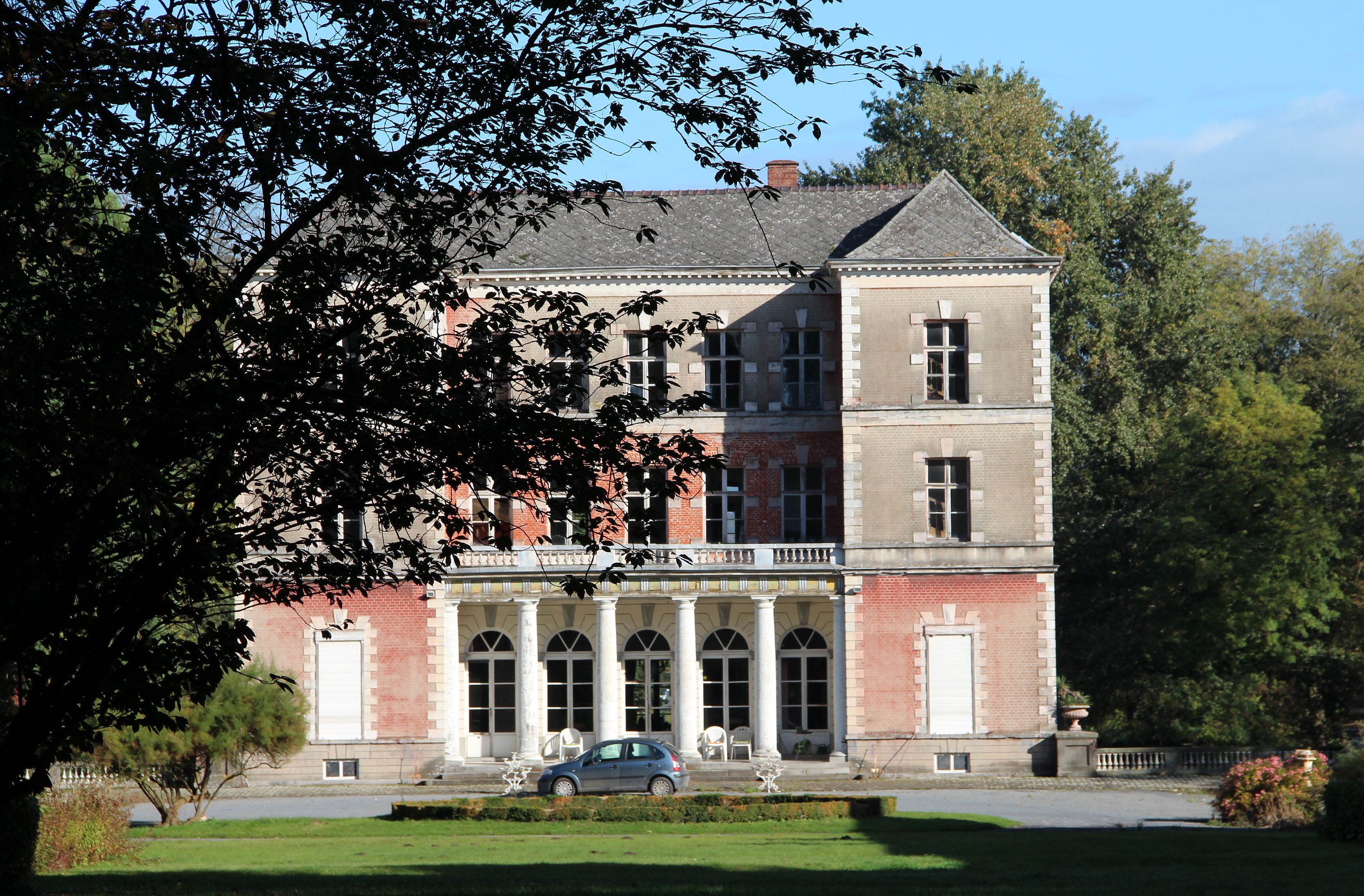
Château de Beauregard à Froyennes
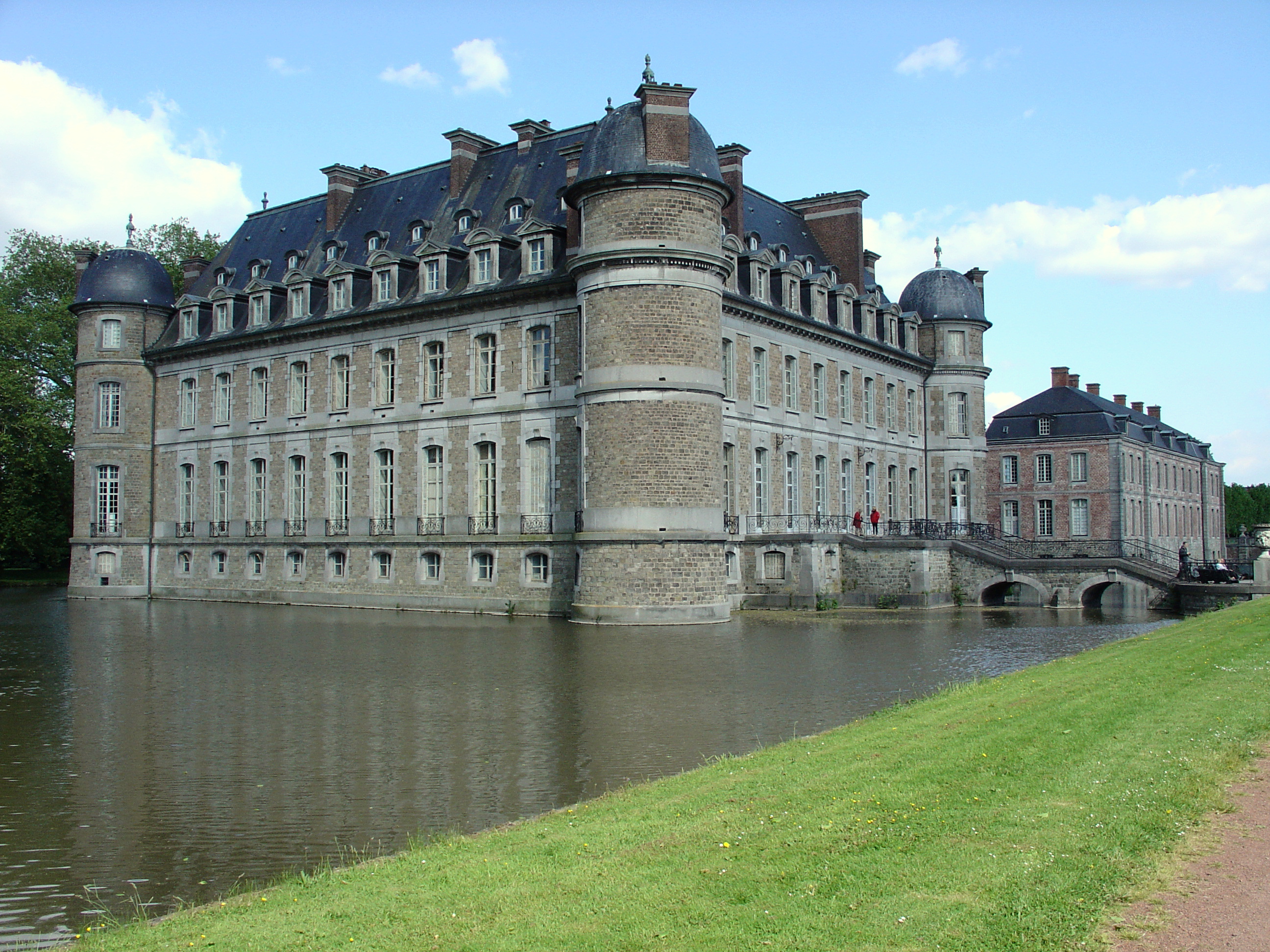
Château de Belœil
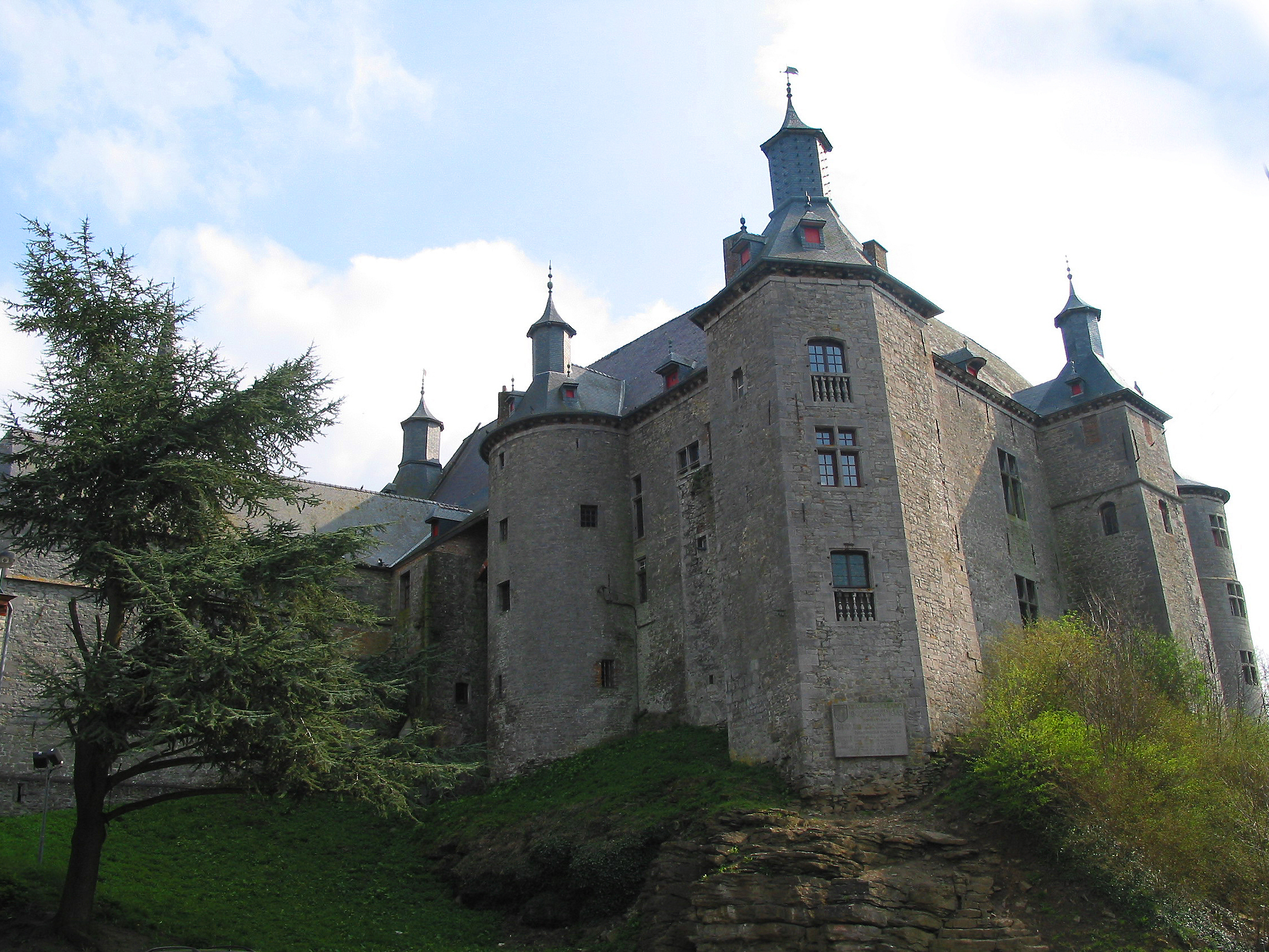
Château d'Écaussinnes-Lalaing
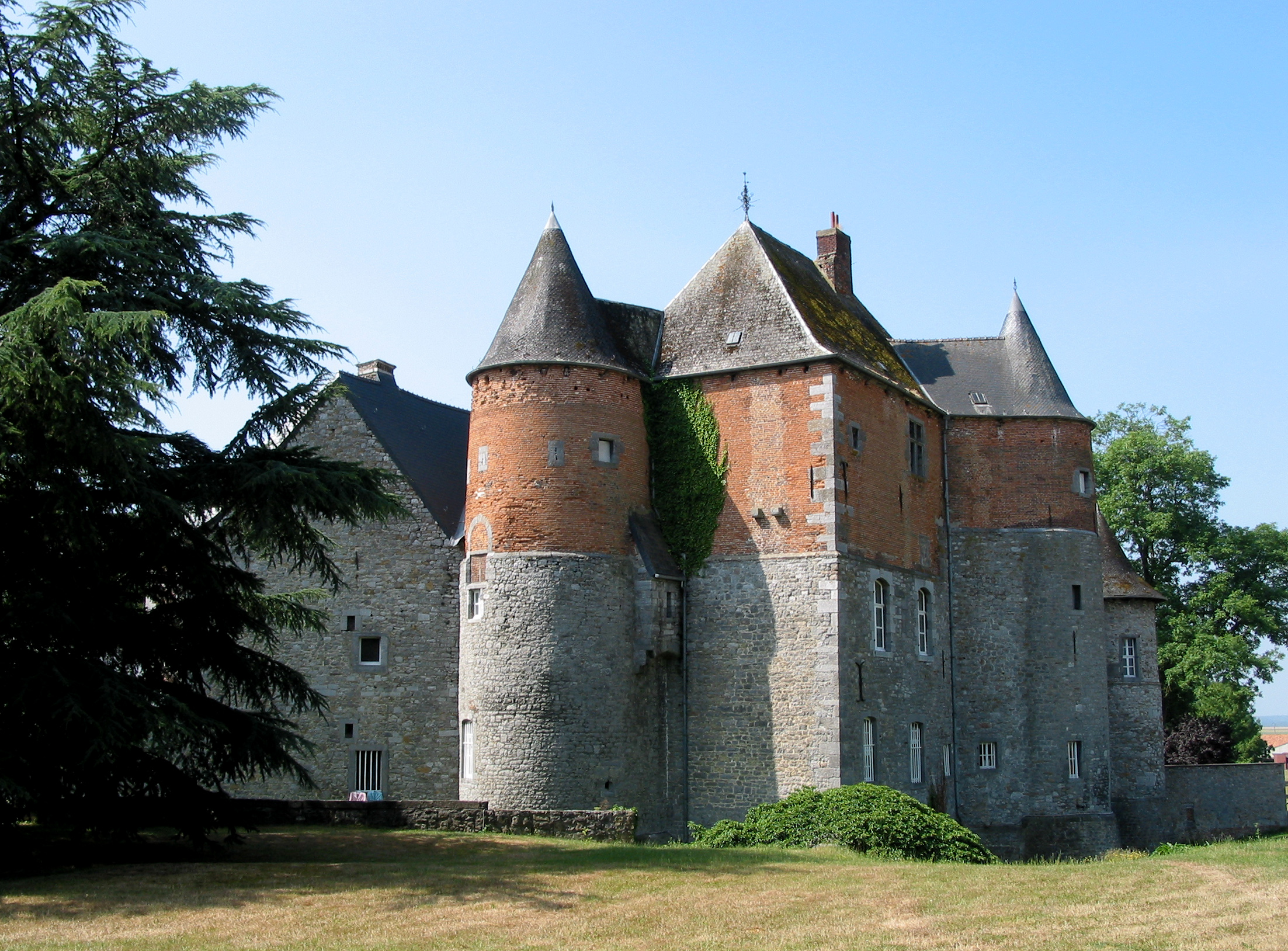
Château du Fosteau
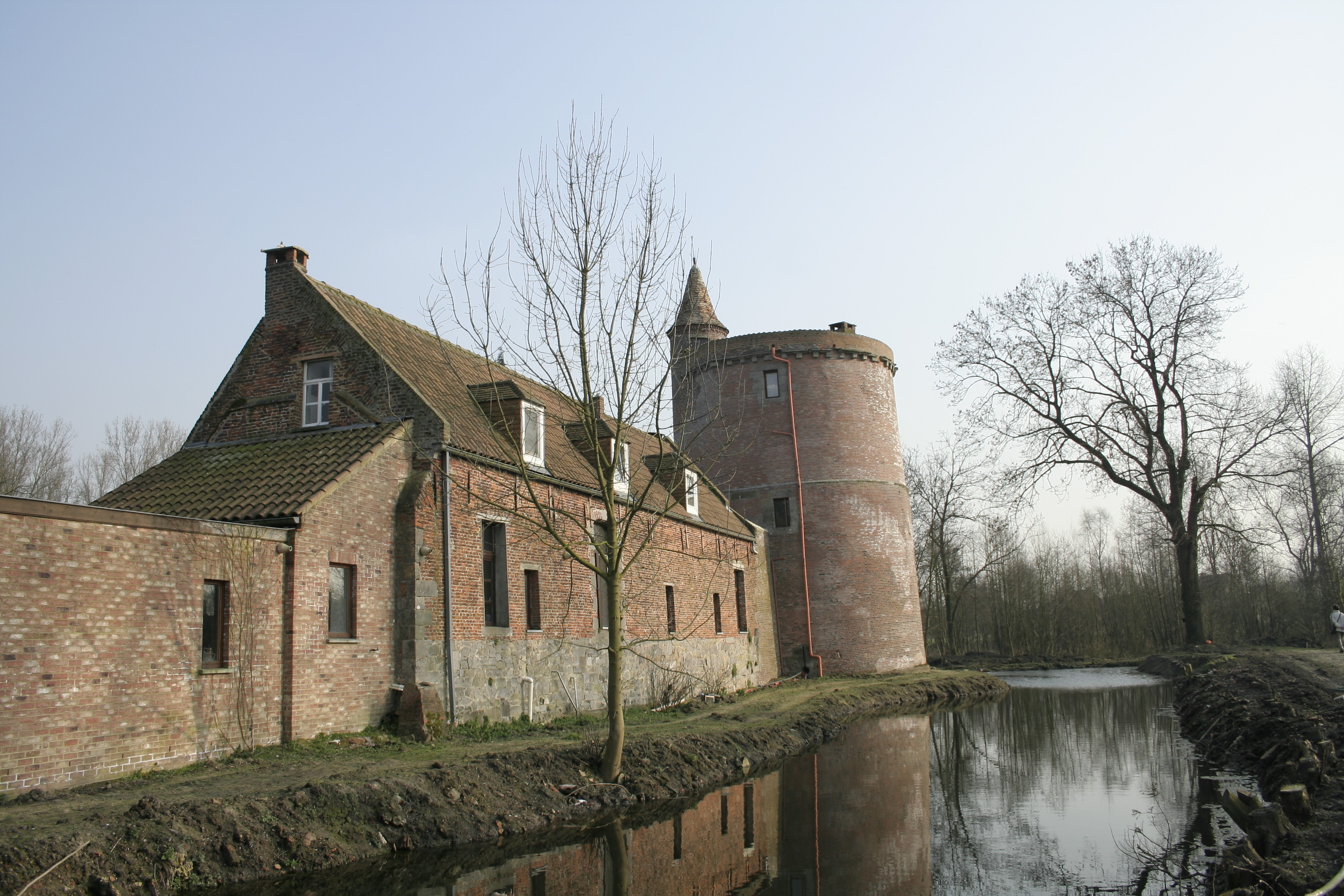
Château d'Herchies
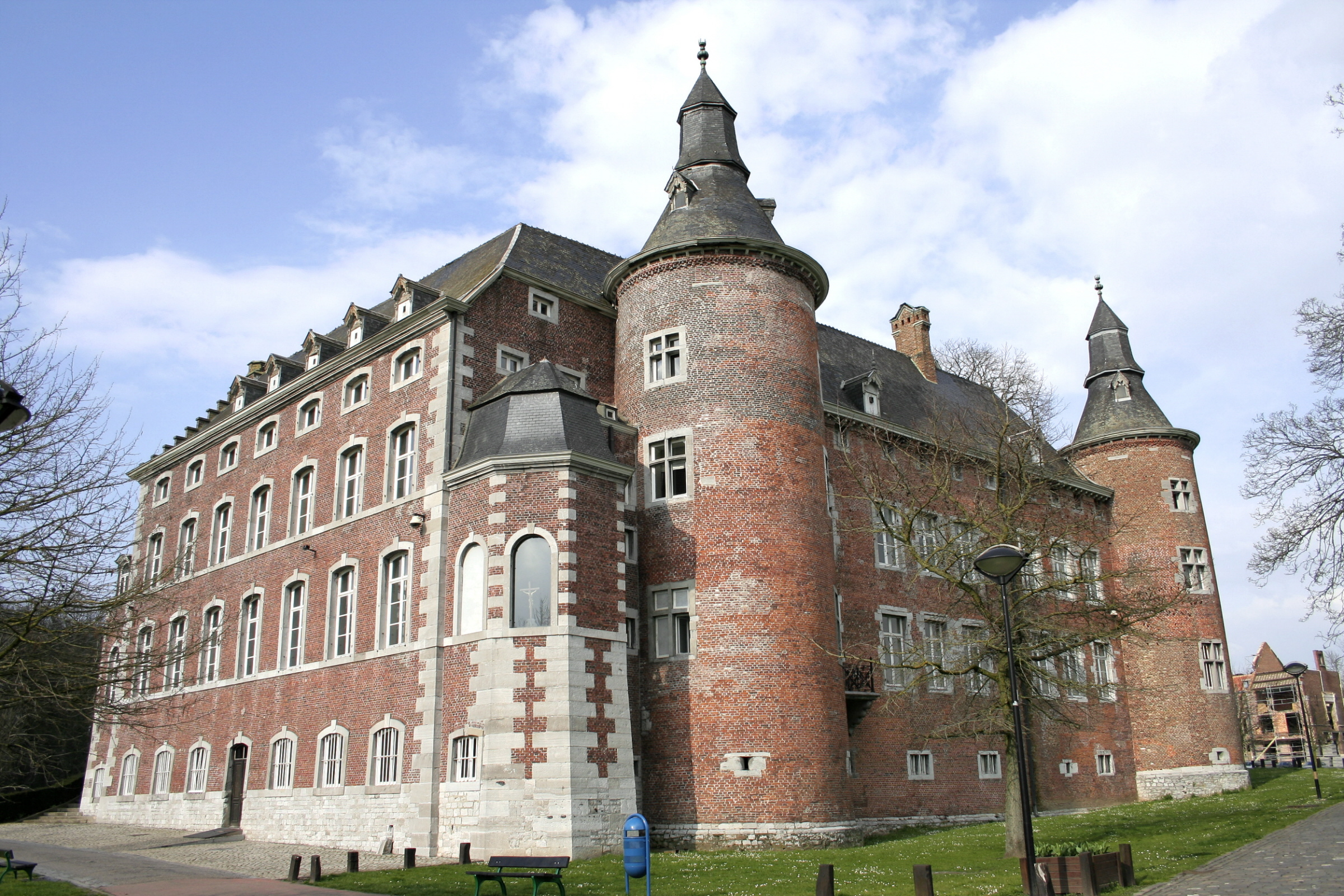
Château de Monceau-sur-Sambre
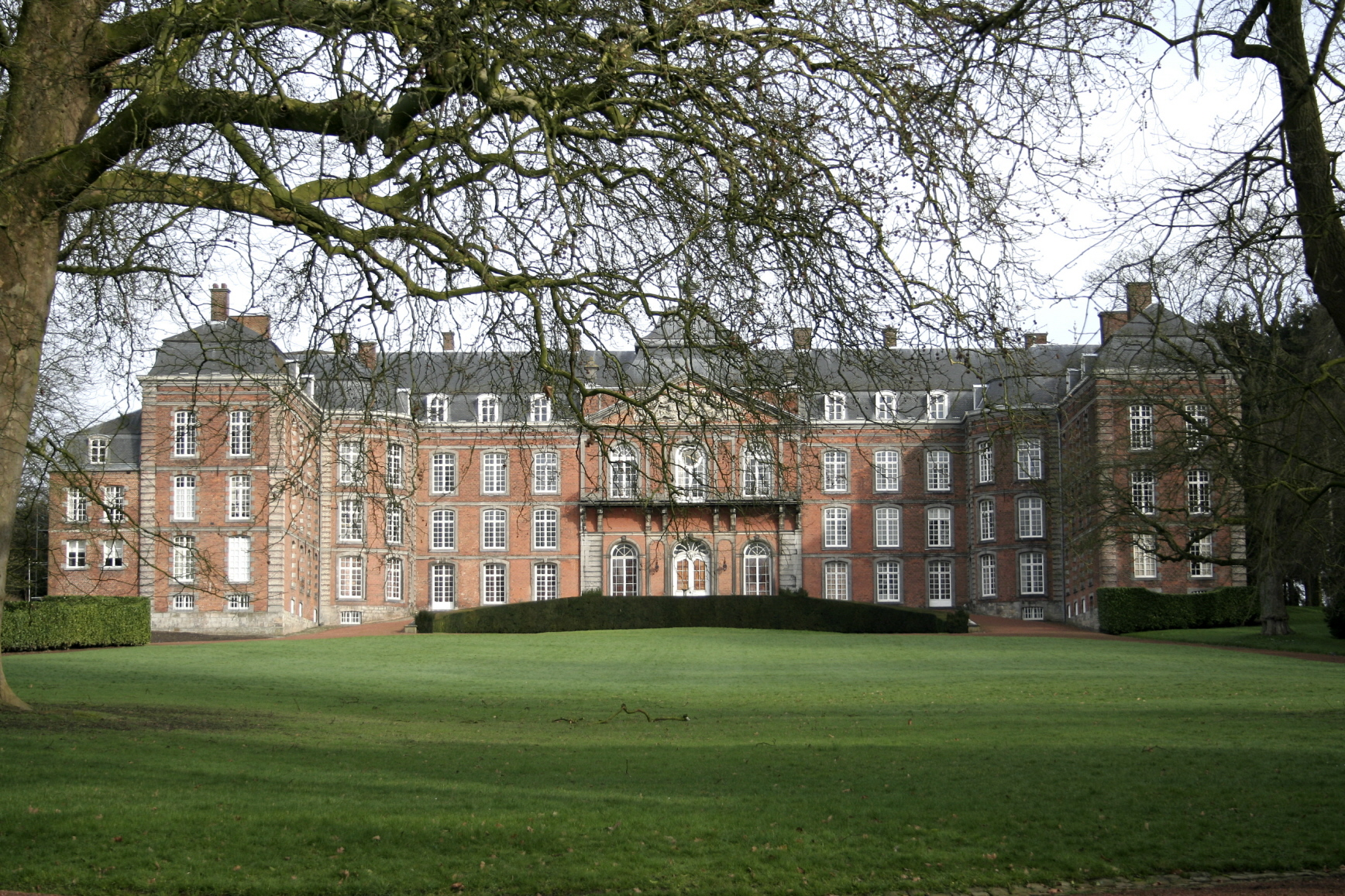
Château des Princes de Croÿ
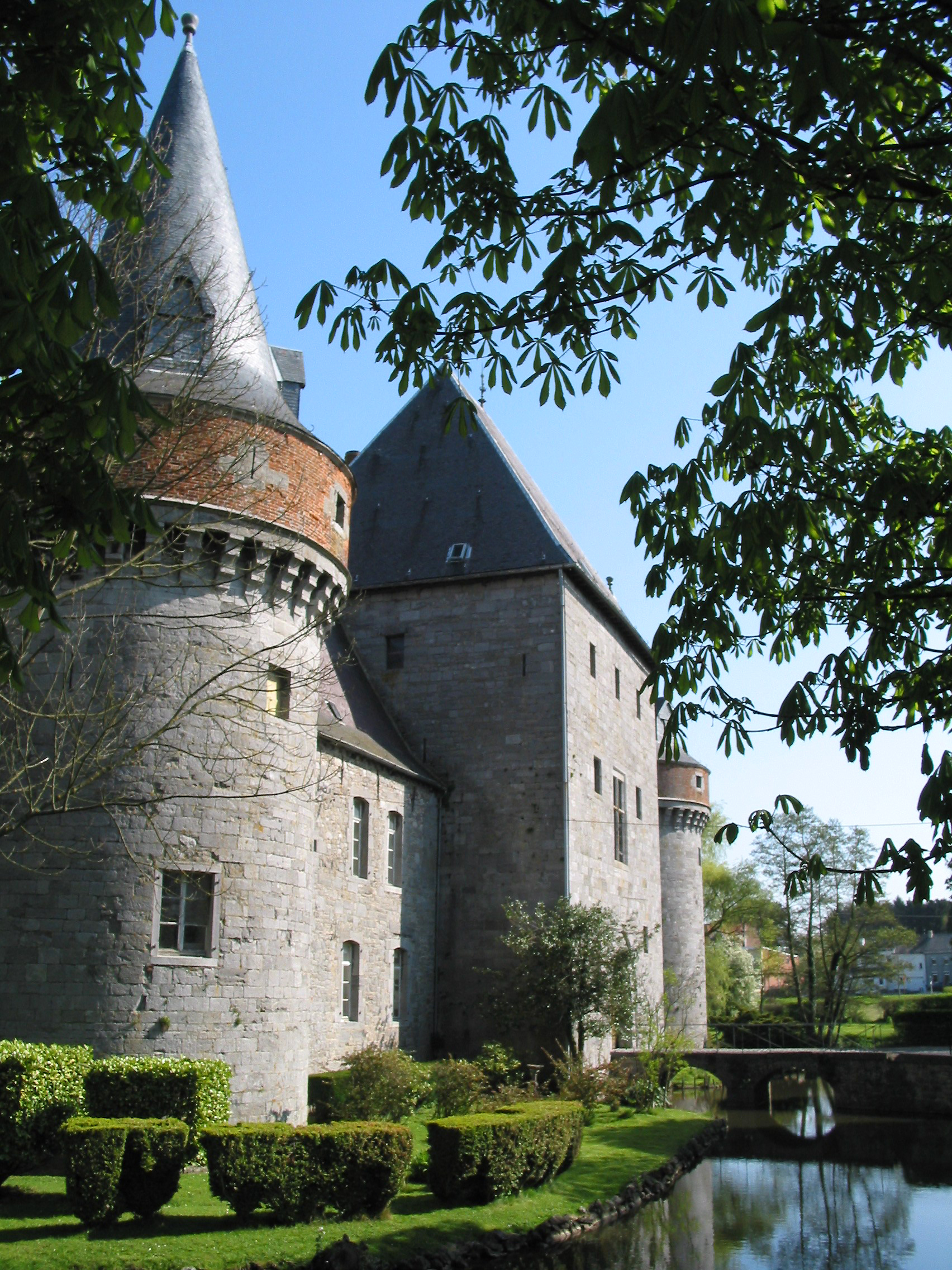
Château de Solre-sur-Sambre

| Nom                                               | Époque        | Statut           | Visitable | Lieu                |
| ------------------------------------------------- | ------------- | ---------------- | --------- | ------------------- |
| Château d'Acoz                                    |               |                  |           | Acoz                |
| Château d'Attre                                   | XVIIIe siècle |                  |           | Attre               |
| Château d'Antoing                                 | XIIe siècle   | Classé           |           | Antoing             |
| Château d'Anvaing                                 | XVIe siècle   |                  |           | Anvaing             |
| Château de Beaulieu                               | XVIIIe siècle |                  |           | Havré               |
| Château de Beauregard                             |               |                  |           | Froyennes           |
| Château de Belœil                                 |               |                  | Oui       | Belœil              |
| Château de la Berlière                            | XIXe siècle   |                  |           | Houtaing            |
| Château de Bitremont                              | XVe siècle    |                  |           | Bury                |
| Château de Boussu                                 | XVIe siècle   |                  |           | Boussu              |
| Château Bilquin-de Cartier                        |               | Classé           |           | Marchienne-au-Pont  |
| Château de Chimay                                 | XIe siècle    |                  | Oui       | Chimay              |
| Château des Comtes                                |               |                  |           | Mouscron            |
| Château d'Écaussinnes-Lalaing                     | XIIIe siècle  | Château fort     | Oui       | Écaussinnes-Lalaing |
| Château Empain                                    | XXe siècle    |                  |           | Enghien             |
| Château de l'Estriverie                           |               |                  |           | Bois-de-Lessines    |
| Château de Farciennes                             | XVIIe siècle  | Ruine ou disparu |           | Farciennes          |
| Château de Feluy                                  |               |                  |           | Feluy               |
| Château de Fontaine-l'Évêque                      |               |                  |           | Fontaine-l'Évêque   |
| Château du Fosteau                                | XIIIe siècle  | Château fort     | Oui       | Leers-et-Fosteau    |
| Château de Forchies-la-Marche                     |               |                  |           | Forchies-la-Marche  |
| Château de Ghlin                                  |               |                  |           | Ghlin               |
| Château de Gougnies                               |               |                  |           | Gougnies            |
| Château de Ham-sur-Heure                          |               |                  |           | Ham-sur-Heure       |
| Château de Lassus                                 |               |                  |           | Blandain            |
| Château de Loverval                               | XVIIIe siècle |                  |           | Loverval            |
| Château d'Havré                                   | XIIIe siècle  | Château fort     |           | Havré               |
| Château d'Herchies ou Château des comtes d'Egmont |               |                  |           | Herchies            |
| Château d'Imbrechies                              |               | Classé           |           | Monceau-Imbrechies  |
| Château d'Irchonwelz                              |               |                  |           | Irchonwelz          |
| Château du Jardin                                 | XIXe siècle   |                  |           | Tongre-Notre-Dame   |
| Château Malaise                                   | XIIe siècle   | Classé           | Non       | Huissignies         |
| Palais de Marie de Hongrie                        | 1545          | Classé           | Oui       | Binche              |
| Château de Mariemont                              |               |                  |           | Morlanwelz          |
| Château de Monceau-sur-Sambre                     |               | Classé           |           | Monceau-sur-Sambre  |
| Château de Montignies-sur-Roc                     |               |                  |           | Montignies-sur-Roc  |
| Château de Moulbaix                               | XIXe siècle   |                  | Non       | Moulbaix            |
| Château d'Ollignies                               |               |                  |           | Lessines            |
| Château d'Ossogne                                 |               |                  |           | Thuillies           |
| Château de Prelle                                 | XIXe siècle   | Classé           | Non       | Manage              |
| Château de Presles                                | XIXe siècle   |                  |           | Presles             |
| Château des Princes de Croÿ                       | XIe siècle    | Classé           |           | Le Rœulx            |
| Château-ferme de Rampemont                        | XIIIe siècle  | Château fort     |           | Fayt-le-Franc       |
| Château de Rianwelz                               |               |                  |           | Courcelles          |
| Château de la Rocq                                |               |                  |           | Arquennes           |
| Château de la Royère                              | XIIIe siècle  | Classé           | Oui       | Néchin              |
| Château de Sars-la-Bruyère                        |               |                  |           | Sars-la-Bruyère     |
| Château de Seneffe                                | XVIIIe siècle |                  |           | Seneffe             |
| Château de Solre-sur-Sambre                       | XVIe siècle   |                  |           | Solre-sur-Sambre    |
| Château de Templeuve                              |               | Classé           |           | Templeuve           |
| Château de Thoricourt                             |               |                  |           | Thoricourt          |
| Château de Trazegnies                             | XIe siècle    |                  |           | Trazegnies          |

## Province de Liège
| Nom                                                        | Époque                  | Statut                   | Classement                                           | Visitable | Lieu                     | Commune                 | Image |
| ---------------------------------------------------------- | ----------------------- | ------------------------ | ---------------------------------------------------- | --------- | ------------------------ | ----------------------- | ----- |
| Château d'Abée                                             |                         |                          | Patrimoine classé (1995, no 61081-CLT-0008-01)       |           | Abée                     | Tinlot                  |       |
| Château d'Ahin                                             |                         |                          |                                                      |           | Ben-Ahin                 | Huy                     |       |
| Château d'Aigremont                                        | XVIIIe siècle           |                          | Patrimoine exceptionnel (2016, no 62120-PEX-0002-02) |           | Awirs                    | Flémalle                |       |
| Vieux Château d'Aineffe                                    | XVIIIe siècle           |                          |                                                      |           | Aineffe                  | Faimes                  |       |
| Château d'Alensberg                                        | XVe siècle              |                          | Patrimoine classé (1998, no 63088-CLT-0020-01)       |           | Moresnet                 | Plombières              |       |
| Château d’Alsa                                             | 1869                    |                          |                                                      |           | Spa                      | Spa                     |       |
| Château d'Altena                                           | 1620                    |                          |                                                      |           | Saint-Jean-Sart          | Aubel                   |       |
| Château d'Amâs                                             | 1620                    |                          |                                                      |           | Ocquier                  | Clavier                 |       |
| Château d'Amblève                                          |                         |                          |                                                      |           | Aywaille                 | Aywaille                |       |
| Château d'Amcômont                                         | XIIe siècle             |                          |                                                      |           | Amcomont                 | Lierneux                |       |
| Maison Amstenrath                                          |                         |                          | Patrimoine classé no 31369                           |           | Eynatten                 | Raeren                  |       |
| Château d'Andoumont                                        |                         |                          | Patrimoine classé (1988, no 62100-CLT-0025-01)       |           | Gomzé-Andoumont          | Sprimont                |       |
| Château d'Andrimont                                        | 1722                    |                          |                                                      |           | Andrimont (Dison)        | Dison                   |       |
| Château-Ferme d'Angoxhe                                    |                         |                          |                                                      |           | Rotheux-Rimière          | Neupré                  |       |
| Avouerie d'Anthisnes                                       |                         |                          | Patrimoine classé (1970, no 61079-CLT-0003-01)       |           | Anthisnes                | Anthisnes               |       |
| Château Antoine                                            |                         |                          | Patrimoine classé (1979, no 62096-CLT-0011-01)       |           | Jemeppe-sur-Meuse        | Seraing                 |       |
| Château d'Argenteau                                        | XVIIe siècle            |                          | Inventaire no 62108-INV-0073-02                      |           | Argenteau                | Visé                    |       |
| Château-ferme de Attines                                   | XVIIIe siècle           |                          |                                                      |           | Engis                    | Engis                   |       |
| Château d'Avin                                             |                         |                          |                                                      |           | Avin                     | Hannut                  |       |
| Château d'Avionpuits                                       |                         |                          | Patrimoine classé (1991, no 62032-CLT-0029-01)       |           | Avionpuits               | Esneux                  |       |
| Château d'Awan                                             |                         |                          |                                                      |           | Awan (Belgique)          | Aywaille                | \|    |
| Château d'Awans                                            | XIXe siècle             |                          |                                                      |           | Awans                    | Awans                   |       |
| Château de Baelen                                          | XVIIe siècle            |                          | Patrimoine classé (1989, no 63084-CLT-0009-01)       |           | Henri-Chapelle           | Welkenraedt             |       |
| Château de Bagatelle                                       | XXe siècle              |                          |                                                      |           | Vyle-et-Tharoul          | Marchin                 |       |
| Château de Balmoral (B)                                    | XXe siècle              | lieu d'événements        |                                                      |           | Sart-lez-Spa             | Jalhay                  |       |
| Château de Banneux                                         | 1912                    | détention juvenile       |                                                      |           | Fraipont                 | Trooz                   |       |
| Château de Barisart                                        | XIXe siècle             |                          |                                                      |           | Spa                      | Spa                     |       |
| Château de Baugnée                                         | 1844                    |                          |                                                      |           | Nandrin                  | Nandrin                 |       |
| Château de Beaufort                                        | XIIe siècle             |                          | Patrimoine classé (1982, no 61031-CLT-0063-01)       |           | Ben-Ahin                 | Huy                     |       |
| Château de Beaumont                                        | 1777                    |                          | Patrimoine classé (1989, no 62063-CLT-0305-01)       |           | Sclessin                 | Liège                   |       |
| Château de Beauregard                                      | 1777                    |                          |                                                      |           | Charneux                 | Herve                   |       |
| Château-ferme de Beemont                                   |                         |                          |                                                      |           | Béemont                  | Ouffet                  |       |
| Château de Béemont                                         |                         |                          |                                                      |           | Fraineux                 | Nandrin                 |       |
| Château de Bellaire-La Motte                               |                         |                          |                                                      |           | Saive                    | Blegny                  |       |
| Château de Belle-Maison                                    |                         |                          | Patrimoine classé (1980, no 61039-CLT-0005-01)       |           | Marchin                  | Marchin                 |       |
| Château de Bempt                                           | XVIIe siècle            |                          |                                                      |           | Moresnet                 | Plombières              |       |
| Maison Bergscheid                                          | 1753                    |                          | Patrimoine classé no 31403                           |           | Raeren                   | Raeren                  |       |
| Château de Berlieren                                       |                         |                          |                                                      | client    | Hombourg                 | Plombières              |       |
| Château de Berloz                                          | XVIIIe siècle           |                          |                                                      |           | Berloz                   | Berloz                  |       |
| Château de Bernalmont                                      |                         |                          | Patrimoine classé (1986, no 62063-CLT-0285-01)       | client    | Bressoux                 | Liège                   |       |
| Prieuré de Bertrée                                         |                         |                          |                                                      |           | Bertrée                  | Hannut                  |       |
| Château de Beusdael                                        | XIIIe siècle            |                          | Patrimoine classé (1976, no 63088-CLT-0010-01)       | Non       | Sippenaeken              | Plombières              |       |
| Château Biron                                              | XVIIe siècle            |                          |                                                      |           | Comblain-la-Tour         | Hamoir                  |       |
| Château Blanc                                              |                         |                          |                                                      |           | Couthuin                 | Héron                   |       |
| Château Blanc                                              |                         |                          |                                                      |           | Bas-Oha                  | Wanze                   |       |
| Château Blanc                                              |                         |                          |                                                      |           | Mortier                  | Blegny                  |       |
| Château de Blehen                                          |                         |                          |                                                      |           | Blehen                   | Hannut                  |       |
| Château Bleu                                               | XIXe siècle             | Hôtel - Restaurant - Spa |                                                      | client    | Trooz                    | Trooz                   |       |
| Château de Boëlhe                                          | XVIIIe siècle           |                          | Patrimoine classé (1970, no 64029-CLT-0002-01)       |           | Boëlhe                   | Geer                    |       |
| Ferme-château de Bois-Borsu                                |                         |                          |                                                      |           | Bois-et-Borsu            | Clavier                 |       |
| Château de Bolland                                         |                         |                          | Patrimoine classé (1972, no 63035-CLT-0011-01)       |           | Bolland                  | Herve                   |       |
| Château de Bonne-Espérance                                 |                         |                          | Patrimoine classé (1991, no 61031-CLT-0073-01)       |           | Tihange                  | Huy                     |       |
| Château Le Borcht (ou château des comtes de Borchgrave)    |                         | Ruine ou disparu         | Patrimoine classé (1935, no 62027-CLT-0005-01)       |           | Berneau                  | Dalhem                  |       |
| Château de Borset                                          |                         |                          |                                                      |           | Vaux-et-Borset           | Villers-le-Bouillet     |       |
| Château-ferme de Borsu                                     |                         |                          |                                                      |           | Verlaine                 | Verlaine                |       |
| Château de Bracht                                          | 1782                    |                          |                                                      |           | Bracht                   | Burg-Reuland            |       |
| Château de Braives                                         |                         |                          |                                                      |           | Braives                  | Braives                 |       |
| Château de Brialmont                                       |                         |                          |                                                      |           | Tilff                    | Esneux                  |       |
| Château de Broich                                          | XVIIe siècle            |                          | Patrimoine classé (1972, no 63088-CLT-0012-01)       |           | Montzen                  | Plombières              |       |
| Château Brunsode                                           |                         | Renaissance              | Patrimoine classé (1972, no 62032-CLT-0014-01)       |           | Tilff                    | Esneux                  |       |
| Château des Bruyères                                       | 1843                    | hôpital                  |                                                      |           | Chênée                   | Liège                   |       |
| Château de Burdinne                                        |                         |                          |                                                      |           | Burdinne                 | Burdinne                |       |
| Château de Burg-Reuland                                    | XIIe siècle             |                          | Patrimoine classé no 31020                           | Oui       | Reuland                  | Burg-Reuland            |       |
| Château de Caestert                                        | XVIIe siècle            | disparu                  |                                                      |           | Petit-Lanaye             | Visé                    |       |
| Château de Chaineux                                        | XIXe siècle             |                          |                                                      |           | Chaineux                 | Herve                   |       |
| Château de Chaityfontaine                                  | 1881                    |                          |                                                      |           | Pepinster                | Pepinster               |       |
| Château de Chanxhe                                         |                         |                          |                                                      |           | Chanxhe                  | Sprimont                |       |
| Fort de la Chartreuse                                      | XIXe siècle             |                          |                                                      |           | Liège                    | Liège                   |       |
| Château de la Châtaigneraie                                | XIXe siècle             |                          |                                                      |           | Ivoz-Ramet               | Flémalle                |       |
| Château de Terwagne                                        |                         |                          |                                                      |           | Terwagne                 | Clavier                 |       |
| Château de Chevron                                         |                         |                          |                                                      |           | Chevron                  | Stoumont                |       |
| Château de Chokier                                         | XVIIIe siècle           |                          |                                                      |           | Chokier                  | Flémalle                |       |
| Château Chrouet                                            | 1720                    |                          |                                                      |           | Olne                     | Olne                    |       |
| Château Collée                                             |                         |                          |                                                      |           | Roclenge-sur-Geer        | Bassenge                |       |
| Château de Colonster                                       | XIVe siècle             |                          | Patrimoine classé (1986, no 62063-CLT-0286-01)       |           | Sart-Tilman              | Liège                   |       |
| Château de Cortils                                         |                         |                          | Patrimoine classé (1989, no 62119-CLT-0001-01)       |           | Mortier                  | Blegny                  |       |
| Château Coulon                                             |                         |                          | Patrimoine classé (1977, no 61072-CLT-0002-01)       |           | Bas-Oha                  | Wanze                   |       |
| Château Courtejoie                                         |                         | bibliothèque             | Patrimoine classé (1980, no 62096-CLT-0008-01)       | Oui       | Jemeppe-sur-Meuse        | Seraing                 |       |
| Château de Cras-Avernas                                    |                         |                          |                                                      |           | Cras-Avernas             | Hannut                  |       |
| Château de Crawhez                                         | 1551                    |                          | Patrimoine classé (1978, no 63089-CLT-0004-01)       |           | Clermont (Thimister)     | Thimister-Clermont      |       |
| Château de Crèvecœur                                       | XVIIe siècle            |                          |                                                      |           | Battice                  | Herve                   |       |
| Château de la Croix-Saint-Hubert                           |                         |                          |                                                      |           | Ivoz-Ramet               | Flémalle                |       |
| Château fort de Dalhem                                     |                         |                          | Patrimoine classé (1978, no 62027-CLT-0001-01)       |           | Dalhem                   | Dalhem                  |       |
| Château de Dieupart                                        |                         |                          | Patrimoine classé (1986, no 62009-CLT-0019-01)       |           | Aywaille                 | Aywaille                |       |
| Château de Donceel                                         |                         |                          |                                                      |           | Donceel                  | Donceel                 |       |
| Château Dorman                                             | 1870                    |                          |                                                      |           | Ensival                  | Verviers                |       |
| Château Dossin                                             |                         |                          |                                                      |           | Hermalle-sous-Argenteau  | Oupeye                  |       |
| Château Dupont                                             | XIXe siècle             |                          |                                                      |           | Wandre                   | Liège                   |       |
| Château d'Emblève                                          | 1776                    |                          |                                                      |           | Aywaille                 | Aywaille                |       |
| Château de l'Enclos                                        |                         |                          |                                                      |           | Ligney                   | Geer                    |       |
| Château d'Englebermont                                     | XVIIe siècle            |                          |                                                      |           | Rotheux-Rimière          | Neupré                  |       |
| Château d'Envoz                                            |                         |                          |                                                      |           | Couthuin                 | Héron                   |       |
| Château Eulenburg                                          | 1874                    |                          |                                                      |           | Moresnet                 | Plombières              |       |
| Château Eyneburg                                           | XIIIe siècle            |                          | Patrimoine classé no 31254                           |           | Hergenrath               | Kelmis                  |       |
| Château Fabri                                              | XVIIIe siècle           |                          |                                                      |           | Seny                     | Tinlot                  |       |
| Château Le Facqueval                                       | 1913                    |                          |                                                      |           | Vierset-Barse            | Modave                  |       |
| Château de Fagne Maron                                     | 1868                    |                          |                                                      |           | La Reid                  | Theux                   |       |
| Château de Fallais                                         | XIIIe siècle            | Château fort             | Patrimoine classé (1988, no 64015-CLT-0017-01)       | Non       | Fallais                  | Braives                 |       |
| Château de Famelette                                       | XVIe siècle             |                          |                                                      |           | Huccorgne                | Wanze                   |       |
| Château de Fanson                                          |                         |                          | Patrimoine classé (1971, no 61019-CLT-0011-01)       |           | Xhoris                   | Ferrières               |       |
| Château-ferme du Faweux                                    |                         |                          |                                                      |           | Ernonheid                | Aywaille                |       |
| Château de Fayenbois                                       | 1625                    |                          | Patrimoine classé (1968, no 62063-CLT-0288-01)       |           | Jupille-sur-Meuse        | Jupille-sur-Meuse       |       |
| Château de Fays                                            |                         |                          |                                                      |           | Fays                     | Theux                   |       |
| La Fenderie                                                | XIXe siècle             |                          | Patrimoine classé (1981, no 62122-CLT-0005-01)       | Non       | Trooz                    | Trooz                   |       |
| Château de Ferot                                           |                         |                          |                                                      |           | Ferrières                | Ferrières               |       |
| Château de Filanneux                                       |                         |                          |                                                      |           | Ensival                  | Spa                     |       |
| Château de la Petite Flémal'                               | XVIIe siècle            | Hôtel communal           |                                                      | Oui       | Flémalle                 | Flémalle                |       |
| La Petite Vaux                                             | XVIe siècle;1828        |                          |                                                      |           | Nandrin                  | Nandrin                 |       |
| Château de Fléron                                          | XVIe siècle             |                          |                                                      |           | Ben-Ahin                 | Huy                     |       |
| Château de Florzé                                          |                         |                          |                                                      |           | Florzé                   | Sprimont                |       |
| Château de Fond L'Evêque                                   |                         |                          |                                                      |           | Tihange                  | Huy                     |       |
| Château de Fontaine                                        |                         |                          |                                                      |           | Fontaine                 | Grâce-Hollogne          |       |
| Château de Forêt                                           | XIXe siècle             |                          |                                                      | Non       | Trooz                    | Trooz                   |       |
| Château de Fosseroule                                      |                         |                          |                                                      |           | Huccorgne                | Wanze                   |       |
| Château de la Fraineuse                                    | XIXe siècle             |                          | Patrimoine classé (1992, no 63072-CLT-0027-01)       | client    | Nivezé                   | Spa                     |       |
| Château de Fraineux                                        |                         |                          |                                                      |           | Yernée-Fraineux          | Nandrin                 |       |
| Château de Franchimont                                     | XIe siècle              | Ruine ou disparu         | Patrimoine exceptionnel (2013, no 63076-PEX-0001-02) | Oui       | Theux                    | Theux                   |       |
| Château Francotte                                          | 1912                    |                          |                                                      |           | Dalhem                   | Dalhem                  |       |
| Maison de Francquen                                        | XVIIIe siècle           |                          | Patrimoine classé (1979, no 62063-CLT-0045-01)       |           | Liège                    | Liège                   |       |
| Château de Froidcourt                                      | XXe siècle              |                          |                                                      |           | Stoumont                 | Stoumont                |       |
| Château de Fumal                                           |                         |                          | Patrimoine classé (1976, no 64015-CLT-0010-01)       |           | Fumal                    | Braives                 |       |
| Château Le Fy                                              | XXe siècle              |                          | Patrimoine classé (1986, no 62032-CLT-0022-01)       | Non       | Esneux                   | Esneux                  |       |
| Château des Genêts                                         |                         |                          |                                                      |           | Blieberg                 | Plombières              |       |
| Château de Goé                                             | XVIIIe siècle           |                          |                                                      |           | Goé                      | Limbourg                |       |
| Château-ferme des Goffes                                   | 1828                    |                          |                                                      |           | Pailhe                   | Clavier                 |       |
| Château de Gomzé                                           | XVIIIe siècle           |                          |                                                      |           | Gomzé-Andoumont          | Sprimont                |       |
| Château de Goreux                                          | XVIIIe siècle           |                          |                                                      |           | Voroux-Goreux            | Fexhe-le-Haut-Clocher   |       |
| Château de Gorhez                                          | 1767                    |                          |                                                      |           | Aubel                    | Aubel                   |       |
| Château-ferme de la Gotte                                  |                         |                          |                                                      |           | Saint-Séverin-en-Condroz | Nandrin                 |       |
| Château ferme Grandgagnage                                 | XVIIe siècle            | maison de repos          |                                                      |           | Vaux-et-Borset           | Villers-le-Bouillet     |       |
| Château de Grimonster                                      |                         |                          |                                                      |           | Grimonster               | Ferrières               |       |
| Château de Halledet                                        | XVIe siècle             |                          |                                                      |           | Clermont-sous-Huy        | Engis                   |       |
| Château de Halleur                                         |                         |                          |                                                      |           | Stembert                 | Verviers                |       |
| Château de Haméval                                         | 1588                    |                          |                                                      |           | Charneux                 | Herve                   |       |
| Maison forte de Haneffe                                    |                         |                          |                                                      |           | Haneffe                  | Donceel                 |       |
| Château de Hannêche                                        |                         |                          |                                                      |           | Hannêche                 | Burdinne                |       |
| Château de Harzé                                           | XVIIe siècle            |                          | Patrimoine classé (1965, no 62009-CLT-0006-01)       | Oui       | Harzé                    | Aywaille                |       |
| Château du Haut Marais                                     |                         |                          |                                                      |           | La Reid                  | Theux                   |       |
| Château de Haute-Fraipont                                  | 1681                    |                          |                                                      |           | Fraipont                 | Trooz                   |       |
| Château de Hautepenne                                      | XVIIe siècle            |                          | Patrimoine classé (1979, no 62120-CLT-0007-01)       |           | Gleixhe                  | Flémalle                |       |
| Château de Hautregard                                      | XVIe siècle             |                          | Patrimoine classé (1983, no 63076-CLT-0026-01)       |           | La Reid                  | Theux                   |       |
| Château Heptia                                             |                         |                          |                                                      |           | Ville-en-Hesbaye         | Theux                   |       |
| Château de Hermalle-sous-Huy                               | XIIe siècle             |                          |                                                      | Oui       | Hermalle-sous-Huy        | Engis                   |       |
| Château d'Herzée                                           |                         |                          |                                                      |           | Blehen                   | Hannut                  |       |
| Château de Heuseux                                         | 1766                    |                          |                                                      |           | Cerexhe-Heuseux          | Soumagne                |       |
| Château de Himbe                                           | XVIIe siècle            |                          |                                                      | non       | Himbe                    | Ouffet                  |       |
| Tour de Himbe                                              | XVIe siècle             |                          |                                                      |           | Himbe                    | Ouffet                  |       |
| Château de Hodbomont                                       |                         |                          |                                                      |           | Hodbomont                | Theux                   |       |
| Château de Hody                                            |                         |                          |                                                      |           | Hody                     | Anthisnes               |       |
| Château de Hoegaerden                                      | XIXe siècle             |                          |                                                      |           | Esneux                   | Esneux                  |       |
| Château de Hollogne                                        |                         |                          |                                                      |           | Hollogne-aux-Pierres     | Grâce-Hollogne          |       |
| Ancienne seigneurie de Hollogne-sur-Geer                   |                         | Ruine ou disparu         | Patrimoine classé (1976, no 64029-CLT-0008-01)       | Oui       | Hollogne-sur-Geer        | Geer                    |       |
| Château-ferme de Hombroux                                  | 1730                    |                          | Patrimoine classé (1978, no 62003-CLT-0002-01)       |           | Alleur                   | Ans                     |       |
| Château de Horion                                          | XVe siècle              |                          |                                                      |           | Horion-Hozémont          | Grâce-Hollogne          |       |
| Château à l'Horloge                                        |                         |                          |                                                      |           | Bas-Oha                  | Wanze                   |       |
| Château d'Houchenée                                        | XVIe siècle             |                          |                                                      |           | Tavier                   | Anthisnes               |       |
| Ferme-château de Housse                                    |                         |                          | Patrimoine classé (1989, no 62119-CLT-0010-01)       |           | Housse                   | Blegny                  |       |
| Château de Hoyoux                                          |                         |                          |                                                      |           | Hoyoux (Clavier)         | Clavier                 |       |
| Fort de Huy                                                | XIXe siècle             |                          |                                                      | Oui       | Huy                      | Huy                     |       |
| Château d'Inzegottes                                       | 1850                    |                          |                                                      | client    | Filot                    | Hamoir                  |       |
| Château de Jehay                                           |                         | Renaissance              | Patrimoine exceptionnel (2022, no 61003-PEX-0004-04) | Oui       | Jehay                    | Amay                    |       |
| Château du Joncmesnil                                      | 1872                    |                          |                                                      |           | Lambermont               | Verviers                |       |
| Château Knoppenburg                                        |                         |                          | Patrimoine classé no 31401                           |           | Raeren                   | Raeren                  |       |
| Château-Ferme Là-Bas                                       | XVIIe siècle            |                          |                                                      |           | Paifve                   | Juprelle                |       |
| Château de Lamalle                                         | 1882                    |                          |                                                      |           | Bas-Oha                  | Wanze                   |       |
| Château-ferme de Lamalle                                   | 1882                    |                          |                                                      |           | Bas-Oha                  | Wanze                   |       |
| Château Laoureux                                           | 1898                    | hôpital                  |                                                      |           | Heusy                    | Verviers                |       |
| Château de Lassus                                          | XXe siècle              |                          |                                                      |           | Hamoir                   | Hamoir                  |       |
| Château du Lavaux                                          |                         |                          |                                                      |           | Esneux                   | Esneux                  |       |
| Manoir de Lébioles                                         | 1905                    |                          |                                                      |           | Creppe                   | Spa                     |       |
| Château de Lexhy                                           | 1853                    |                          |                                                      |           | Lexhy                    | Grâce-Hollogne          |       |
| Château Libermé                                            | 1750                    |                          | Patrimoine classé no 31320                           | client    | Kettenis                 | Eupen                   |       |
| Château de Limont                                          | XVIIIe siècle           | Restaurant               |                                                      | Oui       | Donceel                  | Donceel                 |       |
| Château de Lincé                                           | XVIIIe siècle           |                          |                                                      |           | Lincé                    | Sprimont                |       |
| Château de Logne                                           |                         | Ruine ou disparu         | Patrimoine classé (1990, no 61019-CLT-0004-01)       | Oui       | Vieuxville               | Ferrières               |       |
| Château de Longchamps                                      |                         |                          |                                                      |           | Berneau                  | Dalhem                  |       |
| Château de Longchamps ou Château de Sélys-Longchamps       |                         |                          | Patrimoine exceptionnel (2022, no 64074-PEX-0004-01) |           | Waremme                  | Waremme                 |       |
| Château Lontzen                                            | XIXe siècle             |                          | Patrimoine classé no 31433                           |           | Lontzen                  | Lontzen                 |       |
| Château de la Louvetrie                                    | 1795                    |                          |                                                      |           | Limbourg                 | Limbourg                |       |
| Château de Magnery                                         |                         |                          |                                                      |           | Clermont-sous-Huy        | Engis                   |       |
| Château de Mambaye                                         |                         |                          |                                                      |           | Spa                      | Spa                     |       |
| Château Del Marmol                                         | 188x                    |                          |                                                      |           | Ensival                  | Verviers                |       |
| Château des Marronniers (de Bosse)                         |                         |                          |                                                      |           | Chaineux                 | Herve                   |       |
| Château de Marsinne                                        |                         |                          |                                                      |           | Couthuin                 | Héron                   |       |
| Château Mayette                                            | 1874                    |                          |                                                      |           | Liège                    | Liège                   |       |
| Château des Mazures                                        | 1834                    |                          |                                                      |           | Cornesse                 | Pepinster               |       |
| Château de Méan                                            |                         |                          | Patrimoine classé (1977, no 62119-CLT-0003-01)       |           | Saive                    | Blegny                  |       |
| Château de Megarnie                                        | 1875                    |                          |                                                      | client    | Engis                    | Engis                   |       |
| Château de Melen                                           | 1706                    |                          |                                                      |           | Melen                    | Soumagne                |       |
| Château de Merdorp                                         |                         |                          |                                                      |           | Merdorp                  | Hannut                  |       |
| Château Michaux                                            | 1904                    |                          |                                                      |           | Lincent                  | Lincent                 |       |
| Château de Modave ou château des Comtes de Marchin         | XIIIe siècle            |                          | Patrimoine exceptionnel (2013, no 61041-PEX-0001-02) | Oui       | Modave                   | Modave                  |       |
| Château de Moha                                            | XIe siècle              |                          | Patrimoine classé (1981, no 61072-CLT-0006-01)       | Oui       | Moha                     | Wanze                   |       |
| Château du Monceau                                         | XVIIe siècle            |                          |                                                      | Oui       | Méry                     | Esneux                  |       |
| Château de Mons-lez-Liège                                  | XVIIe siècle            |                          |                                                      | Oui       | Mons-lez-Liège           | Flémalle                |       |
| Château de Montglyon                                       |                         |                          |                                                      |           | Argenteau                | Visé                    |       |
| Château de Montjardin                                      | XVIe siècle             |                          |                                                      |           | Remouchamps              | Aywaille                |       |
| Château Montplaisir                                        | 1895                    |                          |                                                      |           | Spa                      | Spa                     |       |
| Château des Montys                                         |                         |                          |                                                      | client    | Stavelot                 | Stavelot                |       |
| Château de la Motte en Gée                                 | 1870                    |                          |                                                      |           | Tihange                  | Huy                     |       |
| Château de Moxhe                                           |                         |                          | Patrimoine classé (1974, no 64034-CLT-0009-01)       |           | Moxhe                    | Hannut                  |       |
| Haus Mützhof                                               |                         |                          | Patrimoine classé no 31431                           |           | Walhorn                  | Lontzen                 |       |
| Château Nagelmackers                                       | XVIIIe siècle           |                          | Patrimoine classé (1984, no 62063-CLT-0412-01)       |           | Liège                    | Liège                   |       |
| Château Naveau                                             |                         |                          |                                                      |           | Bra                      | Lierneux                |       |
| Château du Haut-Neubois (Le Neubois)                       | 1908                    |                          |                                                      |           | Nivezé                   | Spa                     |       |
| Château Neufays                                            | 1900                    |                          |                                                      |           | Fays                     | Theux                   |       |
| Château de Neufcour                                        |                         |                          |                                                      |           | Beyne-Heusay             | Beyne-Heusay            |       |
| Château de Neuville                                        |                         |                          |                                                      |           | Neuville-sous-Huy        | Tihange                 |       |
| Château de Neuville                                        |                         |                          |                                                      |           | Neuville-en-Condroz      | Neupré                  |       |
| Château Nihoul                                             |                         |                          |                                                      |           | Cras-Avernas             | Hannut                  |       |
| Château Oberhausen                                         | XVIIIe siècle           |                          | Patrimoine classé no 31017                           |           | Oberhausen               | Burg-Reuland            |       |
| Château d'Ochain                                           |                         |                          |                                                      |           | Ochain                   | Clavier                 |       |
| Château d'Odeigne                                          | XIXe siècle             |                          |                                                      | non       | Odeigne                  | Ouffet                  |       |
| Château d'Odeur                                            | XVIIe siècle            |                          |                                                      |           | Odeur                    | Crisnée                 |       |
| Ancien château d'Olne                                      | 1703                    |                          |                                                      |           | Olne                     | Olne                    |       |
| Manoir de Omal                                             |                         |                          |                                                      |           | Omal                     | Geer                    |       |
| Château d'Ordange                                          |                         |                          | Patrimoine exceptionnel (2009, no 62096-PEX-0002-03) |           | Jemeppe-sur-Meuse        | Seraing                 |       |
| Maison Van Orley                                           | 1747                    |                          | Patrimoine classé no 31023                           |           | Burg-Reuland             | Burg-Reuland            |       |
| Château d'Oteppe                                           |                         |                          |                                                      |           | Oteppe                   | Burdinne                |       |
| Château de Othée                                           | XVIIe siècle            |                          |                                                      |           | Elch                     | Othée                   |       |
| Château d'Otrange                                          |                         |                          |                                                      |           | Otrange                  | Orye                    |       |
| Château d'Otreppe                                          |                         |                          |                                                      |           | Aineffe                  | Faimes                  |       |
| Château d'Ottomont                                         | 1909                    | Hôtel communal           |                                                      |           | Andrimont (Dison)        | Dison                   |       |
| Château d'Oudoumont                                        | 1760                    |                          |                                                      |           | Verlaine                 | Verlaine                |       |
| Château d'Ouffet                                           | XVIIe siècle            |                          |                                                      | non       | Ouffet                   | Ouffet                  |       |
| Château d'Ouhar                                            |                         |                          |                                                      |           | Anthisnes                | Anthisnes               |       |
| Château d'Oulhaye                                          |                         |                          |                                                      |           | Warfusée                 | Saint-Georges-sur-Meuse |       |
| Château d'Oultremont                                       | XVIIe siècle            |                          |                                                      |           | Warnant-Dreye            | Villers-le-Bouillet     |       |
| Château d'Oupeye                                           |                         |                          |                                                      | client    | Oupeye                   | Oupeye                  |       |
| Château de l'Ourlaine                                      |                         |                          |                                                      |           | Jevoumont                | Theux                   |       |
| Château de Pailhe                                          |                         |                          |                                                      |           | Pailhe                   | Clavier                 |       |
| Château de Pair                                            |                         |                          |                                                      |           | Pair                     | Clavier                 |       |
| Château Palmers                                            |                         |                          |                                                      |           | Glons                    | Bassenge                |       |
| Château Pecsteen                                           |                         |                          | Patrimoine classé (1973, no 64076-CLT-0004-01)       |           | Saives                   | Faimes                  |       |
| Château-ferme de Pellaines                                 | XVIIIe siècle           |                          |                                                      |           | Pellaines                | Lincent                 |       |
| Château Peltzer (La Tourelle)                              | 1895                    | lieu d'événements        |                                                      | client    | Heusy                    | Verviers                |       |
| Le Petit Château Peltzer                                   | 1927                    | restaurant               |                                                      | client    | Heusy                    | Verviers                |       |
| Château de Péralta                                         | XIVe siècle             |                          | Patrimoine classé (1937, no 62063-CLT-0225-01)       |           | Liège                    | Liège                   |       |
| Philippenhaus                                              | 1767                    |                          | Patrimoine classé no 31323                           |           | Kettenis                 | Eupen                   |       |
| Château Piedbœuf                                           | 1862                    | école                    |                                                      |           | Jupille-sur-Meuse        | Liège                   |       |
| Château-ferme de Pitet                                     |                         |                          |                                                      |           | Pitet                    | Braives                 |       |
| Château de Plainevaux                                      |                         | maison de retraite       |                                                      | client    | Plainevaux               | Neupré                  |       |
| Château Polet                                              |                         |                          |                                                      |           | Fexhe-Slins              | Juprelle                |       |
| Château de Ponthoz                                         |                         |                          |                                                      |           | Ponthoz                  | Clavier                 |       |
| Château-ferme van Pontpierre-Méan                          |                         |                          |                                                      | Oui       | Neufchâteau              | Dalhem                  |       |
| Château Poswick                                            | 1880-1910               |                          | Patrimoine exceptionnel (2022, no 63046-PEX-0001-04) |           | Dolhain                  | Limbourg                |       |
| Ancien Château de Potesta                                  |                         |                          |                                                      | Oui       | Envoz                    | Héron                   |       |
| Château Prayon                                             | XIXe siècle             |                          |                                                      | client    | Trooz                    | Trooz                   |       |
| Château de Presseux                                        |                         |                          |                                                      |           | Liège                    | Liège                   |       |
| Prieuré de Seny                                            |                         |                          |                                                      |           | Seny                     | Tinlot                  |       |
| Palais des princes-évêques                                 | XVIe siècle             | Palais                   | Patrimoine exceptionnel (2013, no 62063-PEX-0012-04) |           | Liège                    | Liège                   |       |
| Château des Quatre Tourettes                               | 1512                    |                          | Patrimoine classé (1965, no 62063-CLT-0204-01)       |           | Saint-Léonard            | Liège                   |       |
| Château de Raaf                                            |                         |                          | Patrimoine classé no 31381                           |           | Eynatten                 | Raeren                  |       |
| Maison de Raeren                                           | XIVe siècle             |                          | Patrimoine classé no 31400                           |           | Raeren                   | Raeren                  |       |
| Château de Raeren                                          | XIVe siècle             |                          | Patrimoine classé no 31399                           |           | Raeren                   | Raeren                  |       |
| Château Ramequin                                           | Moyen Âge               |                          |                                                      |           | Java Bas-Oha             | Wanze                   |       |
| Château de Ramelot                                         |                         |                          |                                                      |           | Ramelot                  | Tinlot                  |       |
| Château de Ramet                                           |                         |                          |                                                      |           | Ivoz-Ramet               | Flémalle                |       |
| Château de Ramioul                                         |                         |                          |                                                      |           | Ivoz-Ramet               | Flémalle                |       |
| Château de Rechain                                         |                         |                          |                                                      |           | Petit-Rechain            | Verviers                |       |
| Château Regout                                             |                         |                          |                                                      |           | Neufchâteau              | Dalhem                  |       |
| Château de Reinhardstein                                   | XIVe siècle             | Château fort             | Patrimoine classé (1977, no 63080-CLT-0016-01)       | Oui       | Waismes                  | Waismes                 |       |
| Château de Renal                                           |                         |                          |                                                      |           | Ouffet                   | Ouffet                  |       |
| Château-Ferme de Renne                                     | XVIIe siècle            |                          |                                                      |           | Hamoir                   | Hamoir                  |       |
| Château du Rivage                                          |                         |                          |                                                      |           | Cras-Avernas             | Hannut                  |       |
| Château de Rochée                                          |                         |                          |                                                      |           | Lamontzée                | Burdinne                |       |
| Château des Roches                                         | XIXe siècle             |                          |                                                      |           | Trooz                    | Trooz                   |       |
| Château des Rochettes                                      |                         |                          |                                                      | client    | Stavelot                 | Stavelot                |       |
| Château de Roiseux                                         | XVIe siècle             |                          |                                                      |           | Vierset-Barse            | Modave                  |       |
| Château de Romanet                                         |                         |                          |                                                      |           | Soheit-Tinlot            | Tinlot                  |       |
| Château du Rond-Chêne                                      |                         | hébergement              |                                                      | client    | Esneux                   | Esneux                  |       |
| Château de Rorive                                          |                         | lieu d'événements        |                                                      | client    | Ombret-Rawsa             | Amay                    |       |
| Tour de Rosay                                              | XXe siècle              |                          |                                                      |           | Chaineux                 | Herve                   |       |
| Château Roseraie                                           | XIXe siècle             |                          |                                                      | non       | Nivezé                   | Spa                     |       |
| Château de Rosoux                                          | 1706                    |                          |                                                      |           | Rosoux                   | Berloz                  |       |
| Château Rouge                                              |                         |                          | Patrimoine classé (1985, no 61072-CLT-0009-01)       |           | Bas-Oha                  | Wanze                   |       |
| Château Rouge                                              | 1784                    | hôpital                  |                                                      |           | Herstal                  | Herstal                 |       |
| Château de Rouheid                                         |                         |                          |                                                      |           | Heusy                    | Verviers                |       |
| Château de Royseux                                         |                         |                          |                                                      |           | Vierset-Barse            | Modave                  |       |
| Château de Ruyff                                           | XVIIIe siècle           |                          | Patrimoine classé (1989, no 63084-CLT-0013-01)       |           | Henri-Chapelle           | Welkenraedt             |       |
| Château Sagehomme                                          | 1850                    |                          |                                                      |           | Herbiester               | Jalhay                  |       |
| Château de Saint-Fontaine                                  |                         |                          |                                                      |           | Saint-Fontaine           | Clavier                 |       |
| Château de Saint-Lambert                                   |                         |                          |                                                      |           | Saint-Fontaine           | Clavier                 |       |
| Ferme abbatiale Saint-Laurent ou château-ferme d'Anthisnes | XVe siècle              |                          | Patrimoine exceptionnel (2009, no 61079-PEX-0001-03) |           | Limont                   | Anthisnes               |       |
| Château de Saint-Nicolas                                   | 1835                    |                          |                                                      |           | Saint-Nicolas            | Saint-Nicolas           |       |
| Château de Saint-Vitu                                      |                         |                          |                                                      |           | Abée                     | Tinlot                  |       |
| Château de Sainval                                         |                         |                          |                                                      |           | Tilff                    | Esneux                  |       |
| Vieux château de Saive                                     |                         | Ruine ou disparu         |                                                      |           | Saive                    | Blegny                  |       |
| Château-ferme de Saives                                    |                         |                          |                                                      |           | Saives                   | Faimes                  |       |
| Château de Saroléa                                         |                         |                          | Patrimoine classé (1978, no 62108-CLT-0005-01)       |           | Cheratte                 | Visé                    |       |
| Château-ferme du Sart                                      | XVIe siècle             | lieu d'événements        |                                                      | client    | Ampsin                   | Amay                    |       |
| Château du Sart de Marneffe                                |                         | centre pénitentiaire     |                                                      |           | Marneffe                 | Burdinne                |       |
| Château du Sartay                                          | 1927                    |                          |                                                      |           | Embourg                  | Chaudfontaine           |       |
| Château de la Sarte                                        |                         |                          |                                                      |           | Tihange                  | Huy                     |       |
| Château de la Sauvenière                                   | XVIIIe siècle           |                          |                                                      |           | Huy                      | Huy                     |       |
| Château Schimper                                           | XIVe siècle             |                          |                                                      |           | Moresnet                 | Plombières              |       |
| Château de Sclassin                                        | 1587                    |                          | Patrimoine classé (1976, no 63058-CLT-0001-01)       |           | Wegnez                   | Pepinster               |       |
| Château de Sclessin                                        | XVIIe siècle            |                          |                                                      |           | Sclessin                 | Liège                   |       |
| Château de Seraing                                         | XVIIIe siècle           |                          | Patrimoine classé (1980, no 62096-CLT-0014-01)       |           | Seraing                  | Seraing                 |       |
| Château de Seraing-le-Château                              | XIIIe siècle            |                          |                                                      |           | Seraing-le-Château       | Verlaine                |       |
| Château Snyers                                             |                         |                          |                                                      |           | Hannut                   | Hannut                  |       |
| Ancien Château de Sohan                                    |                         |                          |                                                      |           | Pepinster                | Pepinster               |       |
| Château-ferme van Soheit                                   | XIIIe siècle            |                          |                                                      |           | Soheit-Tinlot            | Tinlot                  |       |
| Château de Soiron                                          | XVIIIe siècle           |                          | Patrimoine classé (1971, no 63058-CLT-0009-01)       |           | Soiron                   | Pepinster               |       |
| Château de l'Abbaye de Solières                            | XVIIIe siècle           |                          |                                                      |           | Ben-Ahin                 | Huy                     |       |
| Château Des Sorbiers                                       |                         |                          |                                                      |           | Spa                      | Spa                     |       |
| Château Sous les Haies                                     |                         |                          |                                                      |           | Spa                      | Spa                     |       |
| Château de Spirlet                                         | XIXe siècle             |                          |                                                      |           | Quarreux                 | Aywaille                |       |
| Château de Stockem                                         |                         |                          | Patrimoine classé no 31324                           |           | Stockem                  | Eupen                   |       |
| Château de Strée                                           | XVIIe siècle            |                          |                                                      |           | Strée                    | Modave                  |       |
| Château de Streversdorp                                    | XIIIe siècle            |                          | Patrimoine classé (1954, no 63088-CLT-0005-01)       |           | Montzen                  | Plombières              |       |
| Château de Strivay                                         |                         |                          |                                                      |           | Strivay                  | Neupré                  |       |
| Château de Tancrémont                                      |                         |                          |                                                      |           | Pepinster                | Pepinster               |       |
| Château de Targnon                                         |                         |                          |                                                      |           | Targnon                  | Stoumont                |       |
| Château de Tavier                                          |                         |                          |                                                      |           | Tavier                   | Anthisnes               |       |
| Château du Temple                                          |                         |                          |                                                      |           | Longpré                  | Wanze                   |       |
| Château Thal                                               | XVIIIe siècle           |                          |                                                      |           | Kettenis                 | Eupen                   |       |
| Château de Tharoul                                         |                         |                          |                                                      | client    | Vyle-et-Tharoul          | Marchin                 |       |
| Château des Thermes                                        |                         |                          |                                                      |           | Vaux-sous-Chèvremont     | Chaudfontaine           |       |
| Château de Thisnes                                         |                         |                          |                                                      |           | Thisnes                  | Hannut                  |       |
| Château Thor                                               | XVIIIe siècle           |                          | Patrimoine classé no 31353                           |           | Walhorn                  | Lontzen                 |       |
| Château-ferme de Thys                                      | XVIIe siècle            |                          | Patrimoine classé (1993, no 64021-CLT-0002-01)       |           | Thys                     | Crisnée                 |       |
| Château Thysen                                             |                         |                          |                                                      |           | Les Waleffes             | Faimes                  |       |
| Château de Tihange                                         | 1576                    |                          |                                                      |           | Tihange                  | Huy                     |       |
| Château de Tillesse                                        |                         |                          |                                                      |           | Abée                     | Tinlot                  |       |
| Chateau de Tinlot                                          | 1653                    | lieu d'événements        |                                                      | client    | Tinlot                   | Tinlot                  |       |
| Château de la Tour                                         | XVIe siècle             |                          |                                                      |           | Esneux                   | Esneux                  |       |
| Manoir de la Tour                                          | XIIe siècle             |                          |                                                      |           | Villers-le-Temple        | Nandrin                 |       |
| Château de la Tour-au-Bois                                 |                         |                          |                                                      |           | Villers-le-Temple        | Nandrin                 |       |
| Château Les Tourelles                                      | XVIIIe siècle           |                          |                                                      |           | Petit-Rechain            | Verviers                |       |
| Château Les Tourelles                                      | 1899                    |                          |                                                      |           | Spa                      | Spa                     |       |
| Château de Trognée                                         | XVIe siècle             |                          |                                                      |           | Trognée                  | Hannut                  |       |
| Maison Trouet (de)                                         | 1658                    |                          | Patrimoine classé no 31353                           |           | Eynatten                 | Raeren                  |       |
| Château du Trumly                                          | XIXe siècle             |                          |                                                      | Non       | Trooz                    | Trooz                   |       |
| Château Ulens                                              |                         |                          |                                                      |           | Lincent                  | Lincent                 |       |
| Castel du Val d'Or                                         |                         |                          |                                                      |           | Ocquier                  | Clavier                 |       |
| Château de La Vaulx-Renard                                 |                         |                          |                                                      |           | Monceau                  | Stoumont                |       |
| Château de Vervoz                                          |                         |                          | Patrimoine exceptionnel (2016, no 61012-PEX-0001-03) |           | Vervoz                   | Clavier                 |       |
| Château de Vieljaren                                       | XVe siècle              |                          | Patrimoine classé (1987, no 63088-CLT-0006-01)       |           | Hombourg                 | Plombières              |       |
| Château de Vien                                            | 1770                    |                          |                                                      |           | Vien                     | Anthisnes               |       |
| Château de Vierset                                         | XVIIIe siècle           | Hôtel                    |                                                      |           | Vierset-Barse            | Modave                  |       |
| Vieux Château                                              | XVe siècle              |                          |                                                      |           | Fraiture (Tinlot)        | Tinlot                  |       |
| Château du Vieux Fourneau                                  |                         | Hôtel communal           |                                                      |           | Hamoir                   | Hamoir                  |       |
| Château-ferme de Vieux Waleffe                             | XVIIIe siècle           |                          |                                                      |           | Vieux-Waleffe            | Villers-le-Bouillet     |       |
| Château de Vieux-Barse                                     |                         |                          |                                                      |           | Vierset-Barse            | Modave                  |       |
| Château de la Vignette                                     |                         |                          |                                                      |           | Couthuin                 | Héron                   |       |
| Château de Ville                                           |                         | pensionnat               |                                                      |           | Ferrières                | Ferrières               |       |
| Château de Villencourt                                     | XIXe siècle             |                          |                                                      |           | Ivoz-Ramet               | Flémalle                |       |
| Château de Villers                                         |                         |                          | Patrimoine classé (1994, no 63046-CLT-0022-01)       |           | Bilstain                 | Limbourg                |       |
| Château de Villers-aux-Tours                               | XVIIe siècle            |                          | Patrimoine classé (2001, no 61079-CLT-0013-01)       |           | Villers-aux-Tours        | Anthisnes               |       |
| Château de Villers-Saint-Siméon                            |                         |                          |                                                      |           | Villers-Saint-Siméon     | Juprelle                |       |
| Château de Vinalmont                                       |                         |                          |                                                      |           | Vinalmont                | Wanze                   |       |
| Vlattenhaus                                                | XIVe siècle             |                          |                                                      |           | Eynatten                 | Raeren                  |       |
| Château de Voroux                                          |                         |                          |                                                      |           | Voroux-lez-Liers         | Juprelle                |       |
| Ferme-Château de Voroux                                    | XIIe siècle             |                          |                                                      |           | Voroux-Goreux            | Fexhe-le-Haut-Clocher   |       |
| Château Vreuschemen                                        | XVIIe siècle            |                          | Patrimoine classé (1983, no 63004-CLT-0005-01)       |           | Membach                  | Baelen                  |       |
| Château de Vyle                                            |                         |                          |                                                      |           | Vyle-et-Tharoul          | Marchin                 |       |
| Waldenburghaus                                             | XVIIe siècle            |                          | Patrimoine classé no 32239                           |           | Kettenis                 | Eupen                   |       |
| Château de Waleffe Saint-Pierre                            | XVIIIe siècle           |                          | Patrimoine exceptionnel (2013, no 64076-PEX-0002-02) | Oui       | Les Waleffes             | Faimes                  |       |
| Château Wallerode                                          |                         |                          | Patrimoine classé no 31003                           |           | Wallerode                | Saint-Vith              |       |
| Château de Wanne                                           |                         | hébergement              |                                                      | client    | Wanne                    | Trois-Ponts             |       |
| Château de Wanzoul                                         | 1853                    |                          |                                                      |           | Vinalmont                | Wanze                   |       |
| Château de Warfusée                                        | XVIIe siècle            |                          | Patrimoine exceptionnel (2013, no 64065-PEX-0002-02) | Oui       | Saint-Georges-sur-Meuse  | Saint-Georges-sur-Meuse |       |
| Château de Waroux                                          |                         |                          | Patrimoine classé (1977, no 62003-CLT-0005-01)       | client    | Alleur                   | Ans                     |       |
| Château de Wégimont                                        | XVIIe siècle            |                          |                                                      |           | Ayeneux                  | Soumagne                |       |
| Château Gross Weims                                        | 1334                    |                          | Patrimoine classé no 31317                           |           | Kettenis                 | Eupen                   |       |
| Château Winerotte                                          | XVIe siècle             |                          |                                                      |           | Neufchâteau              | Dalhem                  |       |
| Château de Wodémont                                        | XIe siècle XVIIe siècle |                          |                                                      |           | Neufchâteau              | Dalhem                  |       |
| Château de Xhos                                            | XVIIIe siècle           |                          |                                                      |           | Tavier                   | Anthisnes               |       |
| Château de Xhygnez                                         |                         |                          |                                                      |           | Sprimont                 | Sprimont                |       |
| Château de Yernée                                          |                         |                          |                                                      |           | Yernée-Fraineux          | Nandrin                 |       |

## Province de Luxembourg

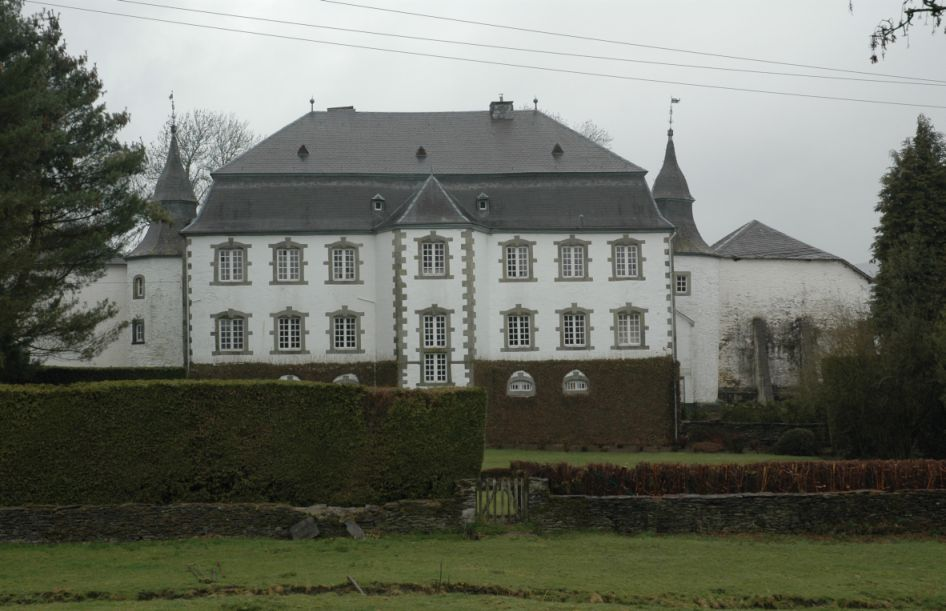
Château de Beurthé
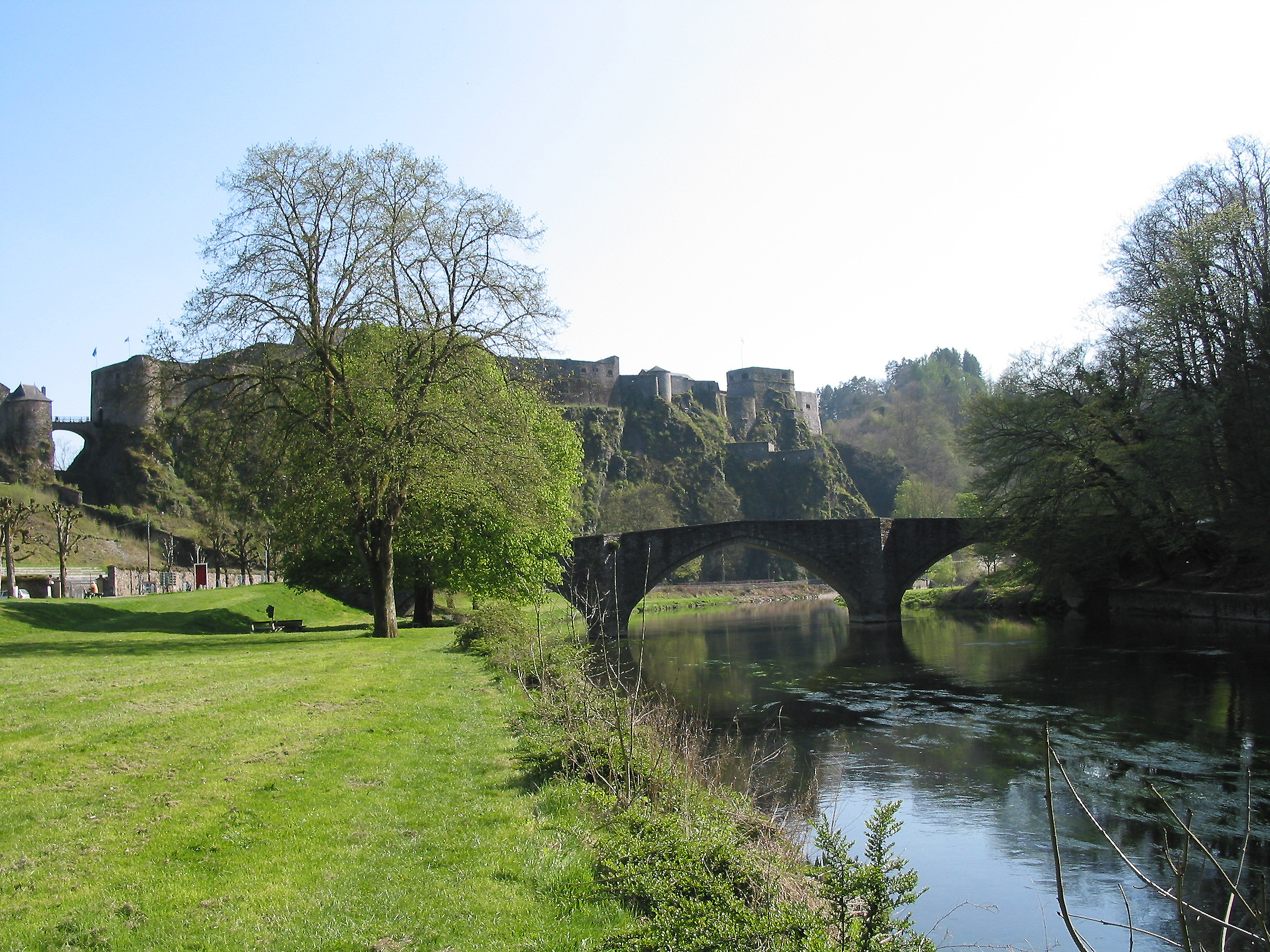
Château de Bouillon
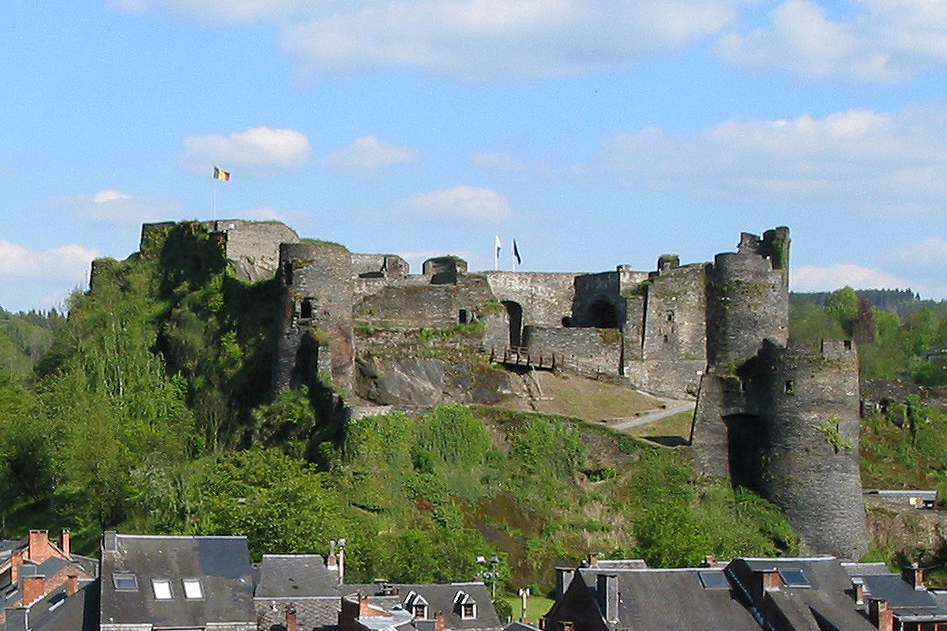
Château de La Roche-en-Ardenne
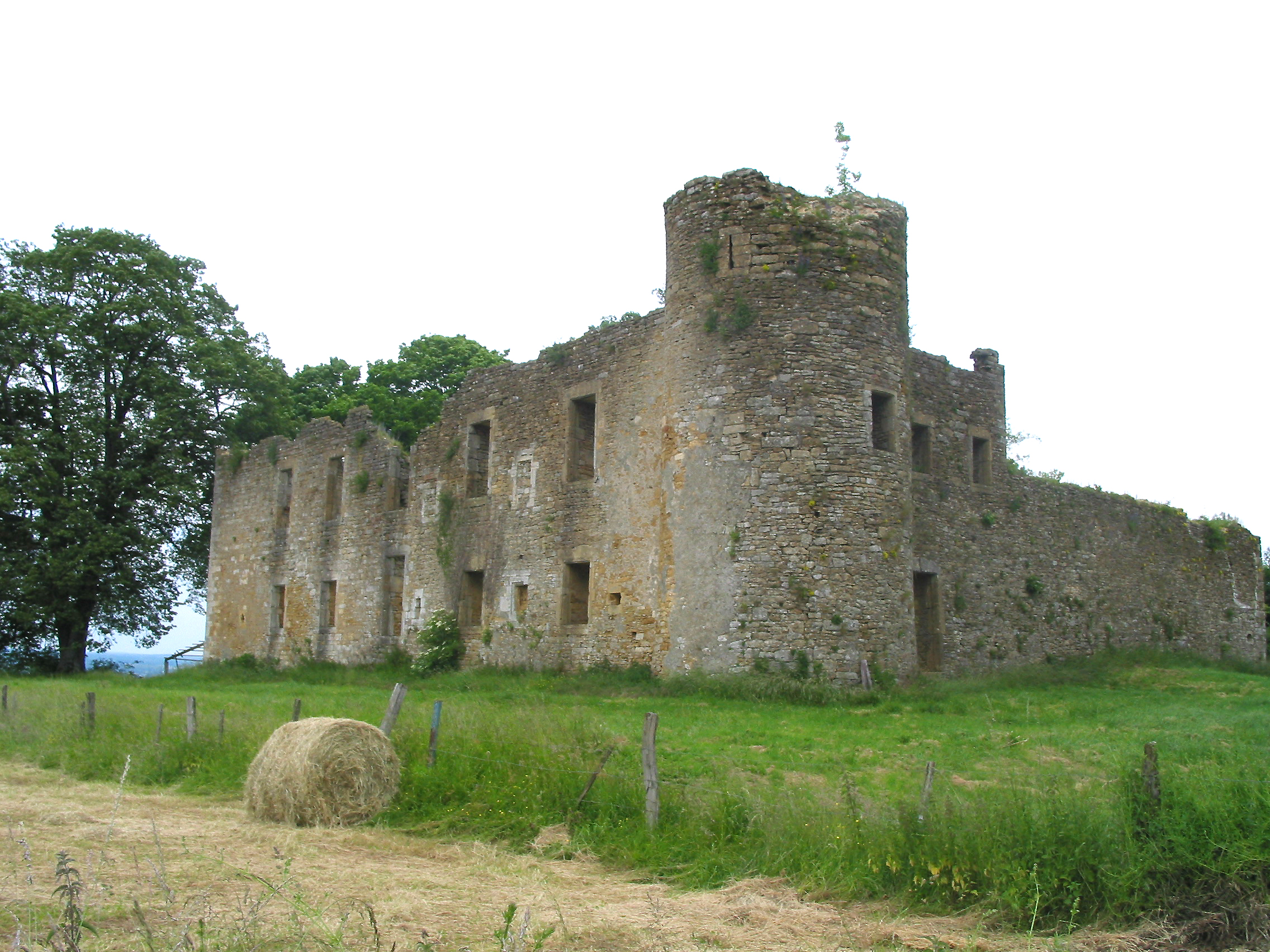
Château de Montquintin
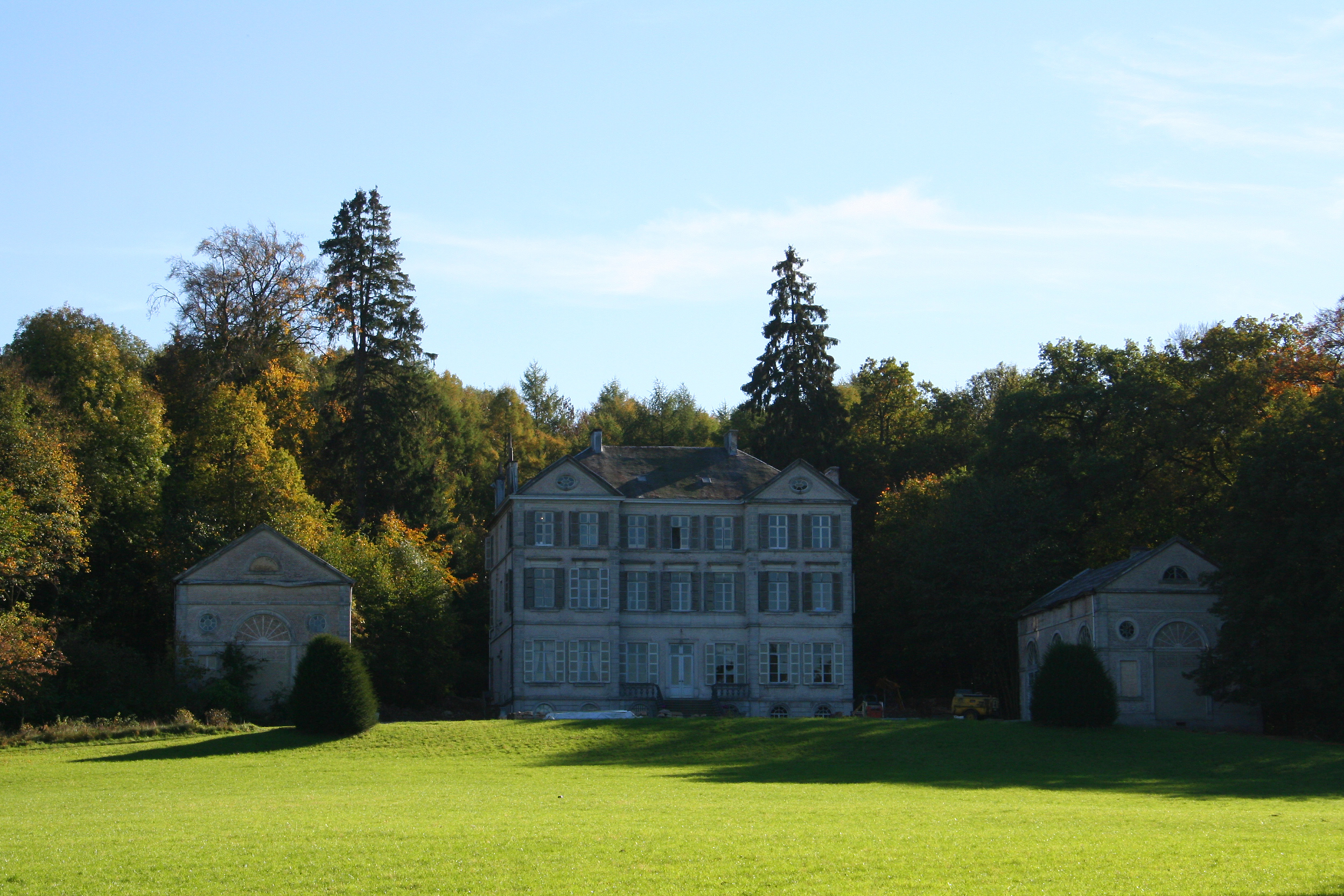
Château de Waha

| Nom                                      | Époque                    | Statut           | Visitable | Lieu                 | Commune    | Image |
| ---------------------------------------- | ------------------------- | ---------------- | --------- | -------------------- | ---------- | ----- |
| Château des Amerois                      |                           |                  |           | Bouillon             | Bouillon   |       |
| Château d'Aye                            |                           |                  |           | Aye                  |            |       |
| Château de Barnich ou Château d'Autelbas | XVe siècle                | Classé           |           | Autelbas             |            |       |
| Château de Beurthé                       | XVIIIe siècle             | Classé           |           | Steinbach            |            |       |
| Château de Biourge                       | XVIIe siècle              |                  |           | Biourge              |            |       |
| Château de Bleid                         |                           |                  |           | Bleid                |            |       |
| Château du Bois d'Arlon                  | XIXe siècle               |                  |           | Arlon                | Arlon      |       |
| Château de Bomal                         | XVIIIe siècle             |                  |           | Bomal                |            |       |
| Château de Bouillon                      |                           | Château fort     | Oui       | Bouillon             |            |       |
| Château Casaquy                          | XVIIIe siècle             | Classé           |           | Flamierge            |            |       |
| Château de Champlon                      | XVIIIe siècle             |                  |           | Champlon             | Tenneville |       |
| Domaine du Clémarais                     | XIe siècle                | Classé           |           | Aubange              |            |       |
| Château de Commanster                    | XVIIIe siècle             | Classé           |           | Vielsalm             |            |       |
| Château de Deulin                        | XVIIIe siècle             | Renaissance      |           | Fronville            |            |       |
| Château de Dohan                         |                           |                  |           | Dohan                |            |       |
| Château de Durbuy                        | XIe siècle                |                  |           | Durbuy               |            |       |
| Château d'Étalle                         |                           |                  |           | Étalle               |            |       |
| Château du Faing                         |                           | Renaissance      |           | Jamoigne             |            |       |
| Château-ferme de Fisenne                 |                           |                  |           | Soy                  |            |       |
| Château de Gomery                        |                           |                  |           | Gomery               |            |       |
| Château de Grand-Halleux                 |                           |                  |           | Grand-Halleux        |            |       |
| Château de Grandvoir                     |                           |                  |           | Grandvoir            |            |       |
| Château de Grinchamps                    | 1880                      |                  |           | Erneuville           | Tenneville |       |
| Château de Grune                         | XVIIe siècle              |                  |           | Grune                |            |       |
| Château de Guirsch                       |                           | Classé           |           | Guirsch              |            |       |
| Château de la Trapperie                  |                           |                  |           | Habay-la-Neuve       |            |       |
| Château d'Hassonville                    | XVIIe siècle              |                  |           | Aye                  |            |       |
| Château d'Herbeumont                     | XIIIe siècle              |                  |           | Herbeumont           |            |       |
| Château d'Izier                          |                           |                  |           | Izier                |            |       |
| Château Jemeppe                          | XIIIe siècle              | Château fort     | Oui       | Hargimont            |            |       |
| Château-ferme de Jenneret                | XVIIe siècle              |                  |           | Jenneret             | Durbuy     |       |
| Château de Laclaireau                    | XIXe siècle               | Renaissance      |           | Virton               |            |       |
| Château de Laittres                      |                           |                  |           | Saint-Mard           |            |       |
| Château de La Roche-en-Ardenne           | IXe siècle                | Ruine ou disparu |           | La Roche-en-Ardenne  |            |       |
| Château de Latour                        |                           |                  |           | Latour               |            |       |
| Château-ferme de Laval                   |                           |                  |           | Sainte-Ode           |            |       |
| Château de Lihérin                       |                           |                  |           | Gouvy                |            |       |
| Château de Losange                       |                           |                  |           | Villers-la-Bonne-Eau |            |       |
| Château de Marcourt                      |                           |                  |           | Marcourt             |            |       |
| Château de Messancy                      |                           |                  |           | Messancy             |            |       |
| Château de Mirwart                       | XIIe siècle XVIIIe siècle | Renaissance      |           |                      |            |       |
| Château de Montquintin                   |                           | Ruine ou disparu |           | Montquintin          |            |       |
| Château des Moudreux                     |                           |                  |           | Cherain              |            |       |
| Château-ferme de Noedelange              |                           |                  |           | Noedelange           |            |       |
| Château d'Orval                          |                           |                  |           | Villers-devant-Orval |            |       |
| Château du Pont d'Oye                    |                           |                  |           | Habay-la-Neuve       | Habay      |       |
| Château de Petite-Somme                  | XIXe siècle               |                  |           | Septon               |            |       |
| Château de Pinval                        |                           |                  |           | Lesse-Redu           |            |       |
| Château de Porcheresse                   | XVIIe siècle              | Renaissance      |           | Daverdisse           |            |       |
| Château de Resteigne                     | XVIe siècle               | Renaissance      |           | Resteigne            |            |       |
| Château de Rolley                        |                           |                  |           | Bertogne             |            |       |
| Château de Roumont                       |                           |                  |           | Libin                |            |       |
| Château des comtes de Salm               |                           | Ruine ou disparu |           | Salmchâteau          |            |       |
| Château de Signeulx                      |                           |                  |           | Signeulx             |            |       |
| Château-ferme de Sterpenich              | XVIIe siècle              | Classé           | Non       | Sterpenich           |            |       |
| Château de Tavigny                       |                           |                  |           | Tavigny              |            |       |
| Château-ferme de Tellin                  | XVIIIe siècle             | Renaissance      |           | Tellin               |            |       |
| Château de Waha                          | XVIe siècle               | Renaissance      |           | Waha                 |            |       |

## Province de Namur

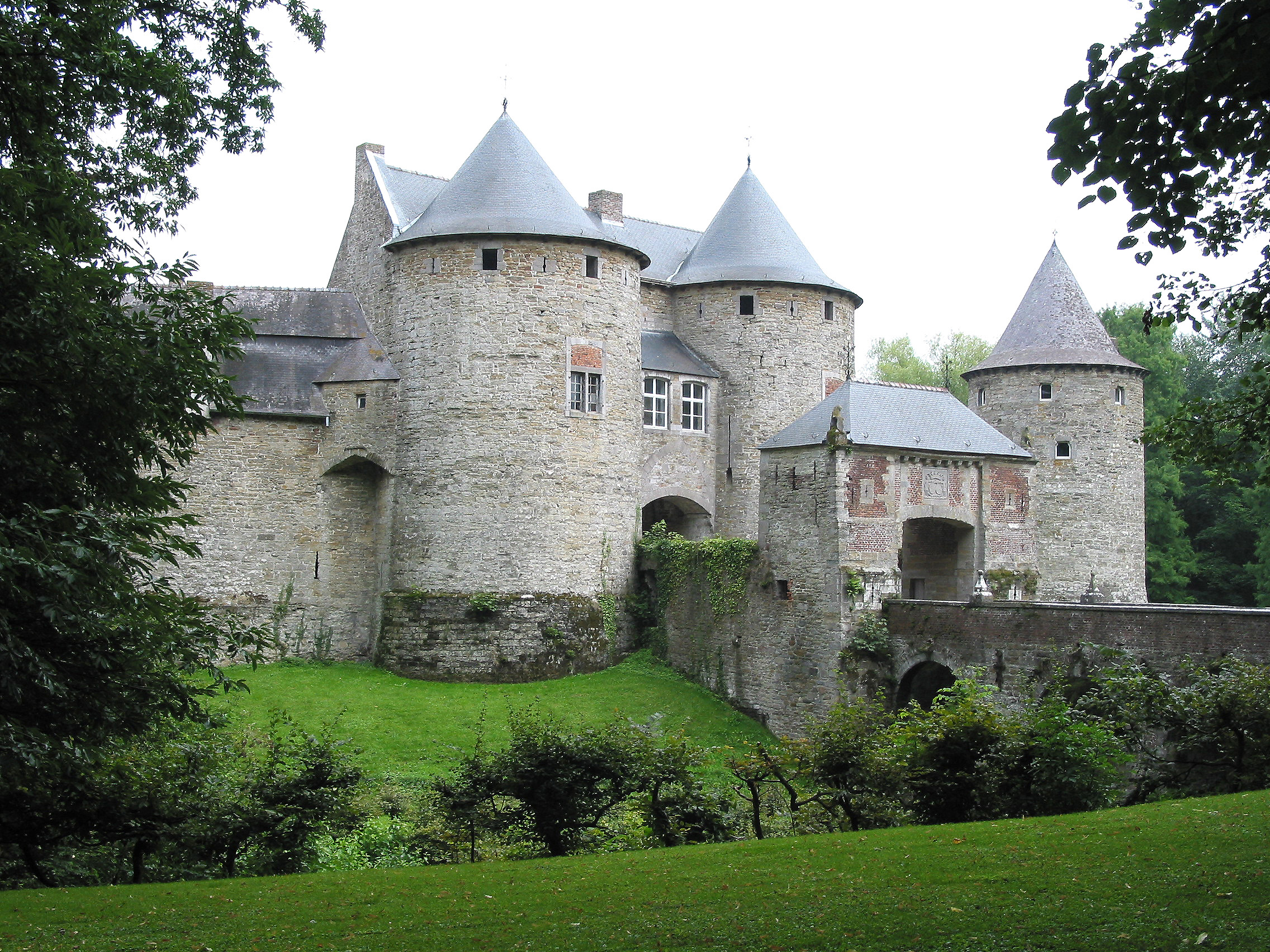
Château de Corroy-le-Château
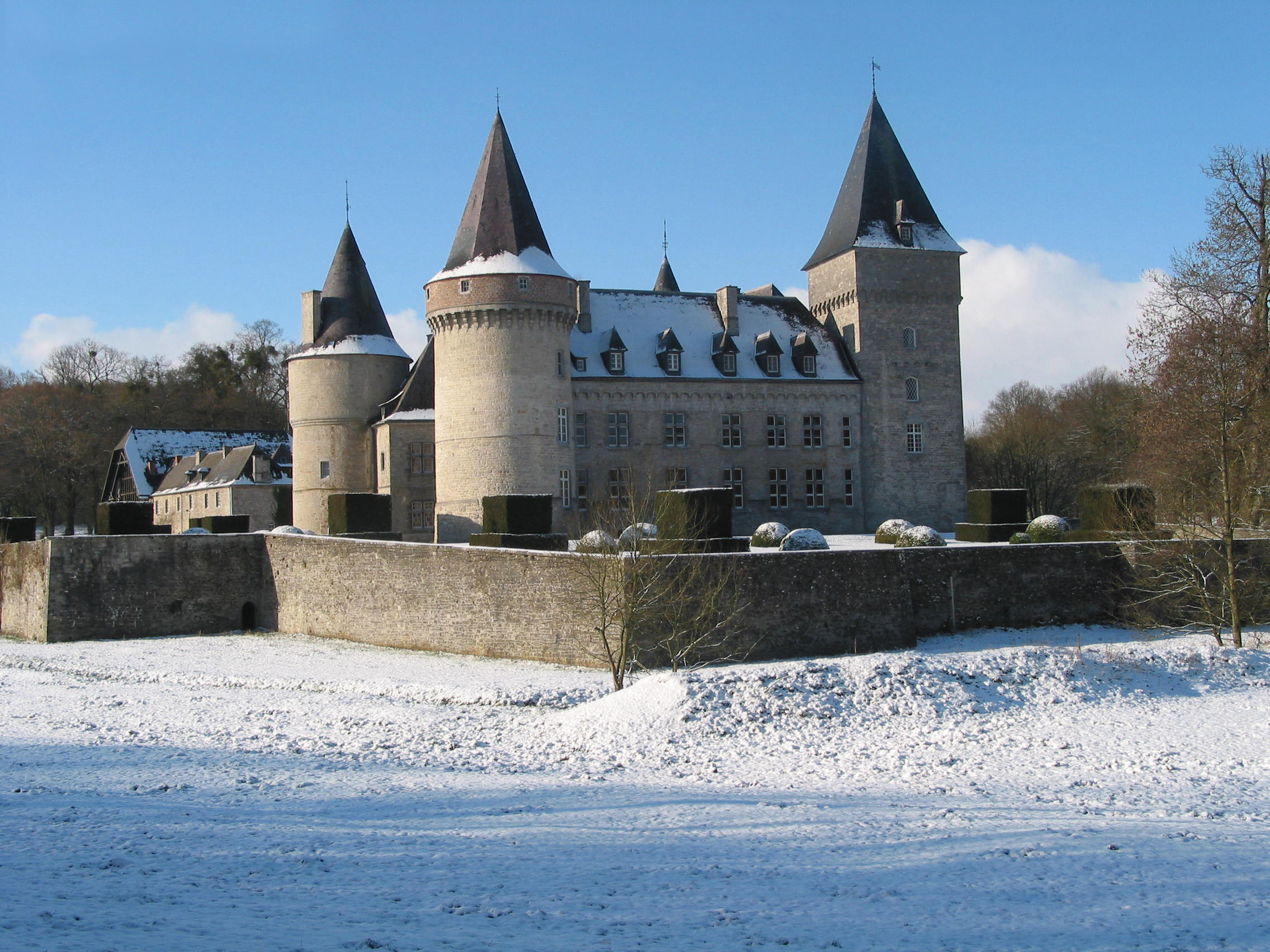
Château de Fontaine
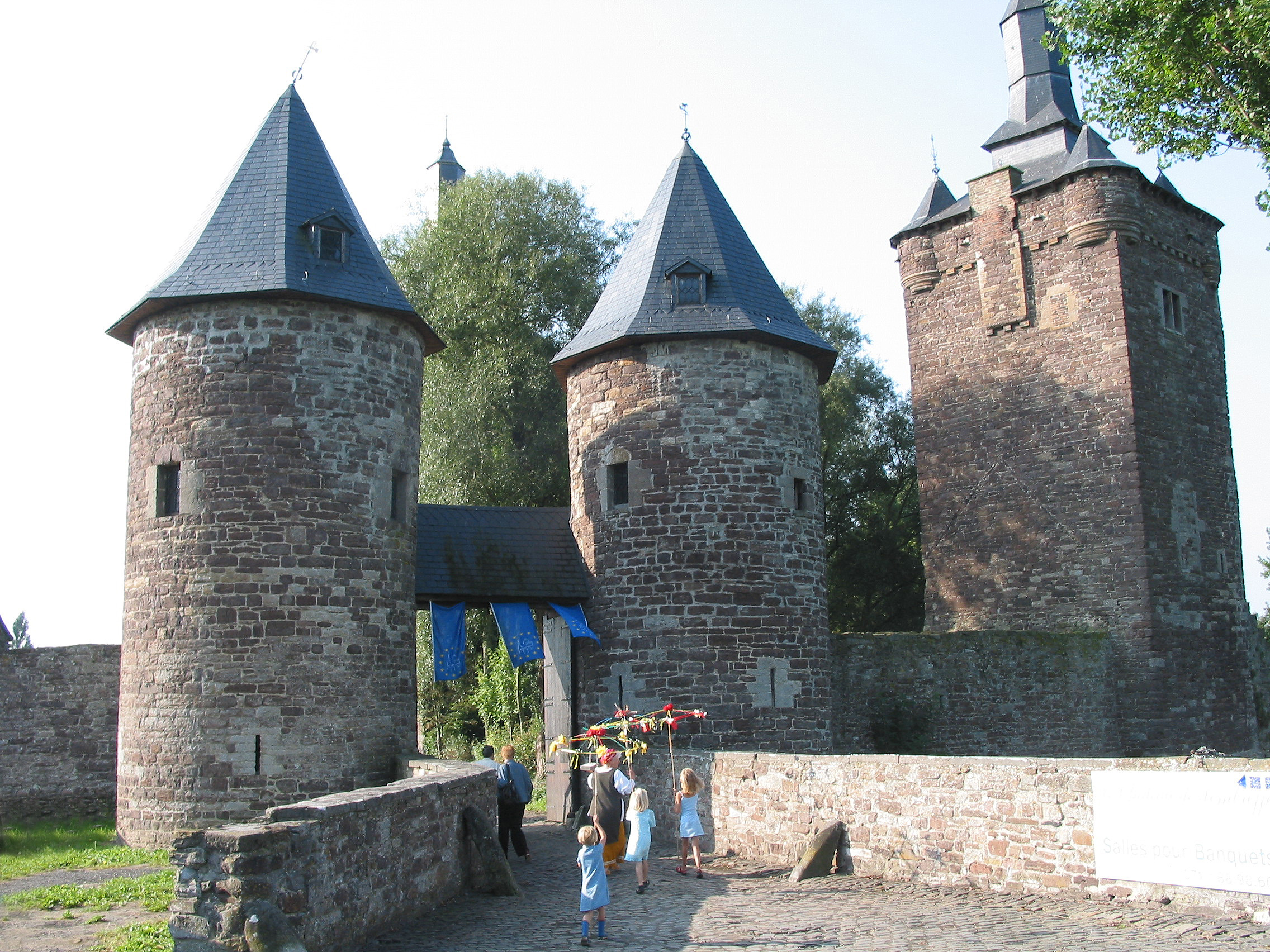
Château de Sombreffe
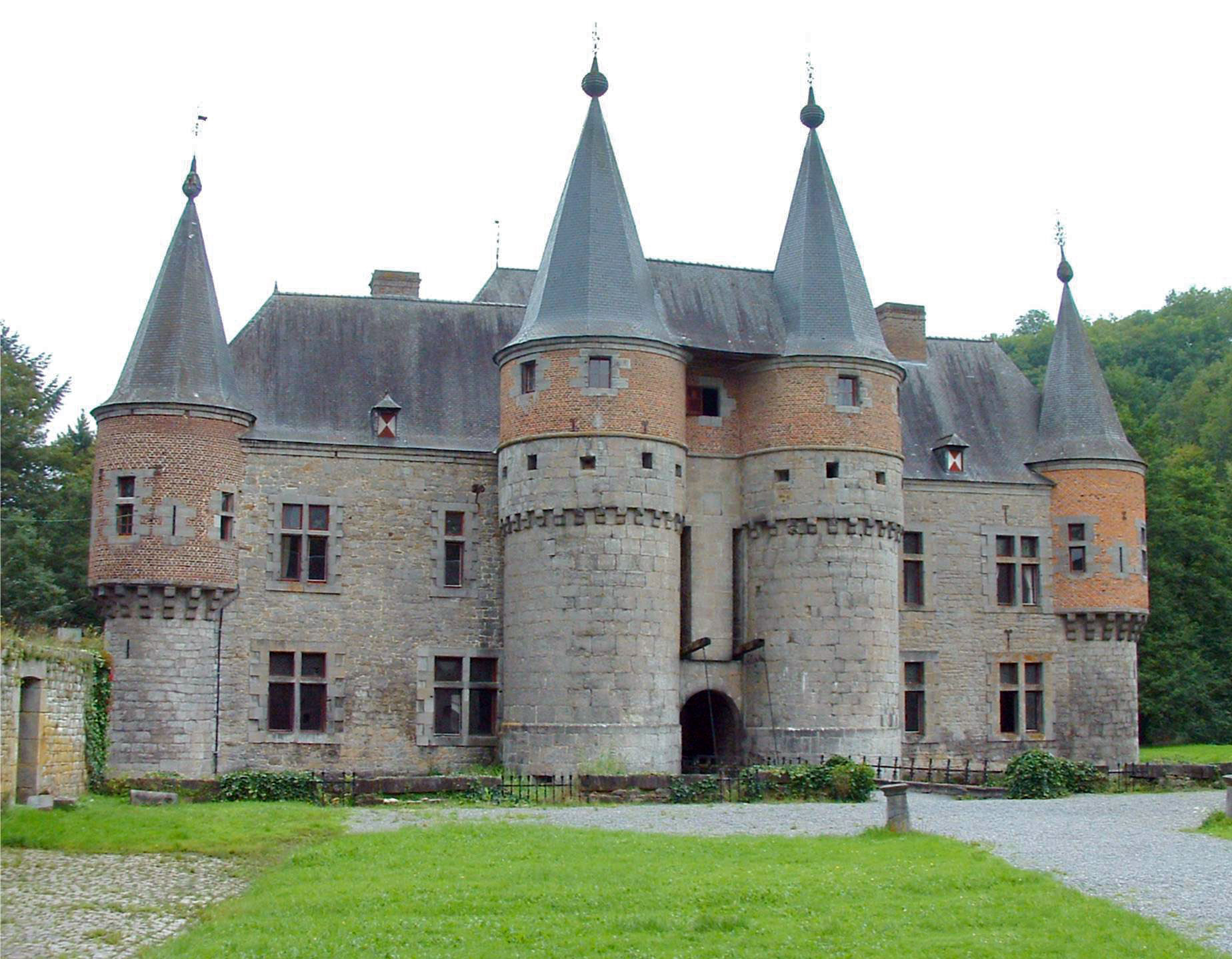
Château de Spontin
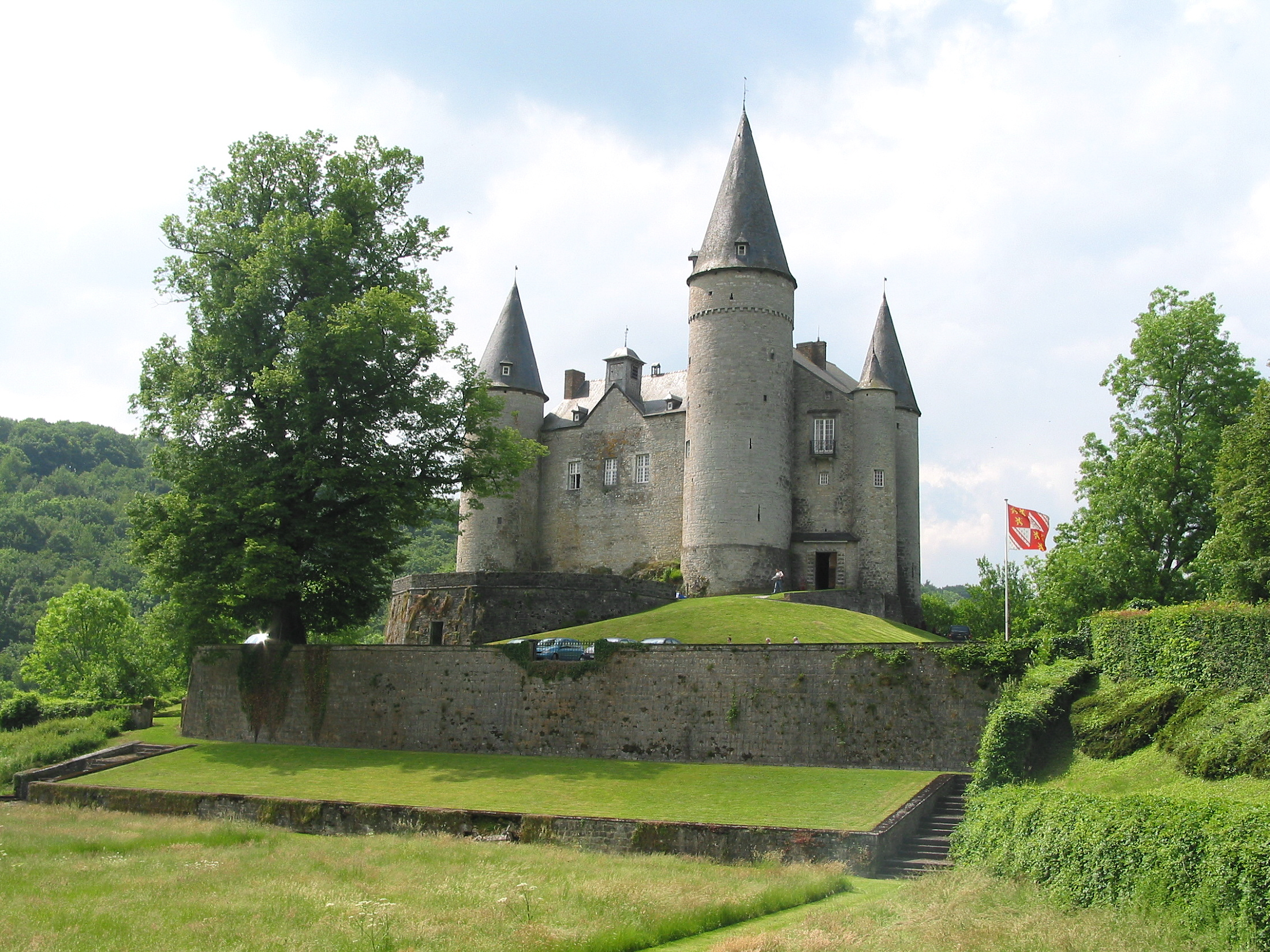
Château de Vêves

| Château d'Annevoie                | XVIIIe siècle                              | Renaissance      | Non | Annevoie-Rouillon         | Anhée              |                   |  |  |
| Château d'Arenberg                | XXe siècle (construction terminée en 1921) |                  |     | Marche-les-Dames          | Namur              |                   |  |  |
| Château d'Ave                     | XVIIe siècle                               |                  |     | Ave-et-Auffe              | Rochefort          |                   |  |  |
| Château-ferme de Balâtre          | XIIIe siècle - XVIe siècle                 |                  | non | Balâtre                   | Jemeppe-sur-Sambre |                   |  |  |
| Château de Baronville             | XVIIIe siècle                              |                  |     | Baronville                | Beauraing          |                   |  |  |
| Château de Barvaux-Condroz        |                                            |                  |     | Barvaux-Condroz           | Havelange          |                   |  |  |
| Château Bayard                    | XVIIe siècle - XVIIIe siècle               |                  | non | Dhuy                      | Éghezée            |                   |  |  |
| Château de Beauraing              |                                            | Ruine ou disparu |     | Beauraing                 |                    |                   |  |  |
| Château de Bellaire               |                                            |                  |     | Muache Haltinne           | Gesves             |                   |  |  |
| Manoir de la Belle-Motte          |                                            |                  | non | Le Roux                   | Fosses-la-Ville    |                   |  |  |
| Château de Bioul                  |                                            |                  |     | Bioul                     |                    |                   |  |  |
| Château de Blocqmont              | XVIIIe siècle                              |                  |     | Houx                      |                    |                   |  |  |
| Château de Bonneville             | XVIIe siècle                               |                  |     | Andenne                   |                    |                   |  |  |
| Château de Bormenville            | XVIIIe siècle                              |                  |     | Flostoy                   |                    |                   |  |  |
| Château de Boussu-en-Fagne        |                                            |                  |     | Boussu-en-Fagne           |                    |                   |  |  |
| Château de Burmesse               |                                            |                  |     | Schaltin                  |                    |                   |  |  |
| Château de Champion               |                                            |                  |     | Emptinne                  |                    |                   |  |  |
| Château du Chant d'Oiseaux        | 1855                                       | Renaissance      |     | Landenne                  | Andenne            |                   |  |  |
| Château de Chérimont              | XIXe siècle                                |                  |     | Sclayn                    | Andenne            |                   |  |  |
| Château de Ciergnon               | XIXe siècle                                |                  |     | Ciergnon                  |                    |                   |  |  |
| Château de Conjoux                |                                            |                  |     | Conjoux                   |                    |                   |  |  |
| Château de Corroy-le-Château      | XIIIe siècle                               | Château fort     | oui | Corroy-le-Château         | Gembloux           |                   |  |  |
| Château-ferme de Courrière        | XVIIe siècle                               |                  |     | Courrière                 |                    |                   |  |  |
| Château de Crèvecœur              | XIIe siècle–XVe siècles                    | Ruine ou disparu |     | Bouvignes-sur-Meuse       | Dinant             |                   |  |  |
| Château de Crupet                 | XIIIe siècle                               | Château fort     | non | Crupet                    | Assesse            |                   |  |  |
| Château Dapsens d'Yvoir           | XIIe siècle                                |                  | non | Yvoir                     | Yvoir              |                   |  |  |
| Château de Dave                   | XVIIIe siècle                              |                  |     | Dave                      |                    |                   |  |  |
| Château d'Enhaive                 | XVIe siècle                                |                  |     | Jambes                    |                    |                   |  |  |
| Château d'Évrehailles             |                                            |                  |     | Évrehailles               | Yvoir              |                   |  |  |
| Château de Fagnolle               | XIIe siècle - XVe siècle                   | Ruine ou disparu |     | Fagnolle                  | Philippeville      |                   |  |  |
| Château-ferme de Falaën           | XVIIe siècle                               |                  |     | Falaën                    |                    |                   |  |  |
| Château-ferme de Falnuée          | XIVe siècle                                |                  |     | Mazy                      |                    |                   |  |  |
| Château de Faulx-les-Tombes       | XIXe siècle                                |                  |     | Faulx-les-Tombes          | Gesves             |                   |  |  |
| Château-ferme de Fernelmont       | XVe siècle - XVIe siècle                   | Château fort     |     | Noville-les-Bois          | Fernelmont         |                   |  |  |
| Château de Flawinne               | XVIIIe siècle                              |                  |     | Flawinne                  |                    |                   |  |  |
| Château de Florennes              | IXe siècle                                 |                  |     | Florennes                 |                    |                   |  |  |
| Château de Fontaine               | XVe siècle - XVIe siècle                   |                  |     | Anthée                    | Onhaye             |                   |  |  |
| Château de Fontaine               | XVIIe siècle - XVIIIe siècle               |                  |     | Emptinne                  |                    |                   |  |  |
| Château de Fooz                   | XVIIe siècle                               |                  |     | Wépion                    |                    |                   |  |  |
| Château de Franc-Waret            | XVIIe siècle - XVIIIe siècle               |                  |     | Franc-Waret               |                    |                   |  |  |
| Château de Freÿr                  | XVIIIe siècle                              | Renaissance      |     | Freÿr                     |                    |                   |  |  |
| Manoir de Froidefontaine          | XVIe siècle                                |                  |     | Flostoy                   | Havelange          |                   |  |  |
| Château de Gaiffier               | XVIIIe siècle                              | Renaissance      |     | Houx                      |                    |                   |  |  |
| Château de Gesves                 | XVIIe siècle                               |                  |     | Gesves                    |                    |                   |  |  |
| Château de Halloy                 | XVIIe siècle - XVIIIe siècle               |                  |     | Halloy                    |                    |                   |  |  |
| Château de Haltinne               | XVIIe siècle                               |                  |     | Haltinne                  |                    |                   |  |  |
| Château de Harlue                 | XVIIe siècle - XVIIIe siècle               |                  | Non | Harlue                    |                    |                   |  |  |
| Château de Hanzinelle             | XVIIIe siècle                              |                  |     | Hanzinelle                |                    |                   |  |  |
| Château de Hauteroche             | XIIIe siècle - XIVe siècle                 | Ruine ou disparu |     | Dourbes                   |                    |                   |  |  |
| Château de Haversin               | XVIIe siècle                               |                  |     | Haversin                  |                    |                   |  |  |
| Château d'Hodoumont               |                                            |                  |     | Jallet                    |                    |                   |  |  |
| Château de Jannée                 | XVIIe siècle - XIXe siècle                 |                  |     | Jannée                    |                    |                   |  |  |
| Château de Jennevaux              | XVIIIe siècle                              |                  |     | Jennevaux                 |                    |                   |  |  |
| Château de Lamalle                | XVIIIe siècle                              |                  |     | Andenne                   |                    |                   |  |  |
| Château de Lavaux-Sainte-Anne     | XVe siècle                                 | Château fort     | Oui | Lavaux-Sainte-Anne        | Rochefort          |                   |  |  |
| Château de Leignon                | XIXe siècle                                |                  |     | Leignon                   |                    |                   |  |  |
| Château de Lesve                  | XIVe siècle et XVIIIe siècle               |                  |     | Lesve                     |                    |                   |  |  |
| Château Licot                     | 1860                                       |                  |     | Nismes                    | Viroinval          |                   |  |  |
| Château de Loyers                 | XVIIe siècle                               | Loyers           |     |                           |                    |                   |  |  |
| Château de Maibelle               |                                            |                  |     | Florée                    |                    |                   |  |  |
| Château de Maizeret ou du Moisnil | XVIIe siècle - XXe siècle                  |                  |     | Maizeret                  |                    |                   |  |  |
| Château de Marchovelette          | XIXe siècle                                |                  | Non | Marchovelette             |                    |                   |  |  |
| Château de Massogne               | XVIIIe siècle                              |                  |     | Pessoux                   |                    |                   |  |  |
| Château de Mielmont               | XIIe siècle - XIXe siècle                  |                  | Non | Onoz (Jemeppe-sur-Sambre) |                    |                   |  |  |
| Château du Moisnil                | XXe siècle                                 |                  |     | Maizeret                  |                    |                   |  |  |
| Château de Montaigle              | XIVe siècle                                | Ruine ou disparu |     | Falaën                    |                    |                   |  |  |
| Château de Morialmé               | XVIIe siècle                               |                  | Non | Morialmé                  |                    |                   |  |  |
| Château de Mouffrin               | XVe siècle                                 | Château fort     | Non | Gemenne                   |                    |                   |  |  |
| Château de Namêche                | XIXe siècle                                |                  | non | Namêche                   |                    |                   |  |  |
| Château de Namur                  | XIXe siècle                                |                  | Oui | Namur                     |                    |                   |  |  |
| Château de Noisy                  | XIXe siècle                                | Ruine ou disparu |     | Celles                    |                    |                   |  |  |
| Château d'Onthaine                | XVIIIe siècle                              |                  |     | Achêne                    |                    |                   |  |  |
| Château d'Ostin                   | XVIIIe siècle                              |                  |     | La Bruyère                |                    |                   |  |  |
| Château de Pesche                 | XVIe siècle - XVIIIe siècle                | Ruine ou disparu |     | Pesche                    |                    |                   |  |  |
| Château de Petit-Leez             | XVIIe siècle                               |                  |     | Grand-Leez                |                    |                   |  |  |
| Château de Poilvache              | XIIIe siècle - XVe siècle                  | Ruine ou disparu |     | Houx                      | Yvoir              |                   |  |  |
| Château du Pont d'Avignon         | 1148                                       | Ruine ou disparu |     | Nismes                    | Viroinval          |                   |  |  |
| Château de Porcheresse            | XVIIIe siècle                              |                  |     | Porcheresse               | Havelange          |                   |  |  |
| Château de Reux                   | XXe siècle                                 |                  |     | Conneux                   |                    |                   |  |  |
| Château de Revogne                | XVIIe siècle                               |                  |     | Revogne                   |                    |                   |  |  |
| Château de Rieudotte              |                                            |                  |     | Andenelle                 |                    |                   |  |  |
| Château comtal de Rochefort       | XIe siècle                                 | Ruine ou disparu | Oui | Rochefort                 |                    |                   |  |  |
| Château-ferme de Roly             | XIIIe siècle - XVIIe siècle                | Château fort     |     | Roly                      |                    |                   |  |  |
| Château de Ronchinne              | XVIe siècle - XIXe siècle                  |                  |     | Maillen                   |                    |                   |  |  |
| Château de Ry                     |                                            |                  |     | Mohiville                 |                    |                   |  |  |
| Château Saint-Roch                |                                            |                  |     | Ciney                     |                    |                   |  |  |
| Château-ferme de Samart           | XIVe siècle - XVIe siècle                  |                  |     | Samart                    |                    |                   |  |  |
| Forteresse de Samson              | IVe siècle - Ve siècle                     |                  |     | Thon-Samson               |                    |                   |  |  |
| Château de Sart-Eustache          | XVIIe siècle                               |                  |     | Sart-Eustache             |                    |                   |  |  |
| Château de Scry                   | XVIIIe siècle                              |                  |     | Mettet                    |                    |                   |  |  |
| Château de Senzeille              | XVIe siècle - XXe siècle                   |                  |     | Senzeille                 |                    |                   |  |  |
| Château-ferme de Seron            | XVIIe siècle                               |                  |     | Seron                     |                    |                   |  |  |
| Château de Skeuvre                | XXe siècle                                 |                  |     | Natoye                    |                    |                   |  |  |
| Château-ferme de Somal            | XVIe siècle                                |                  |     | Maffe                     | Somme-Leuze        |                   |  |  |
| Château de Sombreffe              | XIIIe siècle                               |                  |     | Sombreffe                 | Sombreffe          |                   |  |  |
| Château de Sorinnes               | XIXe siècle                                |                  | Non | Sorinnes                  |                    |                   |  |  |
| Château de Spontin                | XIIIe siècle                               | Château fort     | Non | Spontin                   | Yvoir              |                   |  |  |
| Château de Spy                    | XVIIIe siècle                              |                  |     | Spy                       |                    |                   |  |  |
| Château de Tarcienne              | XVIIe siècle                               | Ruine ou disparu |     | Tarcienne                 | Walcourt           |                   |  |  |
| Château de Thom-Samson            |                                            |                  |     | Thon-Samson               |                    |                   |  |  |
| Château de Thozée                 |                                            |                  |     | Mettet                    |                    |                   |  |  |
| Château de Thy-le-Château         | XIIe siècle                                | Château fort     | Oui | Thy-le-Château            | Walcourt           |                   |  |  |
| Château de Vêves                  | XVIIIe siècle                              | Château fort     | Oui | Celles                    | Houyet             | Vêves CH1aJPG.jpg |  |  |
| Château de Vierves-sur-Viroin     | XVIe siècle                                |                  |     | Vierves-sur-Viroin        | Viroinval          |                   |  |  |
| Château de Villers-lez-Heest      |                                            |                  | non | Villers-lez-Heest         |                    |                   |  |  |
| Château de Villers-sur-Lesse      |                                            |                  |     | Villers-sur-Lesse         |                    |                   |  |  |
| Château de Vonêche                | XVe siècle - XIXe siècle                   |                  |     | Vonêche                   |                    |                   |  |  |
| Château de Walzin                 | XVIIe siècle                               | Château fort     | Non | Dréhance                  |                    |                   |  |  |